# Piana degli Albanesi
Piana degli Albanesi (Hora e Arbëreshëvet in arbëresh, Chiana in siciliano) è un comune italiano di 5 226 abitanti della città metropolitana di Palermo in Sicilia. È situata al margine di un altopiano montuoso, sul versante orientale del monte Pizzuta, prospiciente l'omonimo lago artificiale.
È il centro più importante e noto degli albanesi di Sicilia, nonché il più grande stanziamento arbëresh, dove da secoli risiede storicamente la più popolosa comunità albanese d'Italia. Denominata fino al 1941 Piana dei Greci per il rito greco-bizantino professato dai suoi abitanti, è sede vescovile dell'Eparchia di Piana degli Albanesi, circoscrizione della Chiesa italo-albanese, la cui giurisdizione si estende su tutte le chiese insulari di rito orientale.
Nel corso dei secoli è stata annoverata fra i maggiori centri attivi e influenti degli italo-albanesi, tutelando e coltivando la memoria storica dell'antica madrepatria. Oltre a essere il fulcro socioculturale, religioso e politico delle comunità arbëreshe dell'isola, ha mantenuto pressoché intatte le proprie peculiarità etniche, quali la lingua albanese, il rito greco-cattolico e i caratteristici costumi originari. Nell'età moderna ha ricoperto un ruolo significativo per i moti rivoluzionari e risorgimentali relativi all'unità nazionale d'Italia, ai movimenti regionali dei Fasci siciliani dei lavoratori e alla questione della "Rilindja" nazionale albanese nella lotta di liberazione dal dominio turco-ottomano. Tra il 1944 e il 1945, durata cinquanta giorni, Piana degli Albanesi divenne una Repubblica popolare indipendente. È, inoltre, tristemente nota per la strage di Portella della Ginestra (1947).
Contribuì notevolmente al progresso della cultura e della letteratura albanese con una nutrita schiera di intellettuali, avviando un decisivo processo della storia letteraria d'Albania. È considerata il luogo d'origine della letteratura arbëreshe, dalla quale nacque la prima opera albanese della diaspora (1592), e iniziatrice - fra '500 e ‘600 - della prima scuola europea nella quale si insegnava in lingua albanese. Nel 1903, inoltre, vi fu tenuto il terzo dei Congressi linguistici d'ortografia albanese, dove vennero dibattuti problemi linguistici, letterari e politici e si creò una Società Nazionale Albanese.
La sua antica tradizione musicale e canora bizantina fa parte del Registro Eredità Immateriali della Sicilia, istituito dalla Regione Siciliana e riconosciuto patrimonio dell'umanità dall'UNESCO. L'amministrazione comunale utilizza nei documenti ufficiali anche l'albanese, ai sensi della vigente legislazione che tutela le minoranze etno-linguistiche. Le attività economiche prevalenti sono il settore primario, l'agricoltura, la pastorizia, l'artigianato e il turismo.

## Geografia fisica
Il territorio comunale, delimitato per lo più da confini naturali ed esteso in direzione sud-est, ha un'estensione di circa 64,92 km² ed è inserito nella "riserva naturale orientata Serre della Pizzuta" e nel "lago di Piana degli Albanesi", di origine artificiale.

### Territorio
Sorge su un altopiano montuoso a 740 m s.l.m., la pianura della Fusha, che termina in una conca su cui poggia il bacino del lago omonimo. Contornata da quattro imponenti montagne (Pizzuta, Kumeta, Maganoce, Xëravulli) e da altri siti naturalistici (Neviere, Grotta del Garrone, Honi), è cinta dal verde dalla riserva naturale orientata Serre della Pizzuta.
L'abitato originario si sviluppò inizialmente sull'erto monte Pizzuta (mali Picuta), se nonché, a causa delle rigide temperature, gli esuli albanesi si trasferirono poco più a valle, in prossimità della pianura sottostante, sulle falde della collinetta Sheshi, sotto l'aggregato roccioso Shkëmbi.

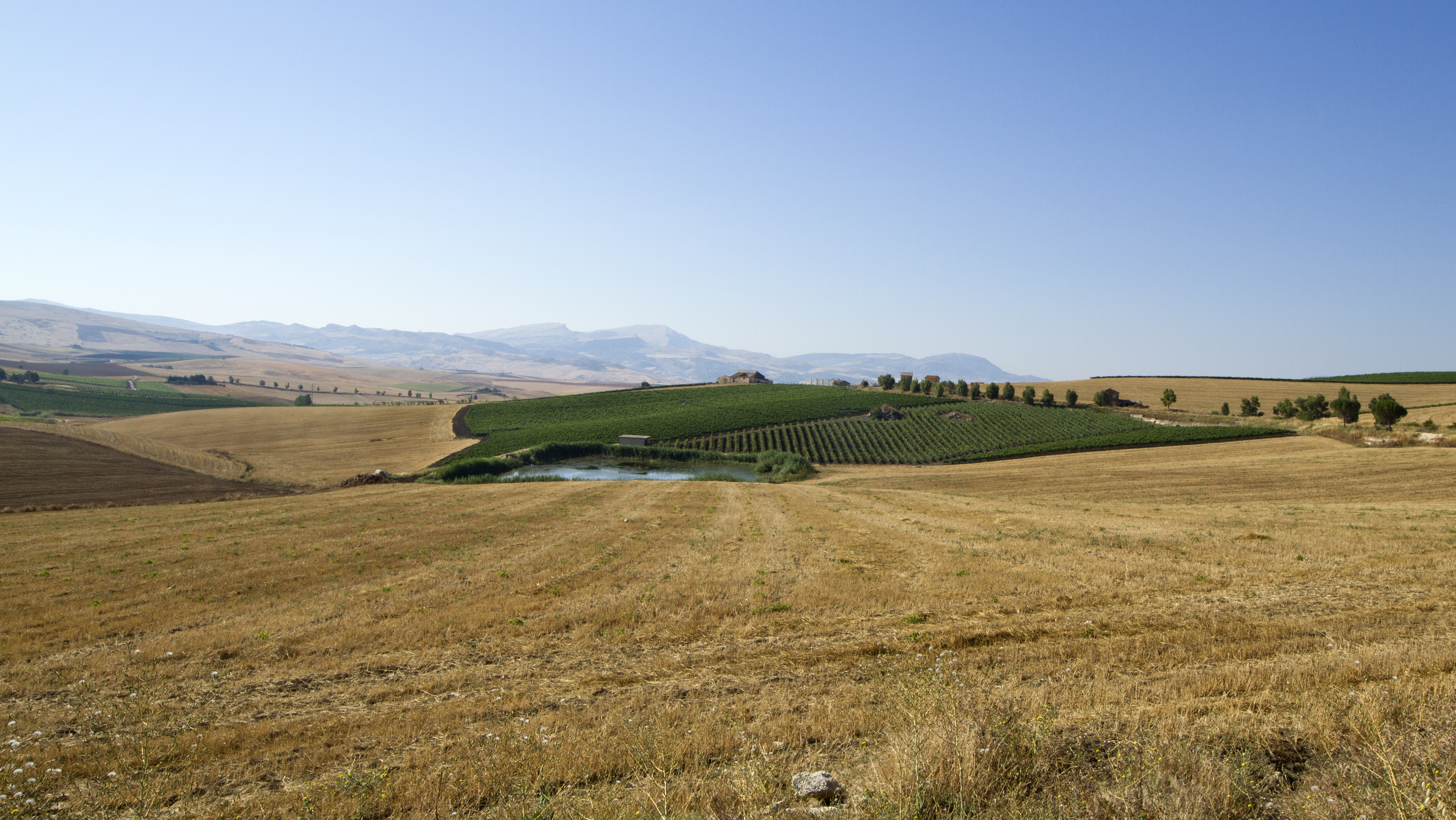
Il territorio di Piana degli Albanesi confinante con quello di Monreale

Piana degli Albanesi è inserita nei beni territoriali del WWF e negli itinerari escursionistici denominati Sentiero Italia, che si propongono di stabilire un legame tra sud e nord d'Italia seguendo il filo conduttore delle antiche vie di comunicazione della montagna.
- Classificazione sismica: zona 2 (sismicità medio-alta), Ordinanza PCM n. 3274 del 20/03/2003[22].

#### Orografia
Il territorio è delimitato da confini naturali, i monti di Piana degli Albanesi, un sistema di alture che sovrasta l'abitato formando un anfiteatro naturale, comprendendo il bacino del lago di Piana degli Albanesi. Circa i tre quinti della sua estensione si trovano in zone collinari, mentre il restante appartiene ad una zona tipicamente montana. Il paesaggio montano è composto da rilievi di natura carbonatica, con prevalenza di dolomie, che derivano da processi carsici di epoca mesozoica.

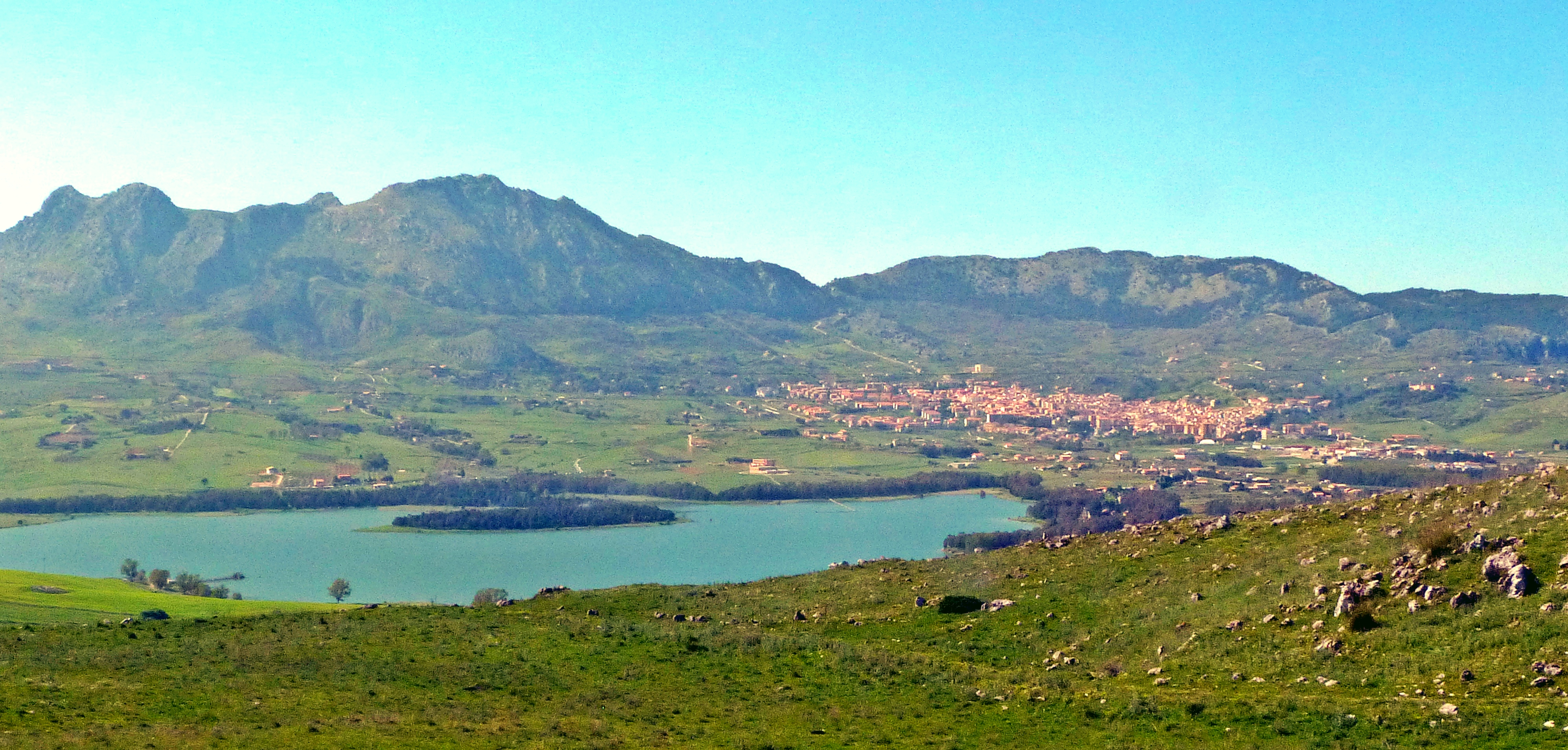
Veduta della pianura Fusha e parte del sistema montuoso

Le principali cime del territorio di Piana degli Albanesi sono:
- Monte Pizzuta / Mali Picuta (1.333 m)
- Mali i Zunzeles (884 m)
- Monte Argòmazit / Mali i Argomëzit (1.030 m)
- Maja e Tulit (997 m)
- Monte Saràvulli / Mali Xëravulli (1.246 m)
- Pizzo Garrone / Maja e Gharrunit (1129 m)
- Pizzo Pèlavet[23] / Maja e Pelavet (1.279 m m)
- Rahji i Dxunait (923 m)
- Serre della Ginestra (1101 m)
- Monte Kùmeta / Mali Kumeta (1.233 m)
- Monte Maganòce / Mali Maghanuç (902 m)

Appartengono alla stessa catena montuosa sud-orientale e al comune di Piana degli Albanesi: il monte Giuhài / mali i Xhuhait (968 m), monte Leardo / mali Leardi (815 m), cozzo Sant'Agata / guri Shën Arhta (998 m), il massiccio o monte Rossella / mali i Rruselës (1.029 m), Cozzo del campanaro (972 m). Pizzo Parrino / maja e Priftit (977 m) e Guri i Busheshit / Cozzo Buscesci (827 m), anch'essi della stessa catena montuosa, fanno parte del territorio comunale limitrofo di Santa Cristina Gela.
Il monte Pizzuta, in direzione est-nord rispetto all'abitato, per l'imponenza della sua conformazione orografica nonché per la ricchezza della vegetazione e della fauna, ha un fascino particolare. È possibile visitarla mediante diversi itinerari naturalistici che, partendo dalla strada che porta all'antica chiesa rurale della Madonna Odigitria, portano alle sue vette, alla Grotta del Garrone, alle Neviere fino a Portella della Ginestra.

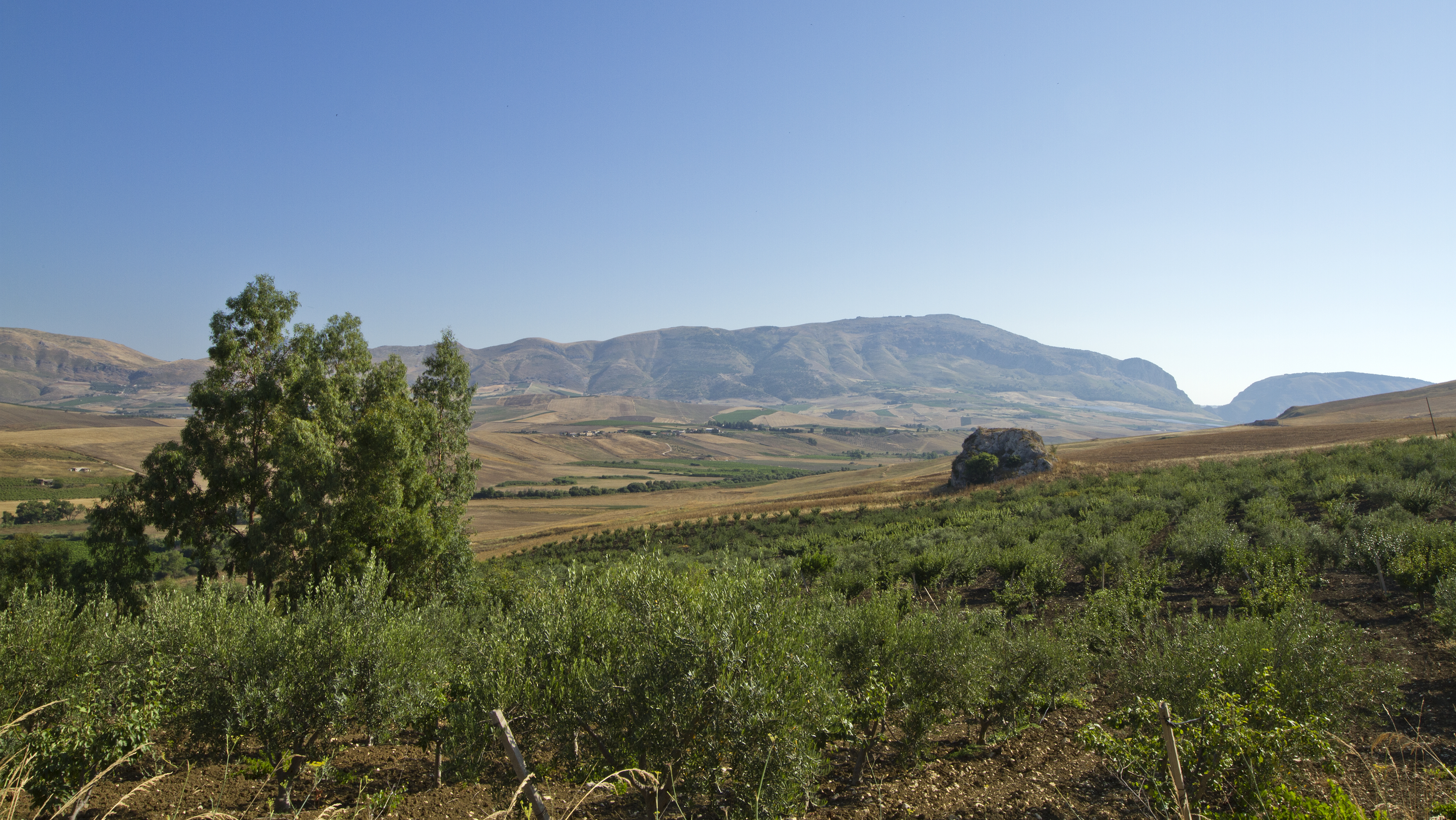
Panoramica del massiccio del Monte Kumeta, dell'apertura del Honi e del Monte Maganoce

Il monte Kumeta, posto in direzione ovest-sud, è un massiccio roccioso che custodisce numerosi fossili e presenta una vegetazione di muschi e licheni. Nel prospetto in parte rivolto verso Piana degli Albanesi la montagna riporta alcuni segni, ancora visibili, lasciati dalle cave di marmo. I toni cromatici vanno dal bianco fiorito, al rosa, al Rosso Kumeta o Montecitorio, cosiddetto perché le colonne del Palazzo Montecitorio, sede del Parlamento nazionale a Roma, sono state realizzate con questo marmo. Il monte Maganoce, situato a sud-est sul versante del lago opposto all'abitato, presenta una particolare forma a dorso d'elefante sormontata da un fitto bosco. Il monte Xeravulli, ubicato accanto alla Pizzuta in direzione nord-est, è ricco di vegetazione e chiude idealmente la "corona" dei monti.

#### Idrografia
Il territorio è caratterizzato da sorgenti e attraversato da vari fiumi e torrenti ricchi d'acqua: in particolare il fiume Gjoni, uno dei due fiumi del centro abitato che attraversa il monte Xëravulli e scorre oggi sottoterra per sfociare nel lago, e il fiume Honë (nome locale del Belice Destro), sbarrato da una diga negli anni venti per la realizzazione del lago di Piana degli Albanesi, dal 1999 Oasi naturale protetta e salvaguardata dal WWF. All'interno del territorio comunale si trova il lago Scanzano, anch'esso artificiale.

### Clima
Piana degli Albanesi si trova in un altopiano circondato da alte montagne ed è soggetta ad un microclima particolare. Le estati sono mediamente calde e soleggiate, ma più ventilate che nel resto dell'isola grazie alle brezze montane. Gli inverni sono generalmente freddi ma piuttosto variabili a seconda delle annate, ventosi e parzialmente nuvolosi, con periodi nevosi anche rigidi. Diversamente dalle zone circostanti, l'umidità è alta e la piovosità è più abbondante. Durante l'anno, la temperatura in genere va da 5 °C a 27 °C ed è di rado inferiore a 2 °C o superiore a 30 °C.
| Dati meteo Piana degli Albanesi | Mesi | Mesi | Mesi | Mesi | Mesi | Mesi | Mesi | Mesi | Mesi | Mesi | Mesi | Mesi | Stagioni | Stagioni | Stagioni | Stagioni | Anno |
| Dati meteo Piana degli Albanesi | Gen  | Feb  | Mar  | Apr  | Mag  | Giu  | Lug  | Ago  | Set  | Ott  | Nov  | Dic  | Inv      | Pri      | Est      | Aut      | Anno |
| ------------------------------- | ---- | ---- | ---- | ---- | ---- | ---- | ---- | ---- | ---- | ---- | ---- | ---- | -------- | -------- | -------- | -------- | ---- |
| T. max. media (°C)              | 7,6  | 7,4  | 9,8  | 12,6 | 16,7 | 21,3 | 24,2 | 27,0 | 20,4 | 17,1 | 12,6 | 9,1  | 8,0      | 13,0     | 24,2     | 16,7     | 15,5 |
| T. min. media (°C)              | 4,7  | 4,3  | 6,2  | 8,6  | 12,3 | 16,6 | 19,4 | 20,0 | 17,0 | 13,9 | 9,9  | 6,5  | 5,2      | 9,0      | 18,7     | 13,6     | 11,6 |
| Precipitazioni (mm)             | 71   | 73   | 65   | 65   | 40   | 16   | 7    | 22   | 62   | 86   | 69   | 71   | 215      | 170      | 45       | 217      | 647  |
| Giorni di pioggia               | 8    | 8    | 8    | 8    | 5    | 3    | 1    | 3    | 7    | 8    | 8    | 9    | 25       | 21       | 7        | 23       | 76   |
| Umidità relativa media (%)      | 82   | 79   | 75   | 72   | 66   | 57   | 54   | 56   | 69   | 76   | 80   | 81   | 80,7     | 71       | 55,7     | 75       | 70,6 |

- Classificazione climatica da Confedilizia (classificazione legale per il consumo energetico): zona D, 1711 GG[26].

## Origini del nome

Tabella stradale all'entrata della cittadina

Piana degli Albanesi è stata nella storia variamente denominata. Nella licentia populandi concessa nel 13 gennaio 1487 agli esuli albanesi, Piana degli Albanesi è circoscritta come Casale Planicili Archiepiscopatus Montisregalis o Piana dell’Arcivescovo, ma fin dalla sua fondazione l'abitato fu ufficialmente conosciuto in latino "Nobilis Planae Albanensium Civitas". Questa denominazione mutò in Nobilis Planae Graecorum Albanensium Civitas, con l'inserimento di Graecorum che indicava per i contadini forestieri il rito bizantino (noto come rito greco) professato della popolazione albanese (bizantino-greco e non romano-latino). Nei secoli, erroneamente, nell'uso catastale e abituale delle popolazioni limitrofe siciliane, rimase il nome di Piana dei Greci, data anche dal solito equivoco d'identificazione degli arbëreshë confusi come greci per il greco antico utilizzato nella liturgia.
Fu anche conosciuta, chiamata o descritta, dalle popolazioni del circondario o in mappe storiche, Casale di lu Mercu territorii Montisregalis, Graecorum Oppidum, Badia (perché la chiesa era stata sempre il punto di riferimento degli albanesi), Plana de Griegos, La Chiana o Piano de' Greci. I suoi abitanti o gli albanesi delle altre colonie di Sicilia che si avvicendavano per raggiungerla, invece, la identificavano come Sheshi (piazza, centro), Kazallot (per una specie di sineddoche: Kazallot, toponimo locale, italianizzato in Casalotto, equivalente a Hora), Fusha e Arbreshëvet e quindi Hora e Arbëreshëvet. Il nome di Piana dei Greci, in seguito a un regio decreto e alla volontà di cambiare la denominazione per il fatto che in esso non si evidenziava l'origine albanese, dal 30 agosto 1941 venne modificato in Piana degli Albanesi. Qualche mese dopo, per decreto della Sacra Congregazione per le Chiese orientali del 25 ottobre 1941, anche ecclesiasticamente il nome di Planen Graecorum venne cambiato in Planen Albanensium, ossia Piana degli Albanesi.
Gli abitanti chiamano la cittadina nella propria parlata albanese Hora e Arbëreshëvet, traducibile letteralmente in "Città degli Albanesi", e per questo abitualmente è detta semplicemente Hora (tipico dell'albanese medievale della Myzeqeja e degli arbërorë, ossia "paese/nazione" o "capoluogo", ritrovabile nel greco come Chòra, Χώρα), vocabolo che ha il significato in arbëresh di città, e sta per l'albanese letterale qytet, ad indicare che essa è la principale fra le comunità siculo-albanesi. Qualche anziano usa ancora dire Hora e t'Arbëreshëvet. Gli abitanti in modo figurato si dicevano Bar i Sheshit (Erba dello Sheshi, nati nello Sheshi) e chiamano se stessi singolare arbëresh-i/e, plurale arbëreshë-t.

## Storia

### Età medievale
La fondazione di Piana degli Albanesi (Hora e Arbëreshëvet) risale alla fine del XV secolo quando, in seguito all'invasione della penisola balcanica da parte dei turchi ottomani, numerosi gruppi di profughi albanesi cercarono rifugio nelle vicine coste dell'Italia meridionale, dove si stabilirono fondando un cospicuo numero di nuovi insediamenti rurali.
Un consistente gruppo di esuli albanesi, provenienti dalle regioni centro-meridionali dell'Albania e in secondo momento dalla Morea, cercarono rifugio a causa dell'imminente avanzata musulmana. L'esodo e il sorgere di queste comunità ebbe inizio soltanto dopo la morte del loro condottiero Giorgio Castriota Skanderbeg, «l'eroico difensore dell'indipendenza albanese contro l'invasione ottomana nel sec. XV.». La diaspora non avvenne nello stesso periodo né massicciamente, bensì gradualmente, con singoli
gruppi che emigravano in Italia man mano che lo permettevano il pericolo della guerra e la possibilità di fuga. Non si trattò dunque di una fuga precipitosa, ma di una emigrazione obbligata dalle difficili condizioni della guerra (1463-1479), una guerra che molti di quei profughi continuarono a combattere prima di rassegnarsi all'espatrio definitivo.
L'assetto riservato allo stanziamento degli albanesi in Italia fu improntato alla considerazione che essi avevano saputo guadagnarsi e conservare presso i cristiani d'Occidente. Tra le regioni maggiormente interessate dalla diaspora albanese figurano la Calabria, la Sicilia, la Campania, il Molise, la Puglia e la Basilicata.
Gli arbëreshë di Piana degli Albanesi diedero vita alla loro diaspora verso la Sicilia intorno al 1485. Dopo aver difeso la propria terra, trovarono rifugio nell'isola abbandonando la madrepatria. Grazie all'appoggio della Repubblica di Venezia, che favoriva le migrazioni per ripopolare centri disabitati o colpiti da carestie, esuli della Himara, tra cui consanguinei di Castriota e nobili della più elevata aristocrazia albanese, come risulta dai diplomi reali di quella epoca, riuscirono ad inoltrarsi sino a raggiungere la lontana Sicilia. Sbarcati sul litorale, secondo la tradizione nei pressi di Solunto, e costretti a dirigersi verso l'interno per timore di eventuali rappresaglie da parte dei turchi, i profughi cercarono in diverse parti della Sicilia il luogo dove insediarsi e dopo alcuni tentativi, durati diversi anni, si fermarono negli ampi territori amministrati dalla mensa arcivescovile di Monreale.
Guidati dalle famiglie nobili albanesi, pertanto, preferirono essere accolti nei feudi della Chiesa, in particolare dell'Arcivescovado di Monreale. Gli albanesi di Piana degli Albanesi, pur essendo soltanto degli enfiteuti, ebbero il privilegio di scegliere nell'ambito dei feudi dell'Arcivescovado il territorio da abitare e il sito su cui edificare la nuova città; scelte che nel meccanismo di ripopolamento in Sicilia sviluppatosi nel corso del '500 e '600 saranno prerogativa del feudatario.
Negli anni 1486-1487 fu chiesto al cardinale Juan Borgia il diritto di soggiorno sulle terre di Mercu e Aydingli, situate nell'entroterra montuoso presso la pianura della Fusha. Il luogo prescelto si presentava non lontano dai principali poli cittadini, ma alquanto riparato, un ambiente fertile e ricco d'acqua. Stipulati i Capitoli di fondazione, la concessione ufficiale fu sancita per il 30 agosto dell'anno 1488, cui seguì la costruzione del più grosso centro albanese dell'isola.

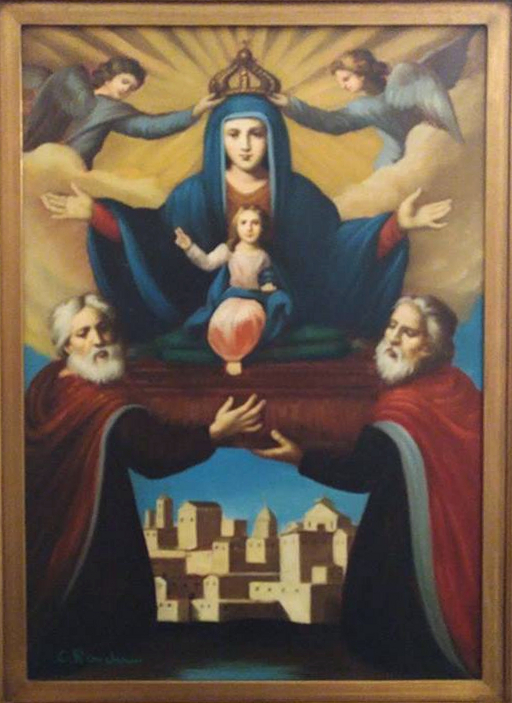
Venerata icona della SS. Maria Odigitria, portata dagli esuli dall'Albania (XV secolo), copia moderna

Sorse da principio alle falde dell'erto monte Pizzuta, accampati inizialmente in tende e pagliai, nel luogo in cui nel 1488 verrà costruita la chiesa rurale di Ss. Maria Odigitria, ma i suoi fondatori, costretti dall'eccessiva rigidità del clima, si spostarono appena più a valle in prossimità della pianura sottostante. Edificato sulle falde di una collinetta (Sheshi), dominava un'estesa area pianeggiante dalla quale, con molte probabilità, derivò il nome: "Piana Archiepiscopatus Montis Regalis", in seguito "Piana dell'Arcivescovo".
Esuli dai luoghi d'origine, gli abitanti trasportarono con loro la lingua natia, la religiosità cristiana orientale e i costumi, trasportando nella nuova città gli usi e le tradizioni, la toponomastica e la stessa intitolazione delle chiese dei santi loro devoti.
L'assetto urbano per una popolazione già strutturata, corrispondeva all'organizzazione sociale della cultura albanese e al contempo funzionale ai rapporti sociali di produzione trovati nell'isola. Il modo in cui gli albanesi si insediano risulta comprensibile se rapportato alla loro cultura di origine, cioè quella dei villaggi di montagna dell'Albania e ai conseguenti modelli insediativi. Nei villaggi albanesi alla base dell'organizzazione sociale e politica della comunità era posta la famiglia:
(Gjecov, Kanuni i Lek Dukagjini ossia diritto consuetudinario delle montagne d'Albania)
La bandiera era formata da uno o più villaggi e le chiese in essa presenti erano riunite in un un'unica parrocchia. Le decisioni venivano prese in assemblea e tutti avevano diritto al voto.
Nel modo di insediarsi si individua questa specificità legata alla cultura albanese: l'aggregarsi di famiglie appartenenti alla stessa stirpe per gruppi all'interno di quartieri che prendono nome dalle chiese, dalla piazza pubblica e dalle medesime famiglie. Il centro abitato si è quindi sviluppato su più quartieri, seguendo la morfologia montuosa del territorio. L'omogeneità sociale, culturale ed etnica degli albanesi si manifestò immediatamente con la rapida costruzione delle chiese di rito greco-bizantino e delle prime infrastrutture.
Le condizioni sfortunate, ma dignitose, dell'esodo iniziale segnarono con caratteristiche definitive gli albanesi impiantati in Sicilia. Ne sono testimonianza le capitolazioni che gli albanesi contrassero con gli ospitanti, dopo qualche anno dal loro insediamento, essendo svanita ogni speranza di ritorno in patria. Quegli strumenti legali e giuridici si rivelarono, anche per le altre colonie albanesi dell'entroterra di Palermo, assai vantaggiosi: oltre a permettere una sistemazione definitiva e a garantire agli esuli una vita tranquilla e laboriosa, privilegiandoli addirittura rispetto agli autoctoni dell'Isola, essi salvaguardarono le loro tradizioni e la loro autonomia.

### Età moderna
A partire dal 1532, durante la seconda diaspora albanese, altri gruppi di famiglie provenienti dalla Tessaglia e dalle città di Corone, Modone e Nauplia in Morea, attuale Peloponneso (vedi arvaniti), si aggiunse ai primi esuli. A tal punto si struttura come comunità autonoma, nell'assetto amministrativo, giuridico, economico, culturale e religioso.
Una comune volontà viene espressa dal comune e dalle famiglie più rappresentative di dotare la città di chiese e sedi legate alle istituzioni della società civile, e di mantenerle e migliorarle nel tempo.
I fondatori, desiderando mantenersi sempre albanesi, e non volendo confondersi con l'elemento eterogeneo che li circondava da ogni parte, ostacolarono l'accesso ai non albanesi. Per molto tempo non fu permesso ai "latini" di risiedere nel paese oltre un determinato periodo di giorni. Per atto espresso nel contratto del 30 agosto 1488, tra gli albanesi e l'arcivescovo di Monreale, le pubbliche cariche dovevano essere occupate dai soli cittadini albanesi di rito greco. Tale privilegio, riconosciuto unicamente agli arbëreshë di Piana degli Albanesi, rimase in vigore fino al 1819, e consentì agli esuli di difendere le proprie tradizioni etno-linguistiche e soprattutto religiose.

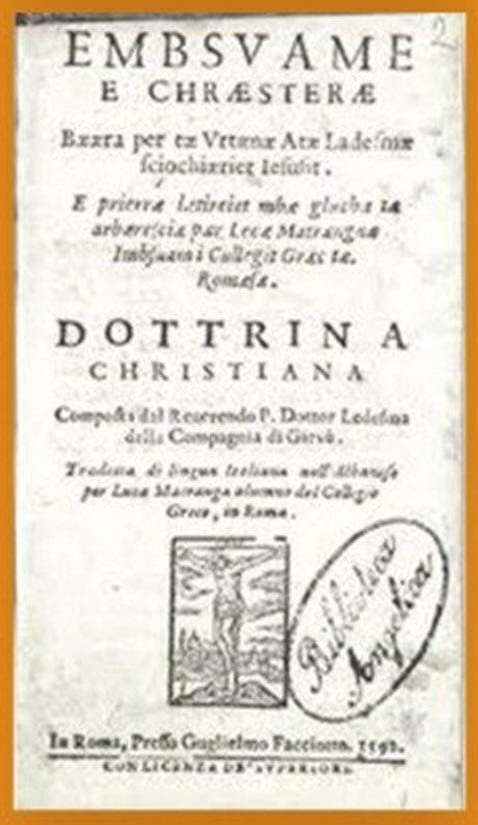
Il frontespizio del libro di Papàs Luca Matranga E Mbsuame e Krështerë (1592)

Fra la fine del Cinquecento e gli inizi del Seicento, mentre nei Balcani la lingua albanese era proibita nella scrittura dai turco-ottomani, a Piana degli Albanesi nacque quella che viene considerata la prima scuola moderna nella quale si insegnava in albanese. 
Fu in questo periodo che Papàs Luca Matranga, sacerdote di rito greco-cattolico nativo di Piana degli Albanesi, pubblicò nel 1592 in lingua albanese presso il Pontificio collegio greco di Sant'Atanasio di Roma - istituto fondato nel 1577 da papa Gregorio XIII su spinta della comunità albanese di rito greco per tutelarli dal proselitismo dei scismatici ortodossi - il "Catechismo Cristiano" (E Mbsuame e Krështerë), il secondo libro più antico in albanese oggi conosciuto, prima opera albanese della diaspora.

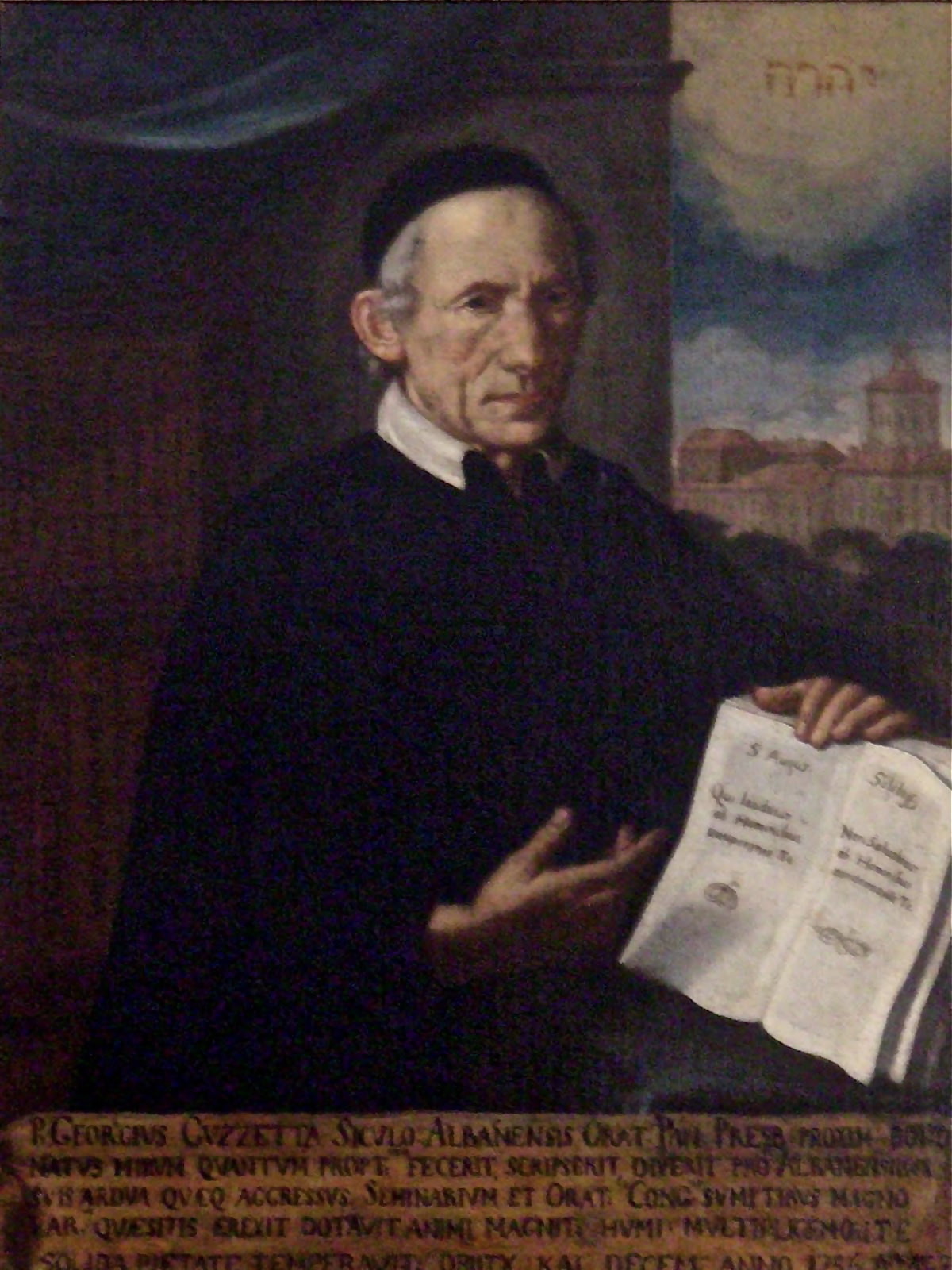
Padre Giorgio Guzzetta, Apostolo degli Albanesi di Sicilia

Verso la prima metà del XVIII secolo gli arbëreshë di Piana degli Albanesi avviarono un profondo processo di rinnovamento spirituale e culturale, grazie in modo particolare all'opera di P. Giorgio Guzzetta che fondando l'Oratorio San Filippo Neri (Rritiri) per i sacerdoti celibi di rito bizantino, il Collegio di Maria congiuntamente a Papàs Antonio Brancato per la gioventù femminile arbëreshe, e il Seminario Italo-Albanese a Palermo, fornì un indispensabile sostegno alla salvaguardia dello specifico etnico, religioso e culturale delle comunità siculo-albanesi.

### Età contemporanea
I secoli XIX e XX costituirono un notevole progresso della cultura e della letteratura italo-albanese. Sospinta soprattutto dai principi romantici e risorgimentali, una nutrita schiera di intellettuali si interessò della storia, della lingua, delle tradizioni poetiche popolari arbëreshë, avviando un decisivo processo della storia letteraria Albanese. In questo contesto, Piana degli Albanesi offrì figure di grande rilievo e personalità come: mons. Pietro Matranga (1807-1855), papàs Demetrio Camarda (1821-1882), Giuseppe Camarda (1831-1878), Cristina Gentile Mandalà (1856-1919), Giuseppe Schirò (1865-1927), Trifonio Guidera (1873-1936), mons. Paolo Schirò (1866-1941), p. Nilo Borgia (1870-1942), papàs Gaetano Petrotta (1882-1952), papàs Marco La Piana (1883-1958), e tanti altri che in diverso modo e con diverse possibilità hanno contribuito all'arricchimento del prezioso patrimonio avito.
Lungo il XIX secolo, inserendosi negli umori rivoluzionari e risorgimentali che preparavano l'unità nazionale d'Italia, Piana degli Albanesi e i suoi abitanti giocarono un ruolo significativo. La loro partecipazione alle fasi più incisive dei moti risorgimentali siciliani e nazionali si concretizzò in un decisivo sostegno politico e militare.

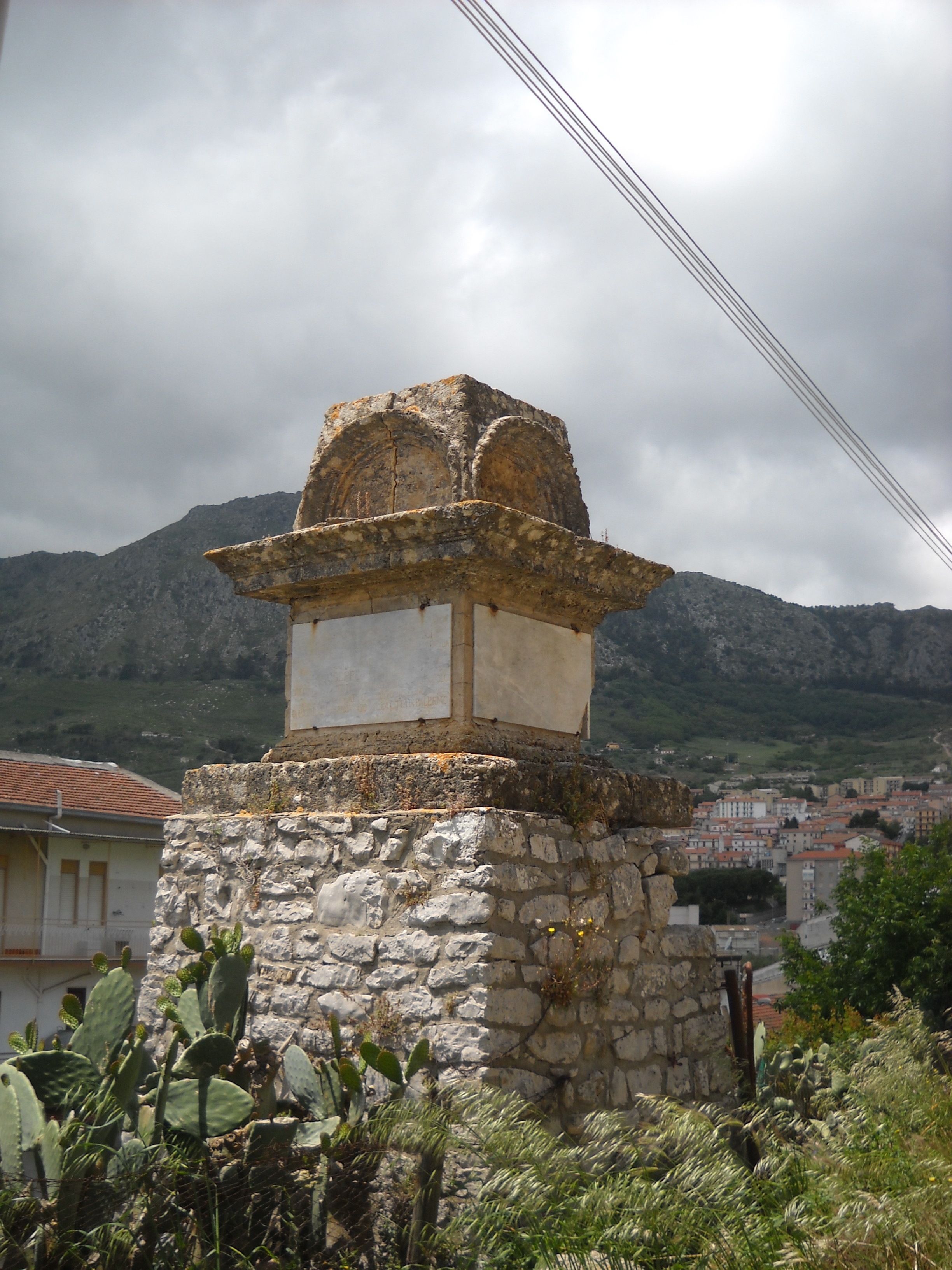
Cippo in memoria di Garibaldi presso la periferia dell'abitato (1910)

Nel 1828 il sacerdote locale di rito greco papàs Francesco Ferrara Petta, in un agguato banditesco, fu ucciso da malavitosi siciliani.
Nel 1860 gli arbëreshë ospitarono nella loro cittadina gli emissari mazziniani Rosolino Pilo e Giovanni Corrao, giunti in Sicilia con il compito di preparare lo sbarco garibaldino. In seguito allo sbarco, Piana degli Albanesi ospitò i garibaldini, fornendo loro sostegni logistici, vettovagliamenti e un sicuro riparo strategico; quindi molti albanesi seguirono le campagne militari contro i borboni e alcuni rimasero vittime sul campo di battaglia. Fu così tra i centri che presero parte alla Rivolta della Gancia e agli avvenimenti della spedizione dei Mille denominati Insurrezione di Palermo.

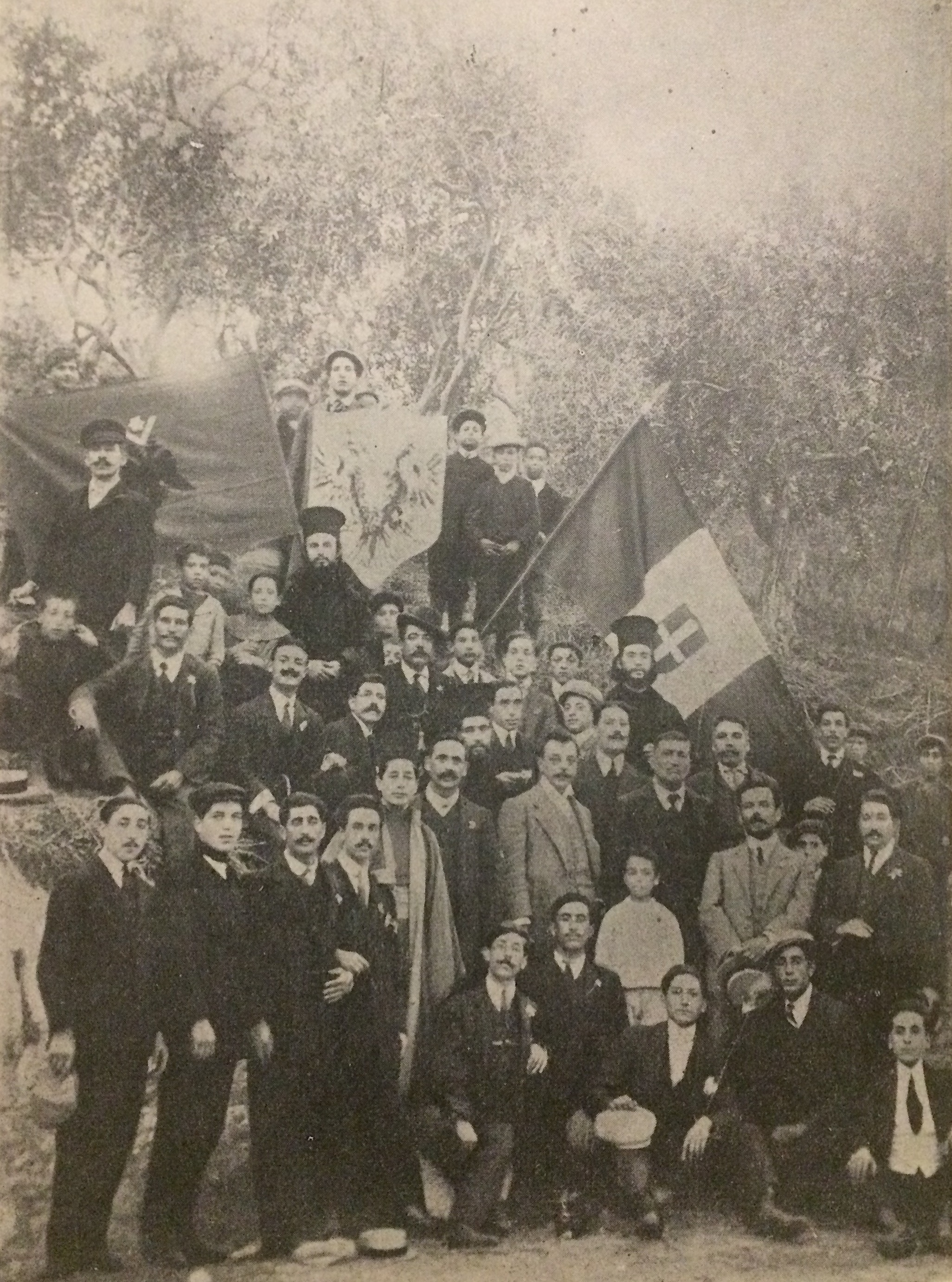
Manifestazione «Pro Albania» a Piana degli Albanesi (1911). Al centro il poeta Giuseppe Schirò, alle spalle papàs Gaetano Petrotta.

Un altro momento significativo della storia di Piana degli Albanesi coincise con il movimento dei Fasci Siciliani dei Lavoratori (localmente in albanese: Dhomatet e gjindevet çë shërbejën), che verso la fine del XIX secolo interessò la Sicilia e, più in generale, le vicende della politica nazionale. Il Fascio dei lavoratori di Piana degli Albanesi ebbe come guida indiscussa il medico locale Nicola Barbato, tra i più prestigiosi e colti capi dell'intero movimento in Sicilia.
Il potente Fascio di Piana degli Albanesi fu tra i più “pericolosi” e tra i meglio organizzati non solo della provincia di Palermo, ma di tutta l'isola, contando 2 500 soci su 9 000 abitanti, con la sezione del movimento di oltre mille donne. Benché soppresso dal governo italiano, allora guidato da Francesco Crispi, anch'egli albanese, il movimento dei “fascianti” continuò la sua azione, perpetuando gli insegnamenti di Nicola Barbato e dalla decisione del popolo siculo-albanese.
Con sentimento popolare gli arbëreshë parteciparono in maniera decisiva fin dal 1878 alla "Rilindja kombëtare shqiptare" (il risorgimento nazionale albanese) e alla questione albanese nella lotta di liberazione dal dominio turco-ottomano, tramite giornali e riviste, comitati e società, e una produzione letteraria di notevole pregio. Si creò un movimento politico-culturale tra gli albanesi della diaspora di Piana degli Albanesi, da parte delle personalità più attente - religiose e laiche intellettuali - e addirittura un folto gruppo di civili coraggiosi decisi a partire armati per la volta dell'Albania, questi infine fermati dalle autorità civili italiane che non desideravano caduti per una "causa non loro".
Nel 1903 fu tenuto a Piana degli Albanesi, dopo quello di Corigliano Calabro e Lungro, il terzo Congresso linguistico d'ortografia albanese, dove vennero dibattuti problemi linguistici, letterari e politici relativi alla situazione albanese, e si creò una Società Nazionale Albanese, movimenti che contribuirono a porre le basi per il conclusivo congresso linguistico-scientifico panalbanese di Monastir (1908) nel quale fu riformato l'alfabeto moderno albanese.
Con la proclamazione dell'indipendenza dell'Albania (1912) fece visita alla cittadina il primo ministro del governo provvisorio albanese Ismail Qemali Vlora, rendendo omaggio ai cittadini che tanto avevano supportato la causa dei fratelli albanesi d'oltre Adriatico; seppur si esaurì o si appagò un importante capitolo nella storia culturale della minoranza italo-albanese e venne a cadere un motivo su cui si erano accentrati la tensione ideale e l'impegno culturale dell'intellighentia arbëreshe.

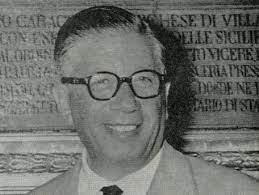
Rosolino Petrotta (1894-1969), medico, studioso e uomo politico di etnia arbëreshe che dedicò la sua vita alla conservazione del patrimonio culturale degli Albanesi di Sicilia

A partire dal protettorato, la Campagna di Albania (1915-1918) e l'Occupazione italiana dell'Albania (1939-1943), parallelamente alla presenza dei monaci basiliani di Grottaferrata e delle Suore basiliane italo-albanesi, anche alcuni arbëreshë di Piana degli Albanesi operarono nella madre patria, adempiendo a traduzioni, alla scuola e alle relazioni fra Italia ed Albania. Rosolino Petrotta (1894-1969), medico chirurgo, funzionario INAIL, parlamentare ed assessore alla sanità della regione Sicilia, fondatore del Centro Studi Albanesi, lo stesso divenne consigliere del Parlamento di Tirana insieme ad altri due arbëreshë d’Italia previa nomina del re Zog per i grandi apporti dati alla questione albanese sin dal 1912.
Tra il 1921 e il 1923 venne costruita la diga sul fiume Belice Destro (lumi Honi), le cui trasformazioni territoriali conseguenti alla realizzazione del lago di Piana degli Albanesi non hanno avuto un riflesso diretto sulla città, se non per la costruzione del nuovo cimitero.

Il prefetto Cesare Mori a Piana degli Albanesi

Nel 1924, durante una visita di Mussolini in Sicilia, le alte cariche dello Stato, nel loro soggiorno nella cittadina, rimasero colpite dalla ricchezza e dalla foggia degli abiti di festa delle donne locali, tant'è che nel 1928 una delegazione ufficiale di Piana degli Albanesi fu ricevuta al Viminale. In seguito ai fatti venutisi a creare dalla visita del duce, il prefetto Cesare Mori si recò nella cittadina.
Negli anni venti del Novecento era evidente lo scontro di classe tra i contadini di Piana degli Albanesi da una parte, fervidi antimafiosi dai valori albanesi, e mafiosi e agrari dall'altra. In questo contesto il movimento contadino agiva sullo sfondo di un territorio che circondava il Comune governato da gabellotti e campieri mafiosi. Inquadrato nell'ambito della battaglia contadina per la lotta al latifondo, alcuni dirigenti arbëreshë delle lotte contadine vennero uccisi dalla mafia, seppur in ogni modo essa non riuscì a radicarsi nel territorio.

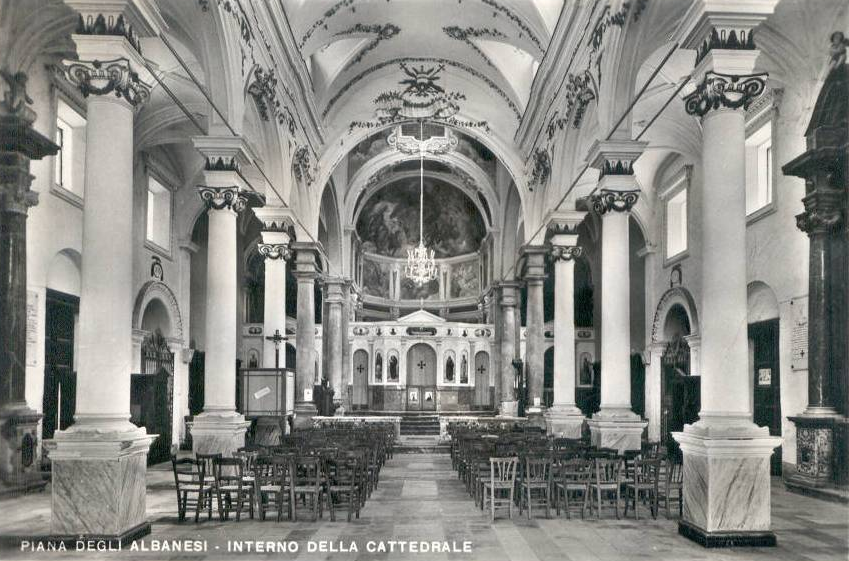
La Cattedrale di San Demetrio Megalomartire nella metà del 900

Con la bolla Apostolica Sedes del 26 ottobre 1937 Papa Pio XI istituì l'Eparchia di Piana degli Albanesi per i fedeli italo-albanesi di rito bizantino-greco della Sicilia, riconosciuta anche civilmente dallo Stato italiano il 2 maggio 1939, dopo secoli di difesa del proprio rito, della propria lingua e tradizioni. Essa segnò per i siculo-albanesi che vi vennero inclusi una tappa importante per una ripresa oltre che rituale anche delle tradizioni albanesi.

Il Card. Ruffini ad una funzione di rito bizantino-greco

Dal 30 agosto 1941, per regio decreto, il nome Piana dei Greci, già in discussione da decenni dagli intellettuali e religiosi della Chiesa locale, venne modificato in Piana degli Albanesi; dal 25 ottobre anche ecclesiasticamente il nome venne normalizzato in Planen Albanensium. Nell'autunno dello stesso anno il Re d'Italia e d'Albania Vittorio Emanuele III di Savoia visitò la cittadina.
Nel 1945 vi fu trasferita la sede del "Seminario Italo-Albanese" di Palermo, gravemente danneggiato dai bombardamenti americani nel capoluogo.
Il 31 dicembre 1944, dalla sede municipale in piazza, cui parteciparono circa 2000 persone, incluso il vescovo con i suoi prelati, venne proclamata la repubblica popolare indipendente di Piana degli Albanesi, sotto la guida di Giacomo Petrotta, durata cinquanta giorni.
Con lo sbarco degli Alleati in Sicilia, militari americani passarono da Piana degli Albanesi per recarsi a Palermo. All'indomani di questo evento la memoria delle lotte risalenti al socialista Nicola Barbato e ai Fasci dei Lavoratori ridiventa visibile. Nel referendum istituzionale del 2 giugno 1946 Piana degli Albanesi fu uno dei pochi comuni isolani a preferire la repubblica alla monarchia.
Il 1º maggio 1947, giorno locale di inizio della quindicina di preghiera alla Odigitria come di tradizione bizantina, nella località comunale di Portella della Ginestra, il bandito Salvatore Giuliano sparò contro i contadini inermi di Piana degli Albanesi, e di alcuni paesi limitrofi, che celebravano la consueta festa del lavoro. Fu la prima strage di mafia dell'Italia repubblicana, in cui morirono quindici persone e altre cinquantasei vennero ferite.

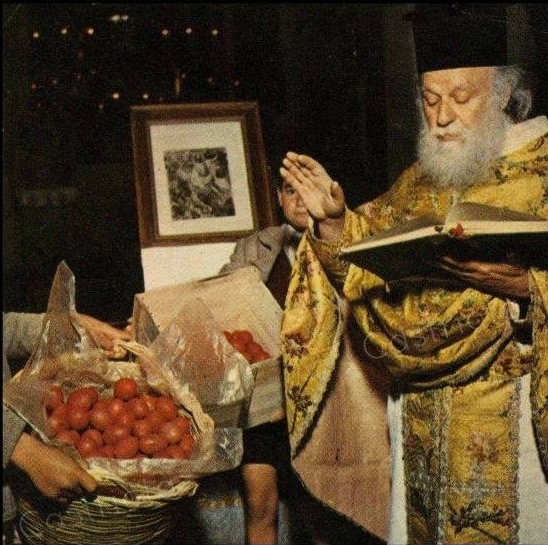
Benedizione delle uova rosse da Papàs Sepa Petta, Pasqua 1960

Dopo la seconda guerra mondiale e nel corso degli anni cinquanta e sessanta del XX secolo avvennero un'espansione dell'abitato in contrada San Giovanni (Shënjanji), la costruzione del viadotto te Tocja sul fiume Gjoni, la riedificazione del Municipio, vari interventi di restauro su diverse chiese e la costruzione del Preventorio antitubercolare.
Per tutti gli anni '50 si sono così aggiunte alle sedi delle istituzioni della società civile createsi nel corso dell'Ottocento nuove sedi a carattere assistenziale in funzione della classe lavoratrice e si è avuta una continua manutenzione delle strutture edilizie pubbliche, prevalentemente quelle legate al culto cristiano-bizantino, garantendo così la conservazione delle caratteristiche insediative del centro urbano che si erano ridefinite di volta in volta nel processo storico con significativa coerenza.
Non ci furono trasformazioni urbanistiche significative del centro storico, sennonché il boom di quegli anni stravolse e svilì alcuni complessi abitativi e la fisionomia stradale della cittadina antica, con la distruzione di numerosissime pavimentazioni a scalinate originali e la perdita di monumentali fontane in pietra, totalmente sostituite dal cemento e dall'asfalto.
Per il cinquecentenario della dipartita di Giorgio Castriota Scanderbeg (1968) si svolse tra Palermo e Piana degli Albanesi il V° Convegno Internazionale di Studi Albanesi.
Nel 1988, in occasione del cinquecentenario della sua fondazione, fu tenuto a Piana degli Albanesi un Congresso Internazionale di studi albanesi.
Il 3 novembre 2021, nell'incontro istituzionale con la comunità albanese di Roma e Sicilia, la città di Piana degli Albanesi ha ricevuto in vista ufficiale il capo di stato d'Albania Ilir Meta. Nel giugno 2023, in occasione della storica visita nell'Arbëria di Calabria, una delegazione del comune di Piana degli Albanesi ha incontrato il primo ministro dell'Albania.
Nel corso del tempo gli abitanti, grazie alla loro tenacia e alle proprie istituzioni culturali, sociali ed economiche, hanno mantenuto inalterata la propria originaria identità etnico-linguistica e religiosa, conservato gelosamente le proprie radici culturali quali la lingua, il rito, i caratteristici costumi femminili riccamente ricamati, gli usi e le tradizioni.
Ancor oggi è inalterato l'attaccamento alla tanto amata madre patria, sempre vivo nelle popolazioni italo-albanesi.

### Simboli

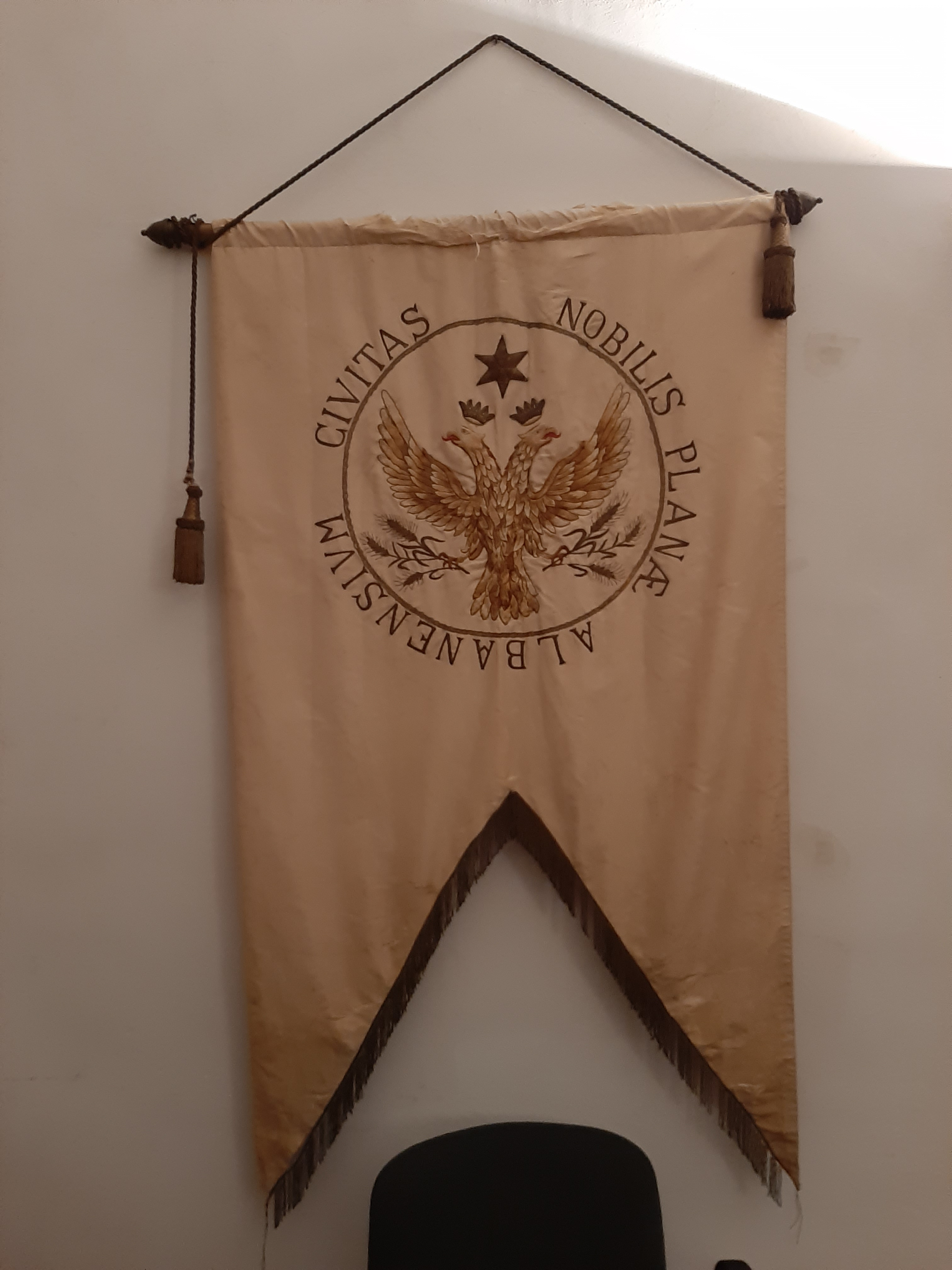
Gonfalone

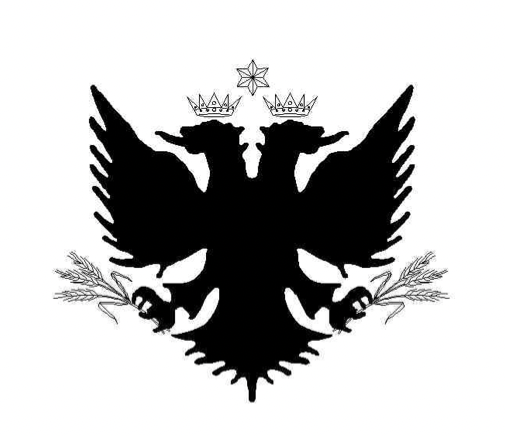
Stemma comunale

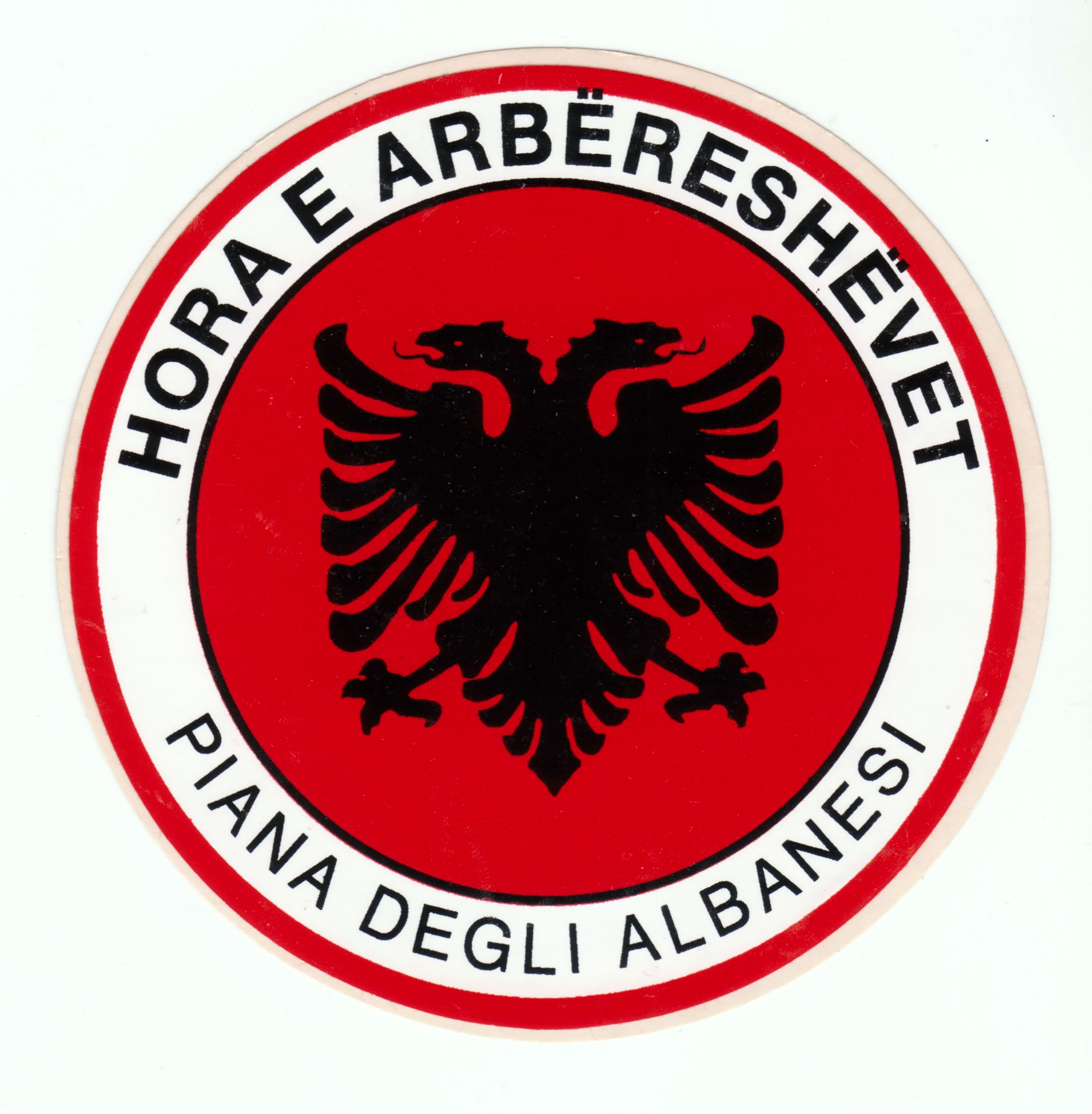
Altra variante dello stemma comunale

Lo stemma del comune di Piana degli Albanesi è così descritto dallo statuto comunale: 
Il gonfalone del comune di Piana degli Albanesi è un drappo rettangolare a fondo azzurro con al centro un tondo ornato di ricami in oro riproducenti la scritta in latino "Nobilis Planæ Albanensium Civitas" e caricato dello stemma. Il gonfalone è disciplinato dalle disposizioni statutarie del comune.
Lo stemma del comune è lo stesso stemma d'Albania, cioè aquila nera bicipite in campo rosso, con le spighe tra gli artigli dell'aquila e sotto le iniziali N.P.A.C.(Nobilis Planæ Albanensium Civitas). In qualche antico stemma invece trovasi le iniziali S.P.Q.A. (Senatus Populus Que Albanensis).
In origine lo stemma era costituito da due spighe unite per mezzo di un nastro a nodo con una stella a otto punte nella parte superiore e con l'acronimo S.P.Q.A., ovvero N.P.A.C. Tale stemma si può vedere in pietra locale nelle fontane più antiche, come quella della "Fusha e Pontit" (1765), e sulla porta laterale della Chiesa di San Giorgio Megalomartire, l'antica Matrice. In seguito si è sempre adoperata l'aquila bicipite albanese bicoronata, con le spighe tra gli artigli, la stella a otto punte e l'iscrizione N.P.A.C.
Nella ex sede del municipio sita in piazza Vittorio Emanuele, oggi sede della biblioteca comunale "G. Schirò", è presente lo stemma in pietra con al centro la figura di Giorgio Castriota Scanderbeg. Secondo quanto riportato dallo Statuto del comune di Piana degli Albanesi, il comune ha un proprio inno in albanese.

## Monumenti e luoghi d'interesse
Il centro antico del paese interpreta lo stile costruttivo tardo-medievale, cinquecentesco e seicentesco, rispecchiando gli status sociali e le condizioni economiche dell'epoca in cui sorse l'insediamento. Sulla base dei documenti, ad oggi disponibili, è possibile supporre che gli arbëreshë fondatori di Piana degli Albanesi, dopo quasi un secolo di permanenza nel luogo, abitassero in case costruite secondo schemi architettonici più medievali che cinquecenteschi, ne è testimonianza l'uso di archi in pietra e di volte a botte. Allontanatisi in un certo senso dall'arte bizantina, gli arbëreshë decisero di conferire al paese caratteristiche urbanistico-architettoniche che guardavano probabilmente alla città di Monreale nel cui territorio e giurisdizione ricadevano le terre loro assegnate.

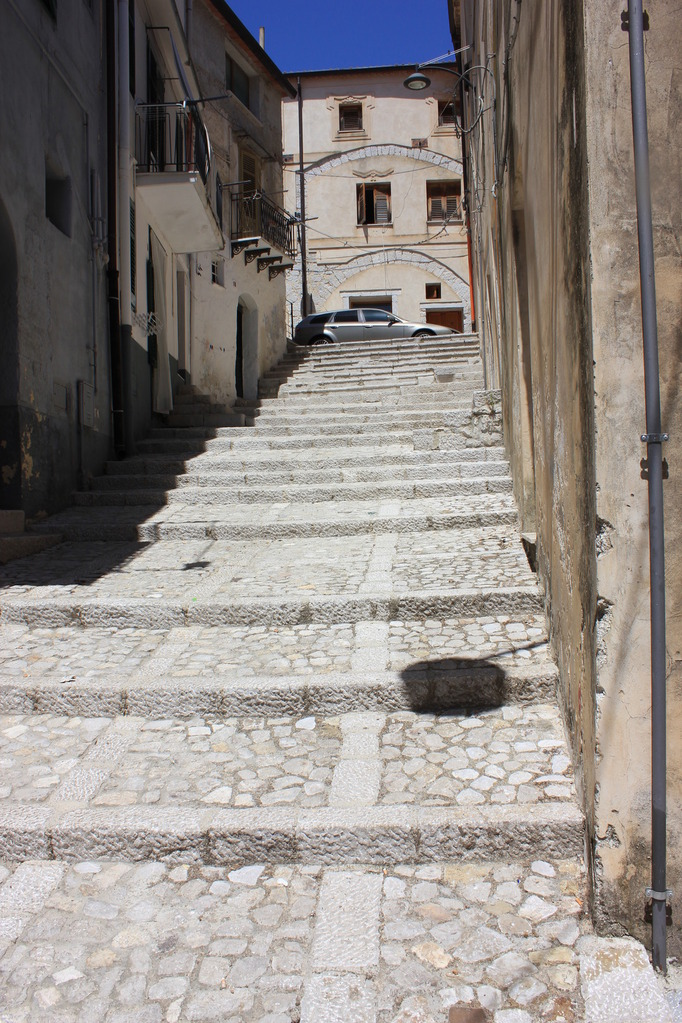
Una caratteristica via del centro storico

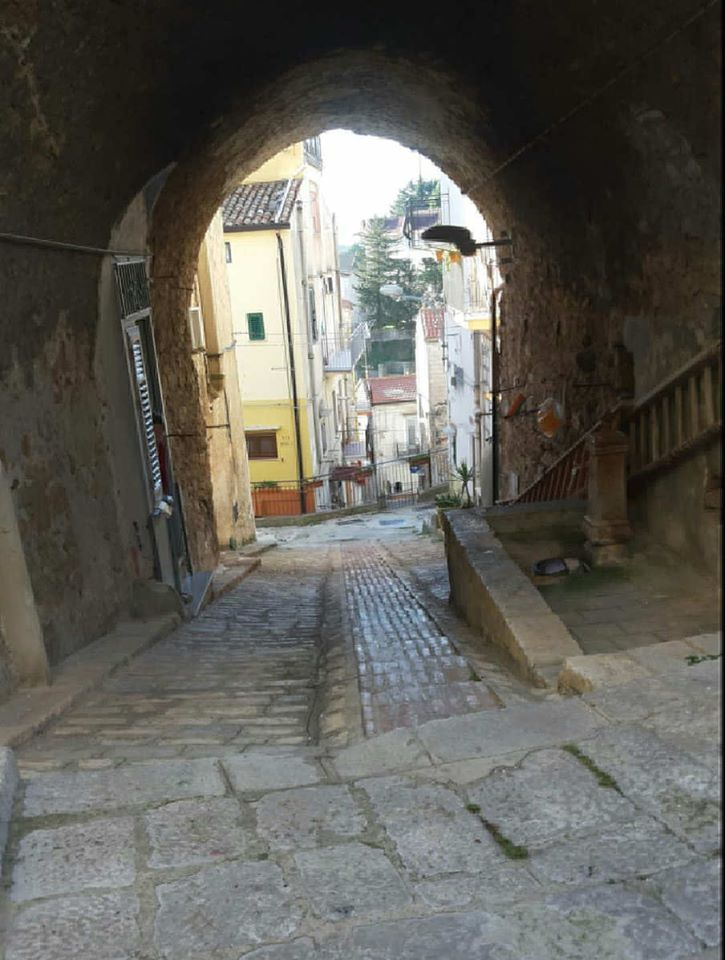
Arco Leone e via omonima

Le strade urbane sono strette e costituite da scalinate (shkallët) e dal vicinato (gjitonì), lo spazio fisico luogo di aggregazione antistante le abitazioni, ad eccezione della strada principale (udha/dhromi i madh), l'asse longitudinale ampio e rettilineo di Corso Giorgio Kastriota che si stende da nord a sud-est, e sul quale si arriva entrando nel paese. Il tessuto dell'area centrale è costituito da grossi lotti irregolari e da una trama viaria curvilinea tardo-medievale, spesso accidentata, con rampe gradinate. Il centro di aggregazione per eccellenza, luogo reale e simbolico di incontro, comunicazione e informazione, con funzione regolatrice, è la Piazza Grande, ossia Piazza Vitt. Emanuele (Sheshi i Madh), con la vecchia sede del municipio e le "quinte secentesche" costituite dalla fontana Tre Kanojvet e dalla chiesa-santuario di Maria SS. Odigitria.
Il patrimonio artistico e monumentale di Piana degli Albanesi è fondamentalmente percorso da due stili, o meglio da due culture: quella barocca, la cui esistenza si è protratta sino agli inizi del Novecento, e quella bizantina, esistita sempre a livello latente e con periodi di piena espressione. I due stili hanno avuto momenti di fusione con esiti singolari. L'arte bizantina, quali erano legati gli esuli Albanesi, non viene abbandonata, anzi la sua influenza si fonde nell'orbita delle caratteristiche architettonico-urbanistiche.
Tra la fine del Cinquecento e la prima metà del Seicento, principalmente, fu realizzato quanto vi è oggi di maggiore interesse artistico-architettonico: chiese, fontane, palazzi e assetto del centro storico. In questo periodo fu il barocco meno capriccioso e privato delle esasperazioni decorative lo stile che si affermò, e una personalità su tutte incise profondamente quegli anni, quella di Pietro Novelli, architetto e pittore monrealese, molto attivo nella colonia siculo-albanese.
Nei secoli successivi, tra il Settecento e l'Ottocento, non si registrarono che aggiunte e completamenti compatibili con la conformazione ormai assestata con le sempre più esigue risorse finanziarie disponibili.
Nel secondo dopoguerra sono state operate trasformazioni urbanistiche e architettoniche, non sempre rispondenti a canoni culturalmente e scientificamente corretti, che hanno prodotto in alcuni casi danni irreversibili. Parallelamente, però, si è registrata una attenzione particolare per l'arte bizantina. Anche negli anni fra il 1970 e il 1990 si è consolidata una maturazione culturale, una maggiore consapevolezza del valore della memoria e del "documento", largamente inteso, che ha favorito in svariati ambiti lo sviluppo artistico.

### Architetture religiose

#### Chiese
(XV secolo)
Chiesa rurale SS. Madonna Odigitria (Klisha Shën Mërisë së Dhitrjes te mali)

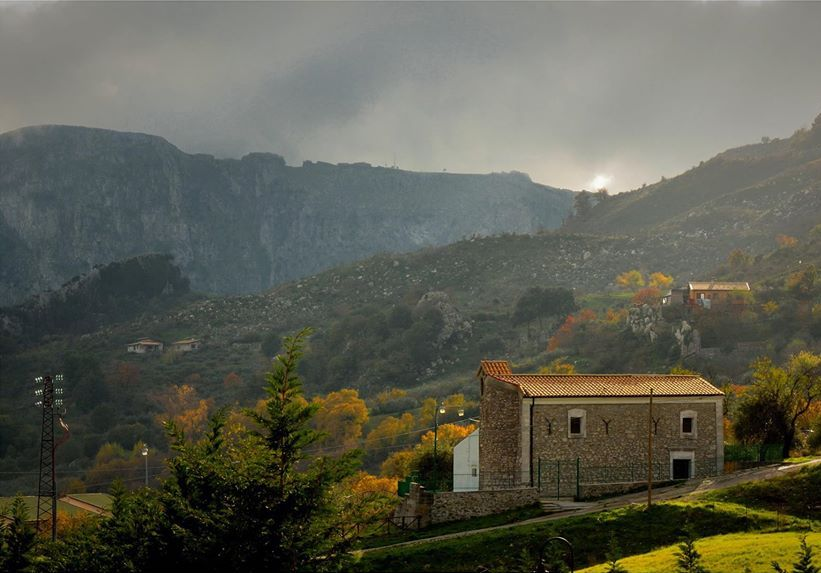
Chiesa rurale SS. Madonna Odigitria

Sorge ai piedi del Monte Pizzuta, poco distante dal centro abitato. Costruita in onore della Vergine nel 1488, anno in cui furono stipulati "I Capitoli di fondazione", la cui immagine era giunta in Sicilia con i primi esuli albanesi e che avrebbe indicato lì vicino il luogo dove la comunità albanese avrebbe dovuto insediarsi.
A pianta quadrata, con abside rivolto a oriente e un altare centrale del XVIII secolo, in marmi mischi, custodisce una immagine su tela della Madonna Odigitria, opera del 1612 di Pietro Antonio Novelli, padre del più celebre pittore monrealese. La chiesa custodisce una lapide, posta nell'ingresso centrale, che rammenta ai visitatori le vicende dell'insediamento.
In due diversi periodi dell'anno, ossia a maggio e ad agosto, i fedeli si recano prima dell'alba in questo santuario per partecipare alla Divina liturgia.
Parrocchia San Giorgio Megalomartire (Famullia Shën Gjergji Dëshmor i Math)

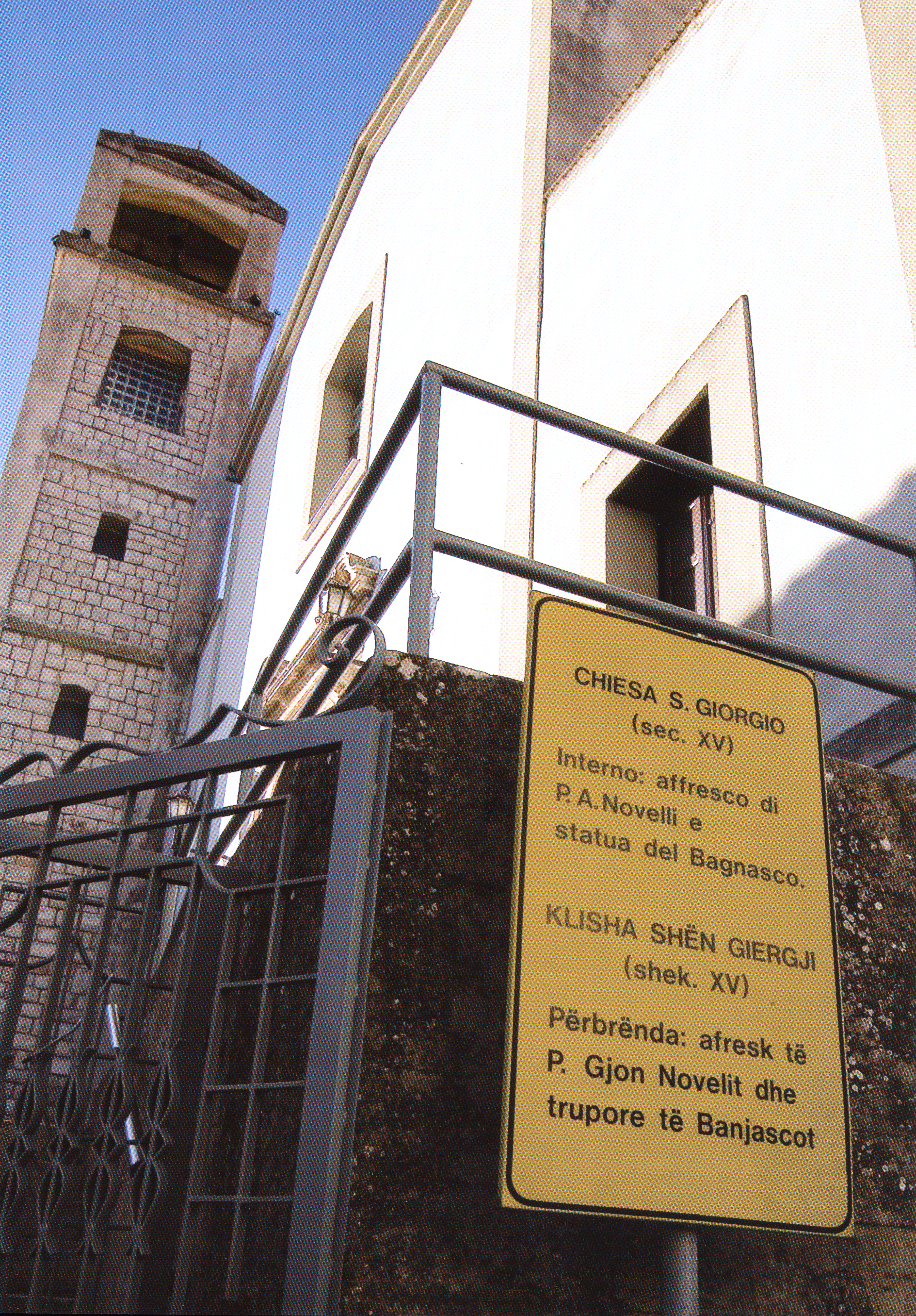
Parrocchia San Giorgio Megalomartire

Edificata nel 1493, è la più antica del centro urbano. Prima originaria matrice, si accede alla chiesa mediante una scalinata che, prima della costruzione del convento adiacente avvenuta nel 1716, scendeva direttamente nella principale piazza.
Costituito da un'unica navata, con volta a botte, troneggia un affresco di San Giorgio in gloria, opera settecentesca di G. Cristodoro. Chiusa ad ovest da un'abside sul cui catino un affresco neo-bizantino di Josif Droboniku raffigura Cristo Pantocratore, riportante la frase di Gesù nella lingua locale albanese "U Jam drita e jetës; kush vjen prapa meje, ngë ka të jetsënjë në të errët" ("Io Sono la luce del mondo; chi segue me, non camminerà nelle tenebre"; dal vangelo secondo Giovanni 8:12–36). La chiesa è arricchita da un ampio patrimonio iconografico contemporaneo, con icone di iconografi contemporanei locali e dei Balcani.
Assai pregevole è il gruppo scultoreo di San Giorgio Cavaliere (Kalorës), titolare della chiesa, che trafigge con la sua lancia il drago, simbolo del male. Opera di Jeromus Bagnasco, il quale si ispira alla raffigurazione in argento della fibula del costume femminile albanese, brezi.
Cattedrale San Demetrio Megalomartire (kryeklisha e Shën Dhimitrit Dëshmor i Math)

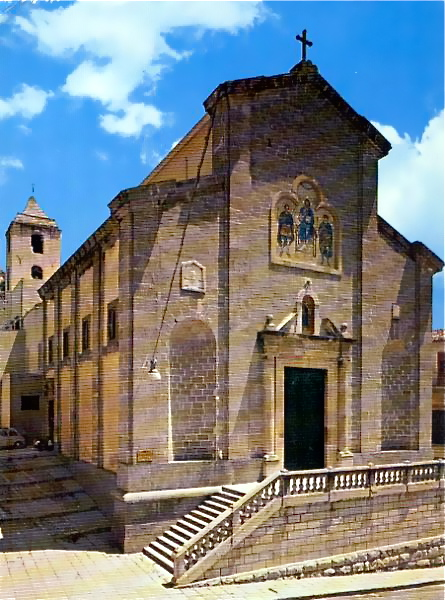
Cattedrale di Piana degli Albanesi

Situata nel Corso Giorgio Kastrota, vi si accede mediante una gradinata in stile tardo-barocca. La facciata è abbellita da mosaici.
L'interno, a tre navate separate da due file di sette colonne di marmo ed archi a tutto sesto, contiene un'imponente iconostasi lignea, la più grande di Sicilia, con icone del monaco cretese Manusaki, che ricopre le tre absidi. Arricchiscono le pareti laterali della cattedrale affreschi dell'iconografo greco Eleuterio Hatsaras e trittici di icone che raffigurano la vita della Vergine, le feste principali e i Padri della Chiesa "Greca"/Orientale, quella centrale da affreschi del Katzaras raffiguranti feste Despotiche.
Tra il 1641 ed il 1644, il monrealese Pietro Novelli eseguì gli affreschi delle absidi. L'opera più antica e di maggior rilievo artistico è l'icona della Madre di Dio con il Cristo di scuola senese del 1500, dipinta con tempera all'uovo. Sulla parete destra dell'entrata principale si trova una pala raffigurante San Demetrio e San Nestore, e il sepolcro del venerabile P. Giorgio Guzzetta, illustre personalità arbëreshe vissuta intorno al XVIII secolo, che difese il rito orientale.
Dal 1784 la chiesa fu sede del vescovo ordinante di rito greco-bizantino in Sicilia. Fino al 1924, in Piana degli Albanesi, la chiesa di San Demetrio era la sola parrocchia con un Collegio di quattro papàs.
(XVI secolo)
Parrocchia Santuario SS. Madonna Odigitria (Famullia Shejtërore Shën Mëria e Dhitrjes)

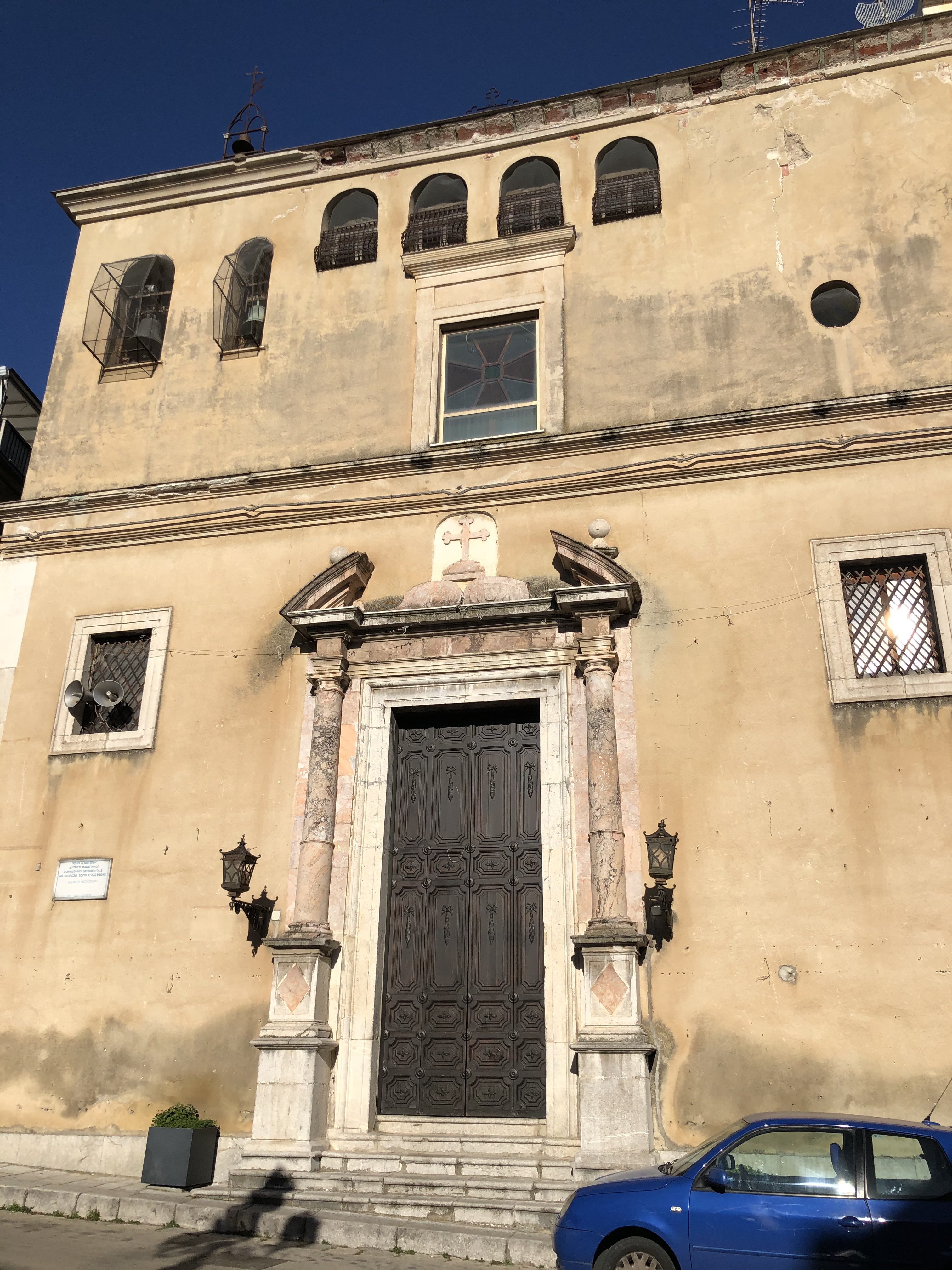
Santuario SS. Madonna Odigitria

Fu ricostruita ed ampliata nel XVII secolo su progetto di Pietro Novelli. L'interno conserva ancora oggi tale struttura, l'unica a pianta centrale con un'ampia cupola.
In esso si conserva la grandiosa artistica statua della vergine Odigitria sorretta da due monaci, realizzata verso la fine del Seicento, in legno stuccato e dorato. Incassato nella statua si trova la venerata icona dell'Odigitria, portata dall'Albania nel XV secolo dagli esuli albanesi fondatori di Piana degli Albanesi.
Di molto pregio è anche l'antica icona bizantina del XVI secolo, raffigurante la dormizione di Maria Vergine. Nelle navate laterali si trovano due piccole iconostasi e quattro altari in marmo rosso Kumeta con antichi stemmi delle famiglie albanesi Schirò, Matranga, Schiadà.
Parrocchia San Vito (Famullia Shën Viti)

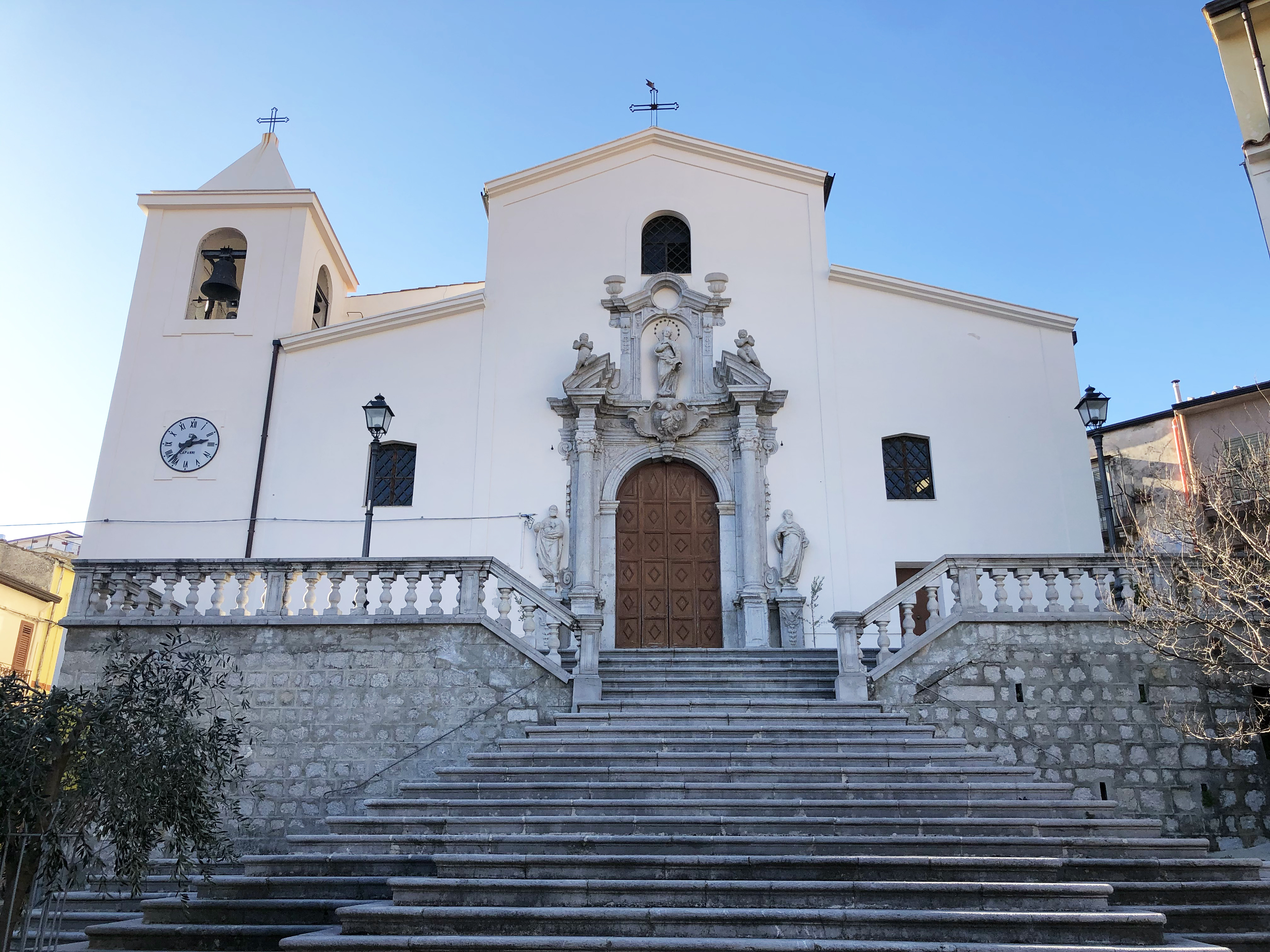
Chiesa di S. Vito

Comunemente detta Sëndu Viti, è un esempio dell'arte tardo-barocca del paese, ricca di fregi, di altari intarsiati in marmi policromi. La chiesa, appartenente inizialmente ai fedeli di rito bizantino, fu ceduta da questi ai latini. Possiede una grande scalinata barocca che risalta il portale settecentesco, composto dalle statue marmoree di S. Pietro e S. Paolo, da due putti e un medaglione.
La chiesa ha tre navate, cupola, e un'abside; nell'unica cappella laterale, poiché l'altra è stata adibita a sacrestia, si conservano importanti opere d'arte: la statua dell'Immacolata e la statua di S. Vito Martire.
Chiesa San Nicola di Mira (Klisha Shën Kolli)
Fu eretta sul luogo dove già esisteva una chiesetta dedicata allo stesso santo. La chiesa ha particolare rilievo artistico per le pregevoli icone del Seicento e del Settecento dell'iconostasi.
Ha una facciata semplice ad archetti pensili, tetto a spioventi con rosone e robusta torre campanaria. Ad una sola navata, le pareti sono arricchite da icone di scuola cretese e siculo-albanese del Settecento, che si differenziano dalle altre per l'uso di una tempera grassa e per il fondo in argento a mecca.
Annessa alla chiesa vi è la sede eparchiale dell'Eparchia di Piana degli Albanesi e, dal 1945, il Seminario Italo-Albanese già in Palermo.
Chiesa Madonna del Rosario (Klisha Shën Mëria e Rruzarjit)

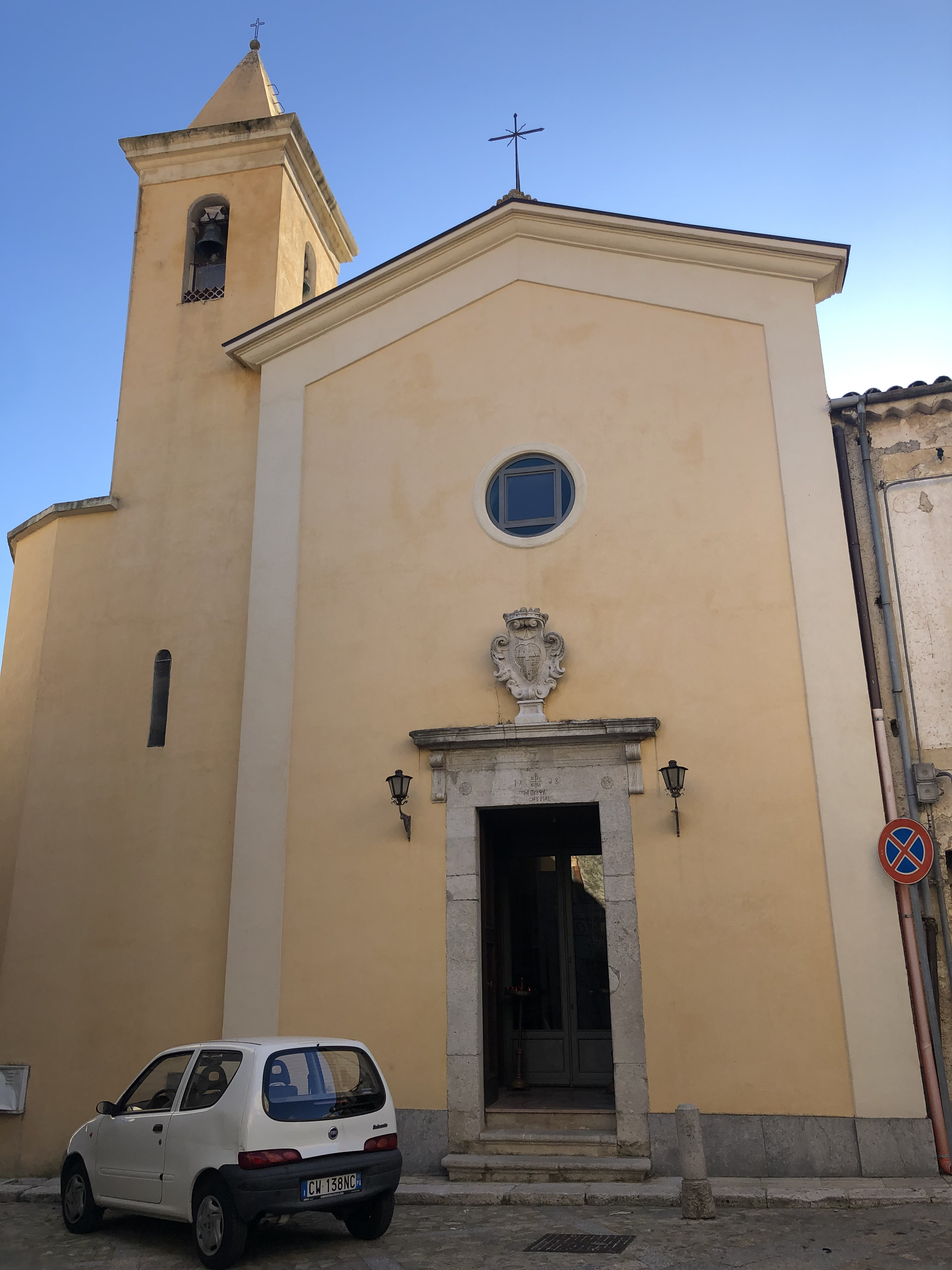
Chiesa Madonna del Rosario

Rimaneggiata nel tempo, il sacerdote Papàs Antonino Costantino, nel 1741, proprietario della chiesa di S. Venanzio, la donò alla Confraternita del Rosario. Fornita di iconostasi, è abbellita da mosaici e icone in stile bizantino.
Nel mese di ottobre, dedicato alla Madonna del Rosario, vi si svolgono importanti funzioni religiose in albanese (Moi i Otuvrit).
Parrocchia Sant'Antonio il Grande (Famullia Shën Gjoni i Math)

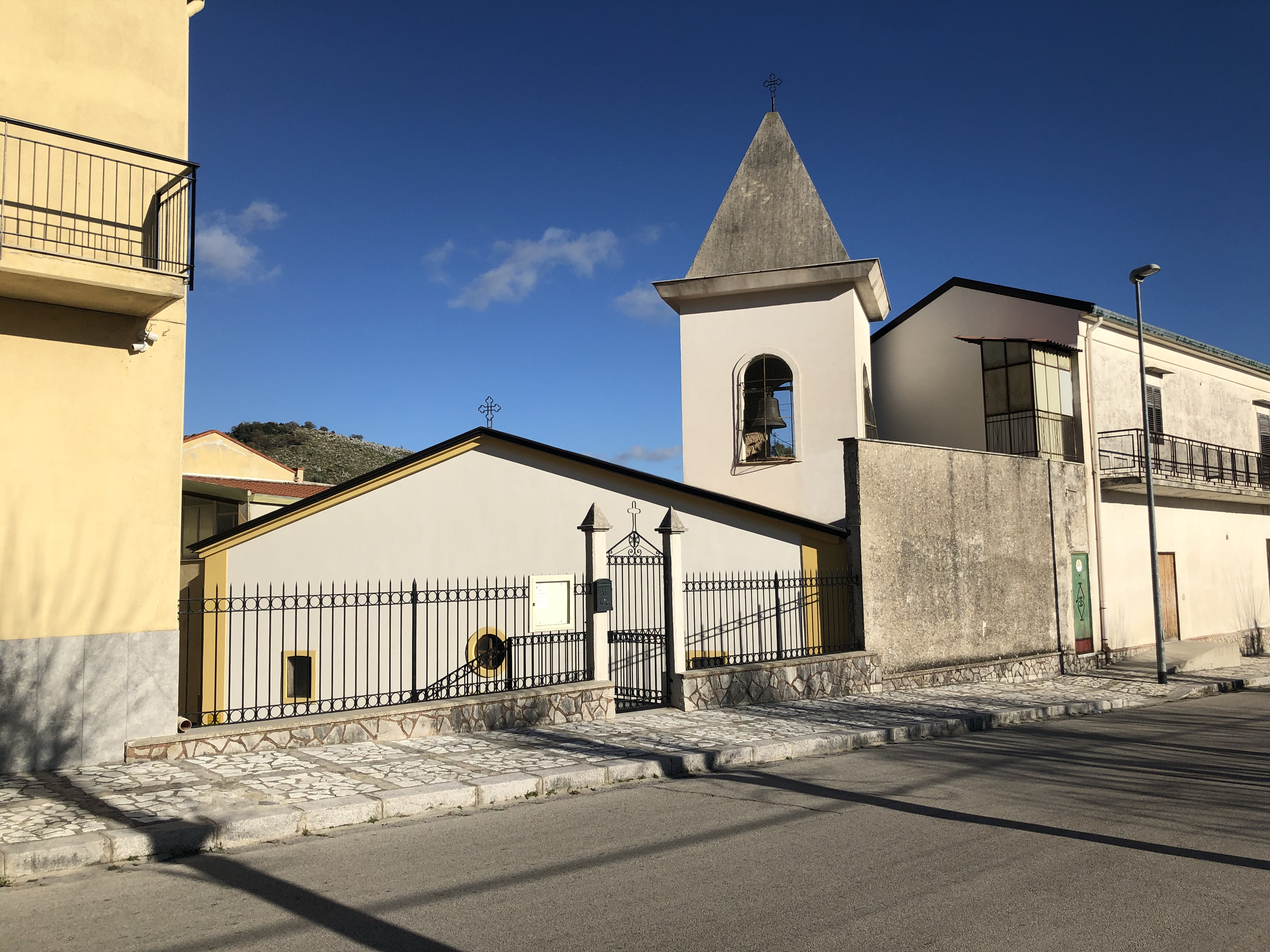
Parrocchia Sant'Antonio il Grande

Edificata nel 1562 per volere del sacerdote Papàs Teodoro Parrino, è l'unica che ha mantenuto l'altare ad oriente così come è in uso nell'architettura bizantina.
La chiesa, a forma di croce greca mancante di un braccio, nasconde l'altare con una semplice iconostasi da cui emerge dal Vima un affresco del XVI secolo raffigurante la Madonna con S. Giovanni Battista e l'Arcangelo Gabriele, a cui sono molto devoti gli albanesi. Le pareti laterali sono abbellite da due mosaici di Michele Dixitdomino, che raffigurano S. Caterina d'Alessandria e S. Antonio il Grande, e icone bizantine con scene bibliche.
Fu restaurata, con la costruzione degli annessi locali, nella prima meta del XX secolo da Papa Sotir Prence, sacerdote albanese esule dalla dittatura atea in Albania. Quando fu eretta, la chiesa venne intitolata alla Madonna di Loreto, ma cambiò l'intitolazione nel 1644, quando venne realizzato da Pietro Novelli un affresco di sant'Antonio abate, oggi conservato nella chiesa di San Giorgio. I locali attigui ad uso parrocchiale sono sede della branca scout AGESCI di Piana degli Albanesi.
(XVII secolo)
Parrocchia Santissima Annunziata (Famullia Shën Mërisë së Lajmëruar)

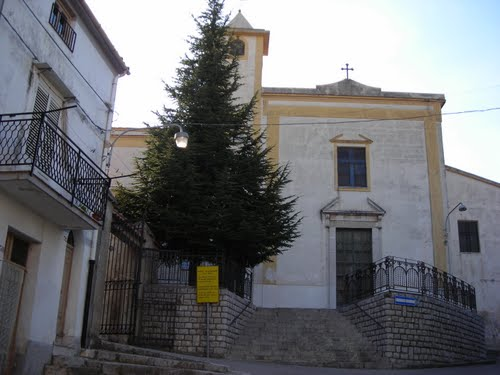
Parrocchia Santissima Annunziata

Nota come Patret per l'attiguo Convento, l'interno presenta una forma anomala, una navata centrale e una navata destra. L'altare in marmo quadrato bizantino, sorretto da quattro colonne che rappresentano i quattro Evangelisti, è preceduta come dai canoni bizantini da un'iconostasi, con icone di Josif Droboniku.
Rilevanti sono le opere del Novelli, una tela raffigurante San Pietro liberato e l'affresco dell'Annunciazione del 1646 nell'abside, ultima opera dell'artista, eseguito per interessamento del sacerdote Papàs Tommaso Petta.
(XX secolo)
Chiesa monastero Santissimo Salvatore alla Sclizza (Klisha manastiri Stërshejtit Shpëtimtar te Sklica)

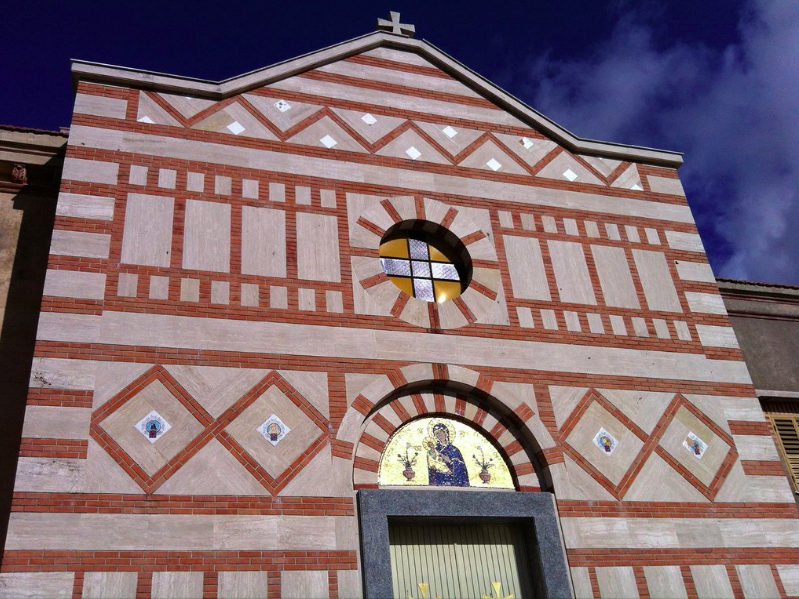
Chiesa Santissimo Salvatore alla Sclizza

Edificata nella prima metà degli anni '50 e situata alla sommità dell'omonima collinetta, in una invidiabile posizione panoramica che domina tutta al valle di Piana degli Albanesi, è inserita in un complesso edilizio-monumentale gestito dai monaci basiliani italo-albanesi, che fanno capo alla Badia di Grottaferrata.
In un originale stile neo-bizantino, l'esterno presenta marmi locali, maioliche con i quattro evangelisti e un mosaico raffigurante la Vergine col bambino. L'interno, a una navata, è arricchito dal mosaico del Cristo Pantocratore benedicente, da un iconostasi in marmi mischi, opera dell'artista locale Spiridione Marino, e da icone.

#### Chiese e cappelle rurali

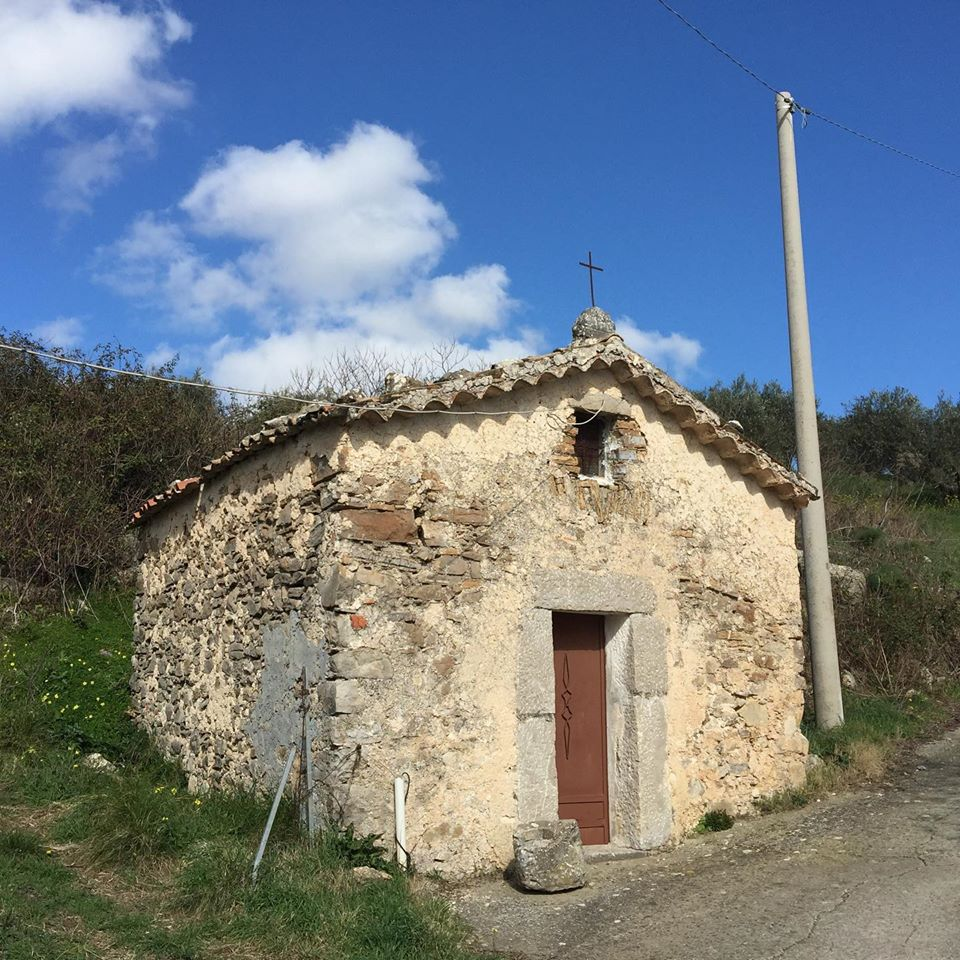
Chiesa rurale di San Mercurio

Oltre alle chiese urbane, vi è gran numero di cappelle e chiese rurali che in genere prendono il nome dalla contrada in cui si trovano. Molte di queste cappelle rurali, la cui costruzione è di difficile datazione, esistono tuttora.
- Madonna delle Grazie o della Scala (Shën Mëria e Hirevet o e Shkallës), del 1560, alle falde del monte Maganoce
- Santa Caterina (Shën Katarina), in contrada Fusha
- Madonna dell'Udienza (Shën Mëria e Godhencës), sul poggetto omonimo
- Madonna dello Stretto (Shën Mëria e Stritit), della metà del XVI secolo, in contrada Shën Ëngjëlli
- San Giovanni (Shën Jani), nella contrada omonima, all'interno dell'abitato. È prevista la sua costruzione in stile neo-bizantino, sempre nella stessa contrada.
- San Mercurio (Shën Mërkuri), in contrada Brinja
- Madonna Nascosta (Shën Mëria e Fshehur), contrada Argomezët
- Madonna della Pietà (Shën Mëria e Boshit), a pochi chilometri dal centro abitato in località Argomezët
- Maria Addolorata (Shën Mëria e Dhëmbur), alla sommità dello Sheshi
- Cappella Maria SS Odigitria (Shën Mëria e Dhitrjes), in zona Kryqa e Palermës
- Cappella San Michele Arcangelo (Shën Mikelli Arkëngjëll), nello Sheshi

#### Edicole sacre

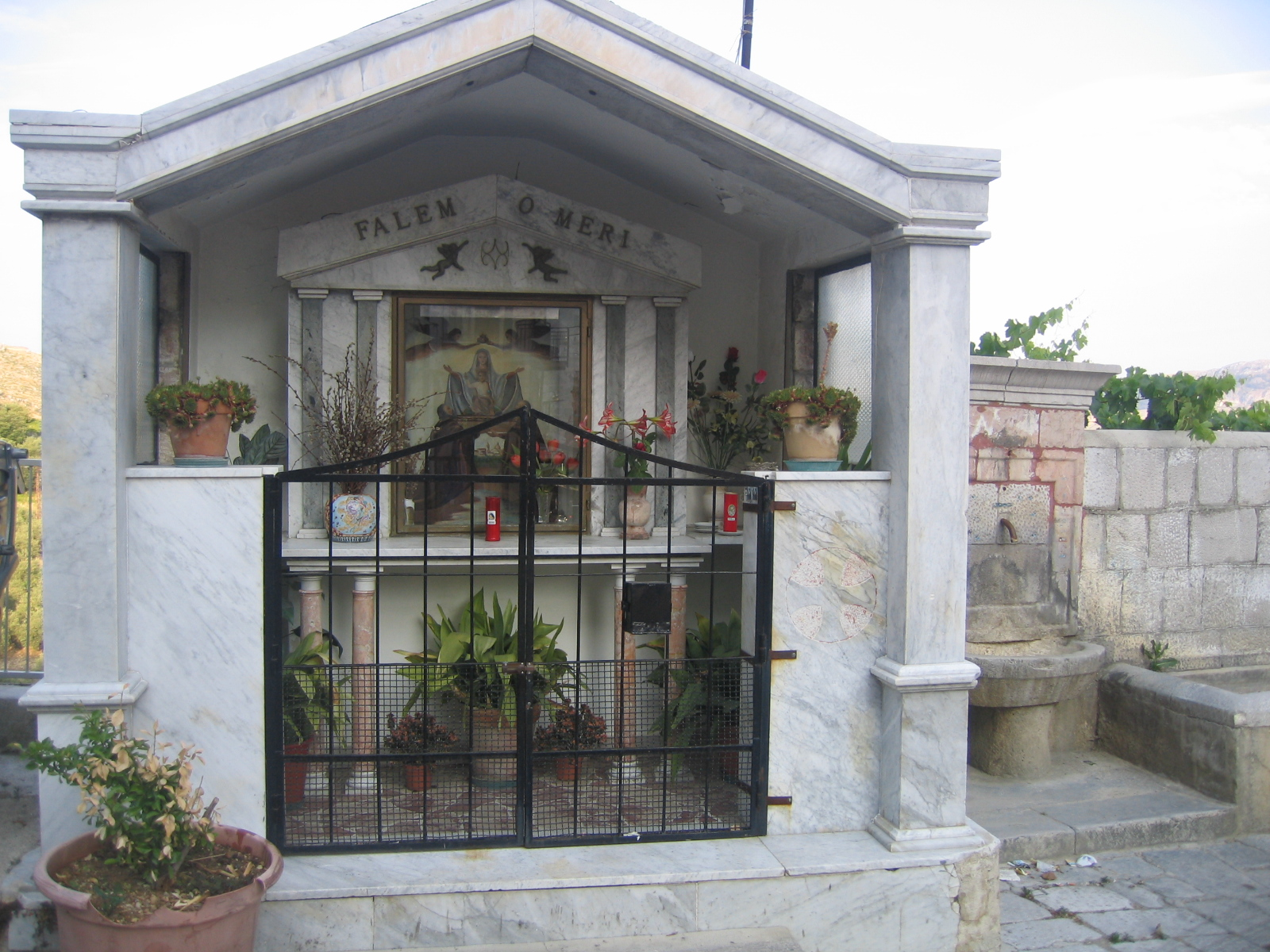
Cappella SS Odigitria, in alb. Falem o Mërì (Ave o Maria)

Numerose edicole votive sono erette nel centro urbano. Le edicole sacre di Piana degli Albanesi testimoniano la forte tradizione religiosa orientale della popolazione e rappresentano veri e propri luoghi di culto. La maggior parte non si è conservata, alcune si trovano in uno stato di mediocrità strutturale ed estetico; altre ancora conservano affreschi della scuola del Novelli.
Sono state censite trentaquattro edicole dedicate prevalentemente alla Madonna Odigitria, le altre sono andate perdute. Un'altra tipologia comprende le edicole realizzate sul prospetto delle case per devozione delle famiglie albanesi. Molte di queste sono andate distrutte dopo il rifacimento dei prospetti delle abitazioni, quando sono state operate trasformazioni non rispondenti ai giusti canoni. Molteplici sono quelle riportanti scritte in albanese, di solito Falem Mëri (Ave Maria). Alcune presentano ricche decorazioni in marmo Rosso Kumeta. Una delle particolari edicole è quella inserita su un masso denominato Pietra di Maria (Guri i të mjerës Mas Marës).

#### Altri edifici sacri
Collegio di Maria (Kulexhi i Shën Mërisë)
Sorse addossato alla preesistente chiesa dedicata a Maria Santissima Odigitria, ricostruita, poi, su disegno di Pietro Novelli (XVII secolo). Il Collegio di Maria accoglie le suore Collegine cattoliche osservanti il rito bizantino.
Fu fondato nel 1733 ad opera di zelanti sacerdoti, da Papàs Antonio Brancato con la cooperazione del Servo di Dio Padre Giorgio Guzzetta, che tenevano molto alla formazione delle ragazze del paese, visto che per i ragazzi si era provveduto attraverso la fondazione dell'oratorio S. Filippo Neri, che era preludio dell'opera più vasta del Seminario Italo-Albanese di Palermo.
Nel corso dei secoli le suore Collegine, insieme alle giovani studentesse, hanno coltivato l'arte del ricamo patrio, sia dei costumi femminili che per i paramenti sacri, inoltre, le suore arbëreshe hanno aperto scuole di ogni ordine e grado. Alla scuola di stampo antico, che ha formato schiere di generazioni di ragazze provenienti da tutte le comunità albanesi di Sicilia, le religiose hanno sostituito quelle legalmente riconosciute e poi quelle paritarie. La scuola media risale al 1953-1954 ed è stata chiusa nel 1968 quando è subentrata quella statale. Negli anni sessanta emerse l'esigenza di dar vita ad una scuola superiore locale, l'apertura nel 1962 dell'Istituto Magistrale L.R. “Padre Giorgio Guzzetta", tuttora funzionante. Continua, fin dalle origini, l‘attività della scuola dell'infanzia.
La comunità collegina ha dato un valido contributo alla storia della chiesa italo-albanese di Sicilia, sia nella conservazione del rito bizantino, sia nel versante della cultura e dell'insegnamento, un contributo che continua tuttora.
Seminario Eparchiale (Seminari i Eparkisë)

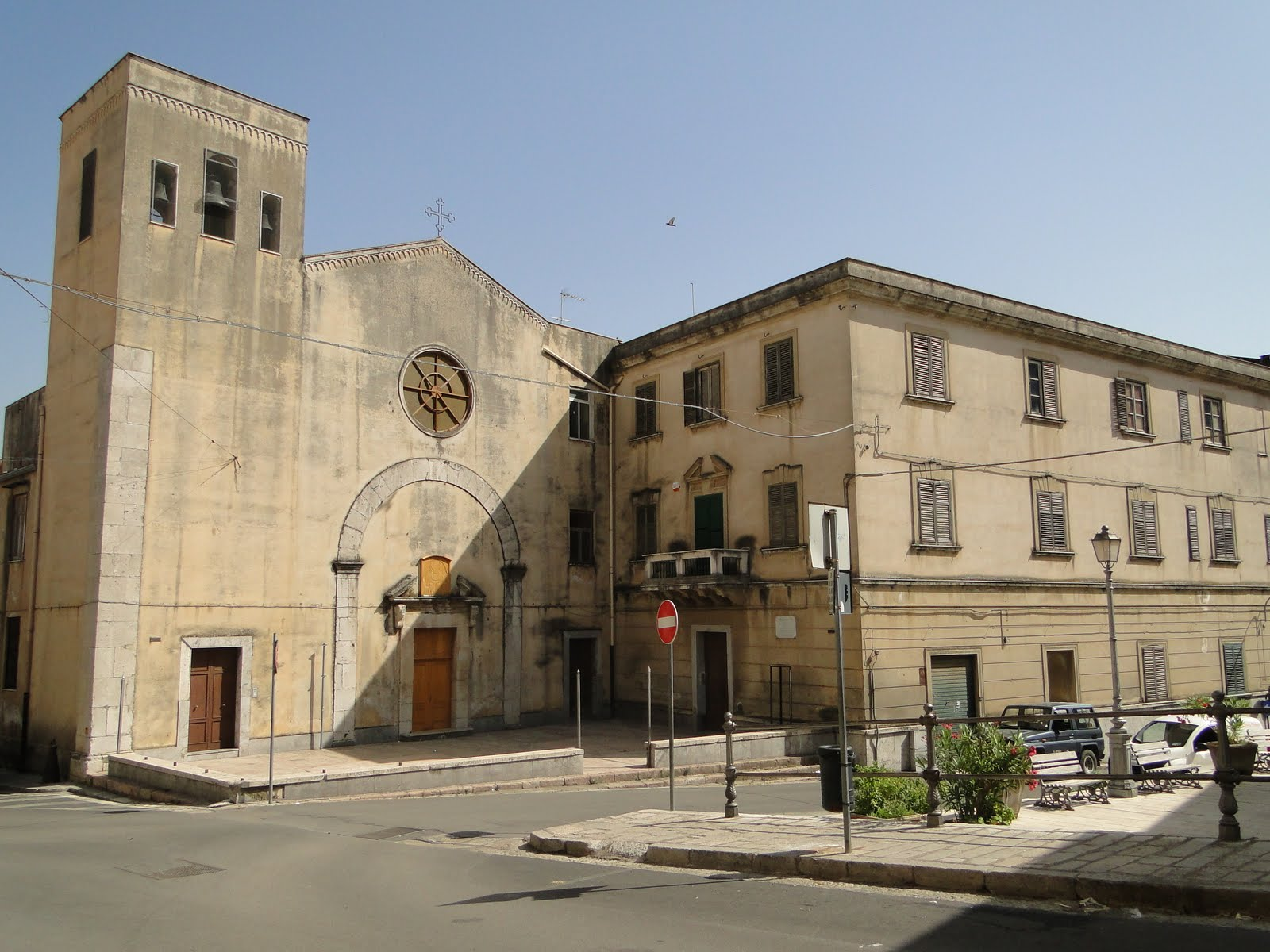
Palazzo vescovile di Piana degli Albanesi con annesso il Seminario eparchiale (1945), erede del Seminario Italo-Albanese di Palermo (1734)

Collegato alla chiesa di San Nicola e annesso, peraltro, alla sede della Eparchia di Piana degli Albanesi, costituisce un polo di grandissimo interesse culturale e storico. Sono di particolare importanza il museo, la biblioteca e l'archivio diocesano.
È attivo dal 1950 in Piana degli Albanesi, dopo che la sua sede storica in Palermo fu bombardata e gravemente danneggiata dagli aerei americani nel secondo conflitto mondiale. Il venerabile Seminario Italo-Albanese di Palermo (1734), sito nell'omonima via del centro storico, fu fucina dei più grandi religiosi e intellettuali arbëreshë.
Nel salone di rappresentanza del Seminario hanno trovato collocazione un busto dello scultore Ignazio Marabitti raffigurante padre Giorgio Guzzetta, fondatore del Seminario Italo-Albanese, e la tela ottocentesca di grandi dimensioni, dipinta ad olio di A. D'Antoni e raffigurante San Nicola di Mira in paramenti vescovili orientali che dona i suoi averi ai poveri. I paramenti indossati in questo quadro da San Nicola ed il pastorale sono custoditi presso il Museo Eparchiale di Piana degli Albanesi.
Di recente avvio di un progetto di fondazione del Centro Polivalente di Cultura Albanese, presso di esso allocato, che costituirà di fatto il nucleo operativo più importante, sul territorio nazionale, per lo studio, la ricerca e l'attività di documentazione, divulgazione e promozione della identità della etnia albanese.
Monastero dei Padri Basiliani Sclizza (Manastiri i Atëravet Baziljan Sklica)

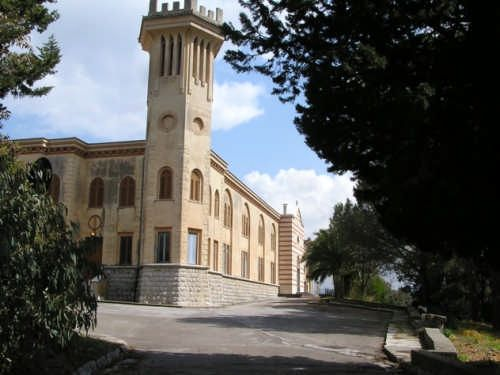
Monastero basiliano Sklica (1949)

Luogo di spiritualità cristiana cattolica di rito orientale, è affidato ai monaci basiliani (kallogjërit o murgjit) dell'Abbazia territoriale di Santa Maria di Grottaferrata, i quali provengono dalle comunità italo-albanesi.
Sorto per iniziativa dell'onorevole italo-albanese Rosolino Petrotta avendo acquistato nel 1949 la grande proprietà dall'arbëresh Sclizzi, nome da cui proviene il toponimo della contrada e quindi della struttura religiosa. Fu realizzato dall'ingegnere Mario Umiltà in stile neogotico e neobizantino, con bifore, merlature e cornici, senza terminare il chiostro.
Dopo esser stato istituto per gli orfani dei contadini, i basiliani vi avevano impiantato una scuola agraria per i figli dei lavoratori agricoli. I monaci basiliani italo-albanesi, già numerosi e provenienti da diverse località dell'Arbëria, per volere di P. Gabriele Lo Greco, P. Filippo Renda, dell'arciprete Gjergji Schirò, nativi del luogo, e P. Benedetto di Santa Sofia d'Epiro e Papàs Sofronio dall'Albania, in accordo con il comune, accolsero qui i numerosi albanesi profughi che negli anni '90, dopo lo sbarco della Vlora, si rifugiarono in Italia.
Il monastero possiede una piccola biblioteca relativa alla fede e spiritualità greco-cattolica e alla cultura albanese, e ospita nei suoi locali il laboratorio artistico del mosaicista, iconografo e scultore arbëresh Spiridione Marino.

#### Edifici religiosi soppressi
Altri edifici religiosi, soppressi a causa delle confische dei beni degli enti religiosi del 1866, si trovano nel centro storico di Piana degli Albanesi e rivestono un alto valore culturale per il vissuto sociale della comunità:
Ex Oratorio S. Filippo Neri (Rritiri)

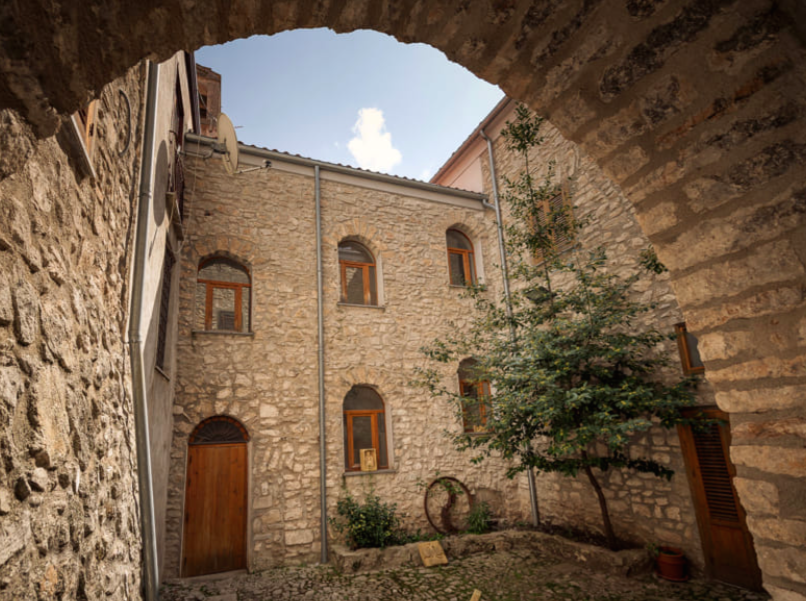
Cortile interno dell'ex Oratorio (1716)

Annesso alla Parrocchia di San Giorgio, sorse per opera del Servo di Dio Padre Giorgio Guzzetta nel 1716 per i sacerdoti celibi di rito bizantino, i quali dal 1759 arricchirono la chiesa di decorazioni e di affreschi.
L'Oratorio funzionò fino alla soppressione del 1866; l'ultimo sacerdote, morto nel 1900, fu papàs Filippo Guzzetta. Oggi è sede del Museo civico etno-antropologico; una piccola parte è ancora legata ai locali per uso parrocchiale della chiesa.
Ex Convento SS. Annunziata (Patret)
Accanto alla Parrocchia omonima, nacque dopo il 1673 quando Benef. Francesco Petta ne cedeva l'uso ai Padri Cappuccini.
Diventato, dopo la soppressione del 1866, un Ricovero di agricoltori invalidi amministrato da un'apposita commissione, fu diretto dalle suore basiliane italo-albanesi. Oggi i locali sono per uso parrocchiale della chiesa e, spesso, della branca scout di Piana degli Albanesi.
Inoltre, i locali annessi alla Chiesa Madonna del Rosario, adesso disabitati e di proprietà privata, prima della loro confisca e vendita, erano in uso dalla comunità religiosa ivi presente.

### Architetture civili

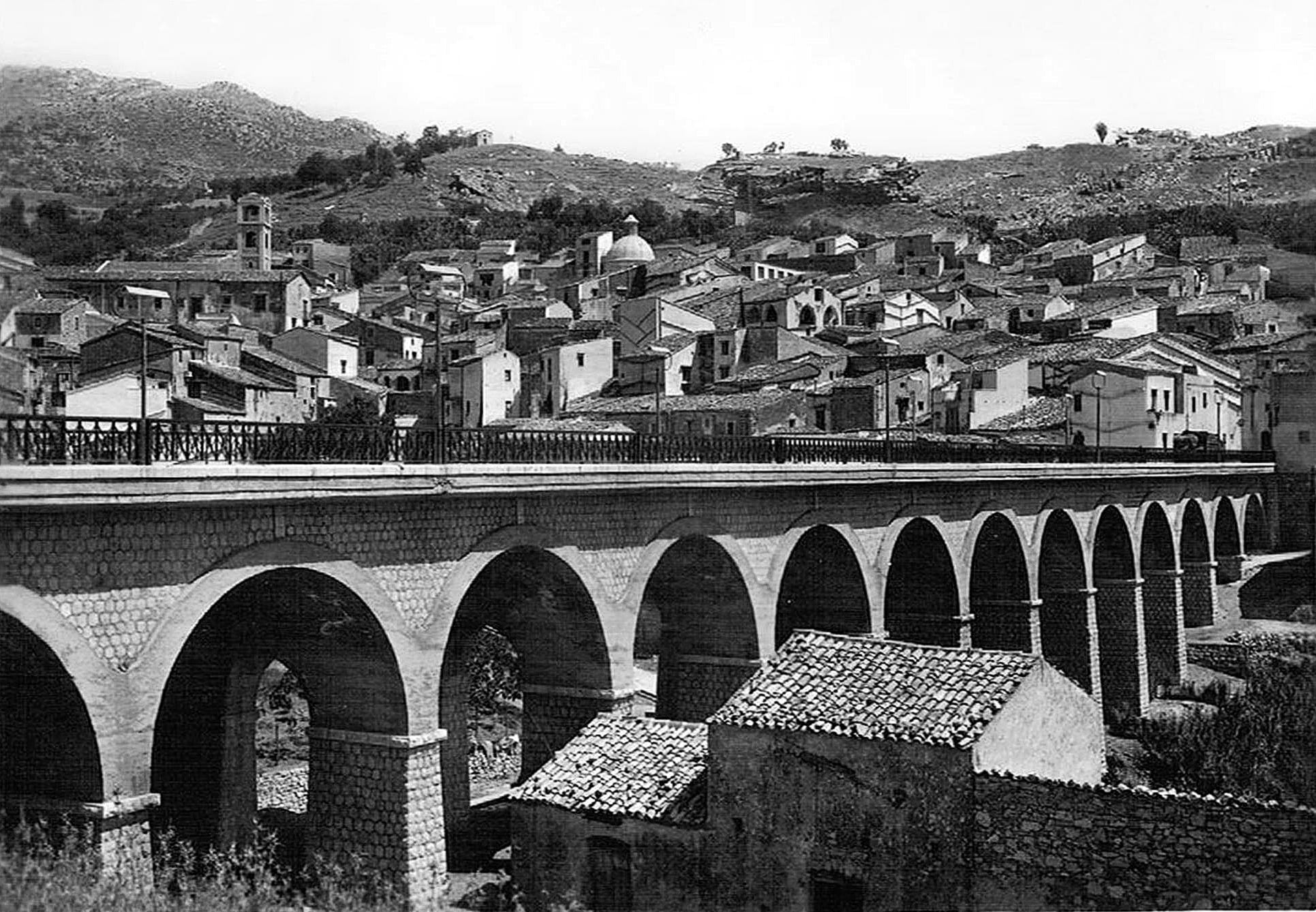
Viadotto Tozia sul fiume Gjoni (1950)

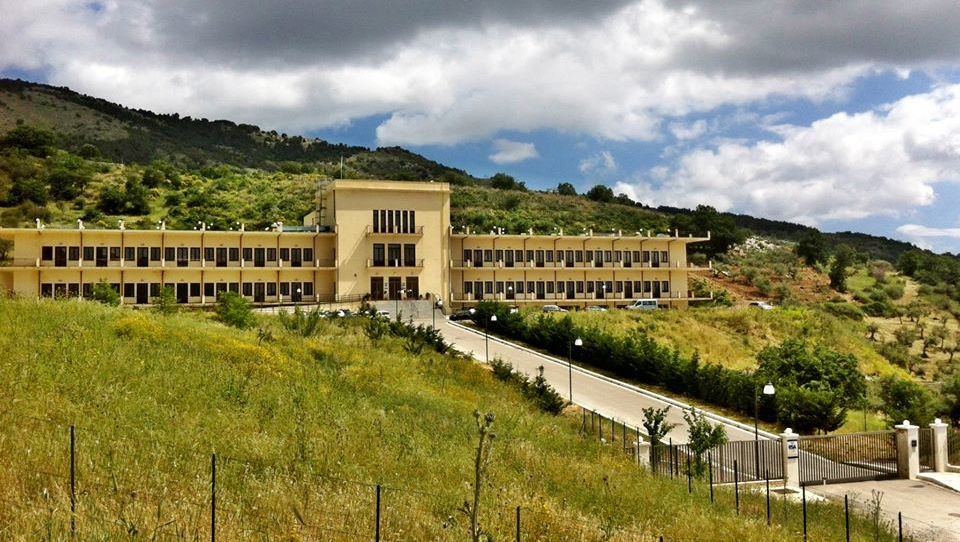
Nuovo ospedale, attuale R.S.A.

Il contesto urbano di Piana degli Albanesi è punteggiato da diversi palazzi di interesse architettonico. Alcuni degli edifici storici più significativi (Ospedale, Albergo Ricovero per gli agricoltori, Teatro, Mulini, Palazzo Manzone) sono stati descritti dallo storico arbëresh Giorgio Costantini (1838 - 1916), che nel 1915 scrisse una "Monografia di Piana dei Greci".
Il centro storico è collegato alla parte più nuova della cittadina (contrada San Giovanni - Shënjanji) dal viadotto Tozia (Tocja), che permette l'attraversamento del fiume Gjoni, oggi interrato. Noto anche come 'ponte', è stato realizzato dall'ingegnere Mario Umiltà (1950) per interesse dell'onorevole arbëresh Rosolino Petrotta (1894 - 1969). Sempre su volere di Petrotta fu costruito in quegli anni, alle pendici di Pizzo Garrone in contrada Odigitria, ai piedi del monte Pizzuta, un grande complesso architettonico a tre elevazioni, inizialmente nuovo ospedale di Piana degli Albanesi (Preventorio, Privinturi), poi abbandonato. Da pochi anni è una struttura residenziale per anziani non autosufficienti (Residenza Sanitari Assistenziale R.S.A. di Piana degli Albanesi), con necessità di cure integrate socio-sanitarie.
Tra le attuali architetture civili storiche si menzionano: il Palazzo Manzone (Pallaci Mancuni), in zona Sheshi; l'Ospedale (Spitalli) in Corso Kastriota; la Casa del Vicario Foraneo (Shpia e Vikarit), in zona Sheshi; la Sede Municipale del Comune (Bashkia), in contrada Shënjanji; la ex-pretura, oggi sede del Giudice di Pace (Gjykatësi për Paqen) in Corso Kastriota; la Scuola elementare Skanderbeg (Skolla fillore Skënderbeu) in contrada Shënjanji; la Scuola materna M. SS Odigitria" (Skolla fëmijësh Shën Mëria e Dhitrjes) e la Scuola media Demetrio Camarda (Skolla e mesme Dhimitër Kamarda), in contrada Guri i të mjerës Mas Marës; l'Auditorium Portella della Ginestra (Auditori Purtelja e Jinestrës), nei pressi dell'ex Ghurghu (bacino artificiale di raccolta delle acque del Gjoni tramite un canale denominato kunduti e serviva ad alimentare il mulino posto a valle dello stesso, oggi al disotto del Ponte Tozia); la ex Municipio (Bashkia e vjetër), oggi Biblioteca comunale "Giuseppe Schirò"; il Museo civico Nicola Barbato, sito nell'ex-Oratorio S. Filippo Neri, contrada San Giorgio. Uno degli antichi mulini cittadini, in piazza San Rocco (Shën Rroku), è oggi trasformata in un'autofficina. La grande ed elegante struttura del cine-teatro ed ex Carcere mandamentale (Kine-teatëri e Fëlaqi) in corso Kastriota è abbandonato.
L'ex mattatoio comunale, noto come Çirìturi, attualmente dimesso, è stato destinato a futuro centro aggregativo polifunzionale.

#### Fontane

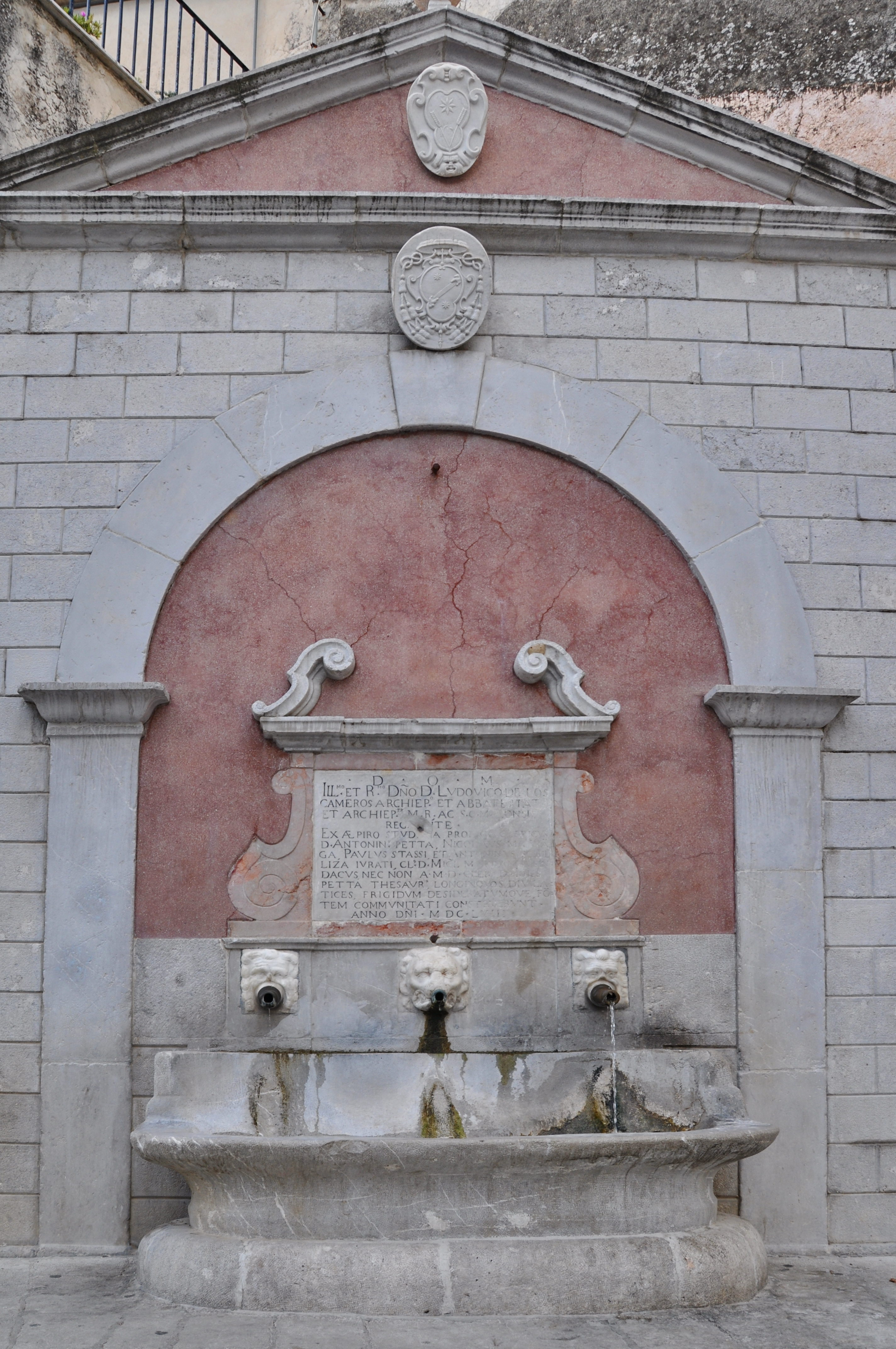
Fontana dei Tre cannoli/bocche (Kroi Tre kanojvet)

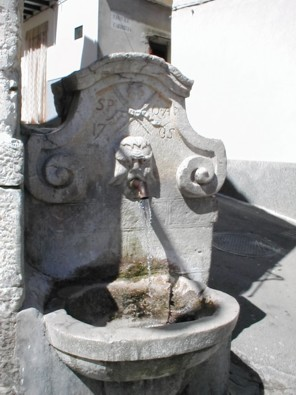
Fontana Fusha e Pontit

Le tipiche fontane (kronjet, kroi/krua al sing.) in pietra locale, distribuite nei quartieri del centro storico, contribuiscono ad arricchire il patrimonio artistico di Piana degli Albanesi e costituiscono un'importante testimonianza storica. Oltre ad assolvere al loro compito di rifornimento idrico, con la raccolta delle acque attraverso le brocche (nzirotet), erano un luogo sociale dove si ritrovavano gli abitanti del quartiere, e quanti di passaggio, a discutere e a scambiarsi notizie e informazioni. Fuori dal centro abitato sono disseminati molti abbeveratoi (brivaturët), alcuni dal carattere più artistico nelle masserie del circondario.
Tra le molteplici fontane, di particolare importanza vi sono:
Tre KanojvetIn Piazza Vittorio Emanuele, già Piazza Grande, è una tipica fontana secentesca. A forma di "tempio", la fontana delle "Tre bocche" fu costruita nel 1608-1609 su commissione dei Giurati e dietro autorizzazione del Vescovo di Monreale da un architetto arbëresh. La data impressa sulla lapide conseguentemente (riporta sulla parete una lapide del 1659, anno in cui i Giurati e il Sindaco commissionarono la sua costruzione) si riferisce ad ulteriori interventi, ovvero quando alla fontana fu aggiunto il timpano triangolare, ancora oggi presente. Qui si rievoca il 6 gennaio - secondo il rito bizantino - il battesimo di Gesù nel Giordano.
Fusha e PontitIn corso Umberto I, recante lo stemma in rilievo di Piana degli Albanesi e la sigla "SPQA 1765", data della sua edificazione.
Kroi me Një GojëNota anche come Kanalli te Mas Santu, nella parte alta del Corso Castriota, vicino alla Cattedrale, la "fontana ad una bocca" è una delle più antiche dalla tipica forma cinquecentesca. Riporta su una lapide in latino la data di costruzione 1567. A differenza delle altre che riportano lo stemma di Piana degli Albanesi (due spighe legate da un nastro con la stella a otto punte) questa riporta uno stemma diverso a forma di giglio, simile a quello fiorentino, affiancato dallo stemma cardinalizio dell'Arcivescovado monrealese. Restaurata nel 1989 e in esercizio.
Kroi te Krìqja e PalermësIn via Fra.sco Crispi, un tempo presso la croce su pietra all'imbocco dell'abitato, fu una monumentale fontana ottagonale in pietra locale del XVII secolo, recante una lapide commemorativa in latino, ormai persa; trasformata nella metà del XX secolo e in esercizio.
Sëndu RokuNel quartiere San Rocco, con lapide storica del XVII secolo.
Kroi i Shën KollitIn Piazza S. Nicola, restaurata e in esercizio.
Kroi te Shën JanjiCosì chiamata perché nel quartiere omonimo di San Giovanni, del XVIII secolo, antistante al plesso della scuola elementare Skanderbeg, fu inesorabilmente distrutta per la costruzione di quest'ultima e dismessa. Rimangono rare testimonianze fotografiche e una ripresa della stessa nel film "I fuorilegge" di Aldo Vergano (1949).
Fovara e Shën GjonitOrmai interrata, si trovava a ridosso della chiesa di Sant'Antonio il Grande.
Kanalli i riIn via Fonte Padre Giorgio Guzzetta, costruita intorno al 1700 per volere proprio dell'Apostolo degli Albanesi di Sicilia.
Kroi te RrokatNel quartiere omonimo, trasformata e in esercizio.
Kroi MashiliIn Piazza Mascilli, trasformata e in esercizio.
Kroi HarkuliuniSotto l'omonimo arco, trasformata e in esercizio.
Fovara e Rrugaxhit,Sotto il viadotto Tozia, ricostruita e in esercizio.
Tek UlliriAntistante il convento SS. Annunziata, ristrutturata.
Kroi KastriotaComunemente nota come Brivatura poshtë, è fra quelle ancora intatte. Sita nella parte bassa del Corso Castriota, nell'attuale spiazzo-giardino intitolato a "Lord Baden-Powell", è una tipica fontana in pietra e marmi locali.
Kroi i Shën Mërisë së GhodencësNei pressi del macello comunale (çirìturi), trasformata e dimessa. Riporta lo stemma comunale.

#### Masserie

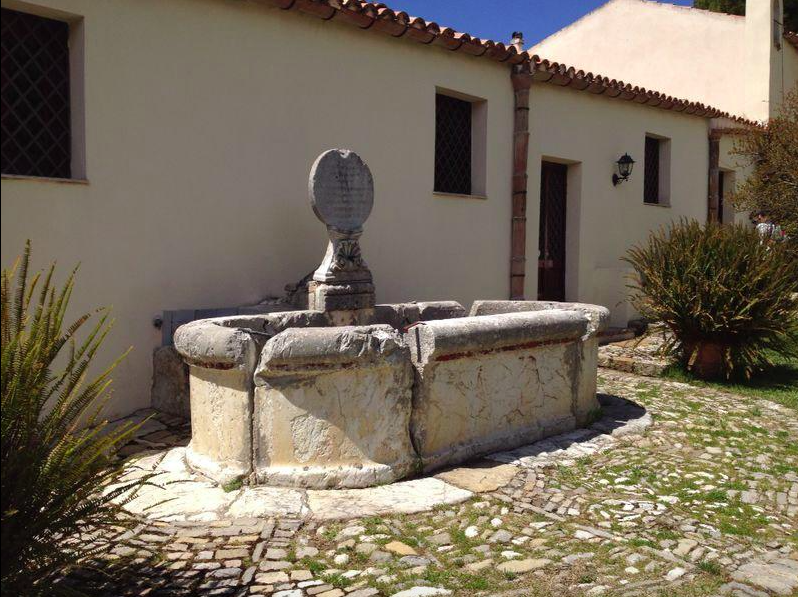
Abbeveratoio della Masseria Rossella

Nel territorio collinoso del comune di Piana degli Albanesi si possono scorgere tredici masserie, aziende agricole di medie dimensioni condotte da un massaio. Le masserie, comprensive di podere, casa colonica e servizi, erano destinate ad uso abitativo di proprietari baroni e massari. Questi sistemi di edilizia rurale ebbero inizio a partire dal Seicento, e si sviluppavano in genere perimetralmente lungo un ampio cortile ai cui lati erano poste, fino alla prima metà del XX secolo, le abitazioni dei contadini, i granai, i depositi di derrate alimentari e le stalle; e in alcune di esse, come a Duku e Rrusela, si trovano chiese rurali.
Le colture prevalenti erano, e in gran parte lo sono ancora, i seminativi e i vigneti, oltre agli allevamenti di bovini e ovini. La costruzione era generalmente in muratura portante con frequente uso di archi in blocchi di pietra calcarea. La casa padronale, posta al primo piano, dominava tutta la masseria e presentava rifiniture più accurate, come il pavimento in cotto, mentre nel resto della costruzione la pavimentazione era in lastricato di pietra. Solo alcune delle tredici masserie pervenute sono riuscite a mantenere uno stato di conservazione soddisfacente. Dove sono state eseguite ristrutturazioni, le masserie hanno subìto profonde modificazioni che in qualche caso ne hanno stravolto l'impianto originario.
Questi piccoli centri di vita agricolo-pastorale hanno perso dopo la riforma agraria del secolo scorso gran parte della loro importanza. Alcune sono in semi stato d'abbandono, ma molte altre ancora in funzione e divise in miniproprietà tra gli arbëreshë degli ex feudi o trasformate in aziende agrituristiche. Le masserie prendono in genere il nome dalla contrada in cui sono ubicate.
| - Masseria Casalotto (Masaria Kazalloti) - Case Dingoli (Shpitë Dinguh) - Masseria Rossella (Masaria Rrusela) - Masseria Ducco (Masaria Duku) - Masseria Giuhai (Masaria Xhuhai) - Masseria Kaggiotto (Masaria Haxhioti) - Masseria Baglio Maganoce (Masaria Maganuçi) | - Masseria Guadalami (Masaria Guajdhallam) - Masseria Sant'Agata (Masaria Shën Arhta) - Masseria Portella della Ginestra (Masaria Gryka e Spartavet) - Masseria Costa Mammana (Masaria Kosta Mamana) - Masseria Cannavata (Masaria Kanavata) - Masseria Jancheria (Masaria Jankeria) - Masseria Scala delle Femmine (Masaria Shkalla e Femravet) |  |

Altre masserie e località, adiacenti al territorio comunale, appartengono storicamente e tradizionalmente alla comunità di Piana degli Albanesi: Masseria Kaggio (Haxhi), Masseria Montaperto (Mëndhapert), Masseria Spirdata (Spirdata), Masseria Cerasa (Çirasa), Masseria Manali (Manali), Masseria Duccotto (Dukoti), Masseria Lupotto (Llupoti), Casa dell'Aquila (Shpitë i Aikullës), Përçana, Petrallongë.

### Altro

#### Statue ed altri monumenti

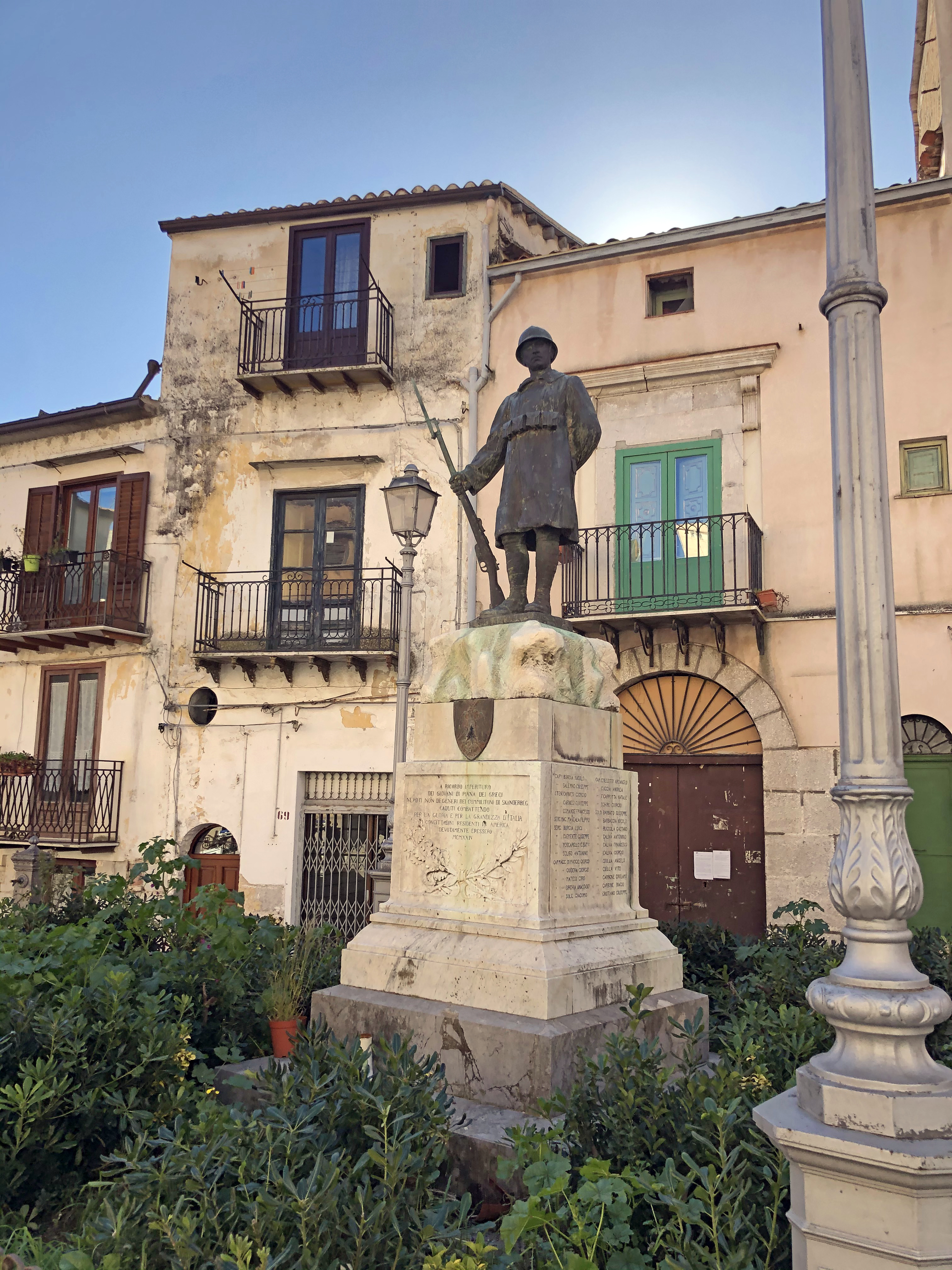
Monumento ai caduti della Prima Guerra Mondiale (1921)

Diversi monumenti decorano piazze e vie di Piana degli Albanesi: situati in Piazzetta Vito Stassi Karushi, prospiciente la Cattedrale, il monumento ai caduti della prima guerra mondiale (1921), col contributo degli italo-albanesi migrati negli USA, e a fianco il monumento ai caduti della Seconda Guerra Mondiale, di Spiridione "Dhoni" Marino (1997).
All'interno della Villa Comunale (Kopshti i Bashkisë) trovano posto: il busto di Giorgio Castriota Scanderbeg, opera di Odhise Paskali e dono della Repubblica Popolare Socialista d'Albania nel 1968, nuovamente li dal 2014 e già conservata nella Biblioteca comunale G. Schirò, e la statua marmorea di Madre Teresa di Calcutta, nota religiosa albanese, opera dello scultore shqiptar Hysen Pirgu (2006).
Nella principale piazza Vittorio Emanuele si trova il monumento bronzeo di padre Giorgio Guzzetta, l'Apostolo degli Albanesi di Sicilia, opera dell'artista locale arbëresh S. Marino (2009).
Un grande murales degli anni '90 in bianco e nero, ad opera di arbëreshë autoctoni, caratterizza l'area di parcheggio pubblica di viale 8 marzo.
In mezzo alla via che conduce alla chiesetta rurale dell'Odigitria, spicca una grossa pietra (guri i Shën Mërisë së Dhitrjes) su cui è incastonata una antica lapide in lingua albanese, sormontata da una croce, che secondo la tradizione conserva un'impronta miracolosa lasciata dall’icona della Vergine Odigitria.
I sacerdoti albanesi che trasportavano quella sacra immagine dall'Albania, essendosi riposati in quel luogo insieme agli esuli affranti dal cammino dopo tanto peregrinare, arrivarono in questo territorio cercando un luogo adatto per fondare le loro nuove abitazioni. Su quella pietra, come su un altare, venne collocata la preziosa icona e quando si accinsero a rimuoverla per riprendere la via, sì accorsero che essa aveva lasciato la sua impronta sul vivo masso; da ciò desunsero tutti di pieno accordo che doveva esser quello il luogo dal cielo destinato e dalla Divina Provvidenza indicato per fondare la Colonia. Ancor oggi coloro che passano di là, devotamente baciano la pietra, e recitano qualche preghiera.
Il monumento detto "Cippo Garibaldi", inaugurato il 29 maggio 1910 alla Madonna dell'Udienza (posta ai limiti dell'abitato di Piana degli Albanesi in direzione est-sud), oggi in cattivo stato di mantenimento, ricorda il punto in cui Giuseppe Garibaldi fece sosta, grazie agli aiuti degli arbëreshë, prima di arrivare a Palermo.
Esistono molti punti panoramici cittadini (Sheshi, Shkembi, Shën Mëria e Dhitrjes te mali, ecc.) e un Parco sub-urbano.

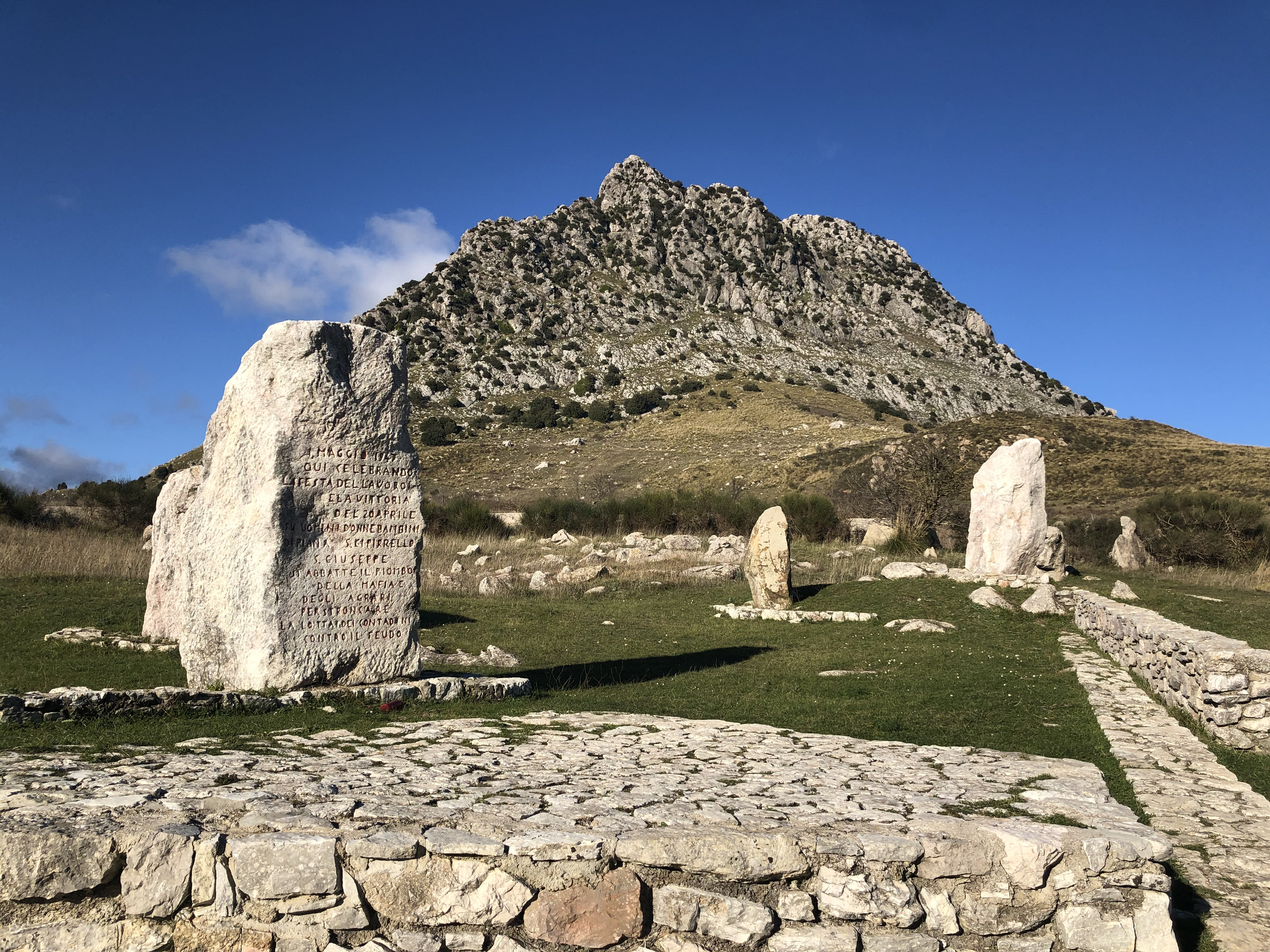
Memoriale di Portella della Ginestra
In località Portella della Ginestra, sul luogo della tragedia (1947), sorge un memoriale costituito da numerose iscrizioni incise su pietre locali di grandi dimensioni, poste attorno al "Sasso di Barbato", dal nome del socialista italo-albanese Nicola Barbato da Piana degli Albanesi, fondatore e dirigente dei Fasci siciliani dei Lavoratori. Una piccola cappellina, prospiciente il luogo del massacro, conserva un dipinto in stile bizantino del Cristo Pantocratore.

### Siti archeologici
A pochi chilometri a sud da Piana degli Albanesi, in Contrada Sant'Agata (Shënt Arhta in arbëresh), è situato un antico insediamento denominato Pirama, rilevante necropoli paleocristiana di età tardo-romana, attualmente soggetta al centro di ricerca archeologica. L'importante scoperta ha dato un'ulteriore conferma della produttività culturale antica e moderna del territorio. I reperti, scoperti nel 1988, non hanno ancora trovato spazio nei musei archeologici regionali e sono stati dislocati provvisoriamente dal Museo Regionale Archeologico di Marineo presso i locali, dal 1991, del Museo Archeologico Regionale di Palermo Salinas.

### Aree naturali
Lago di Piana degli Albanesi

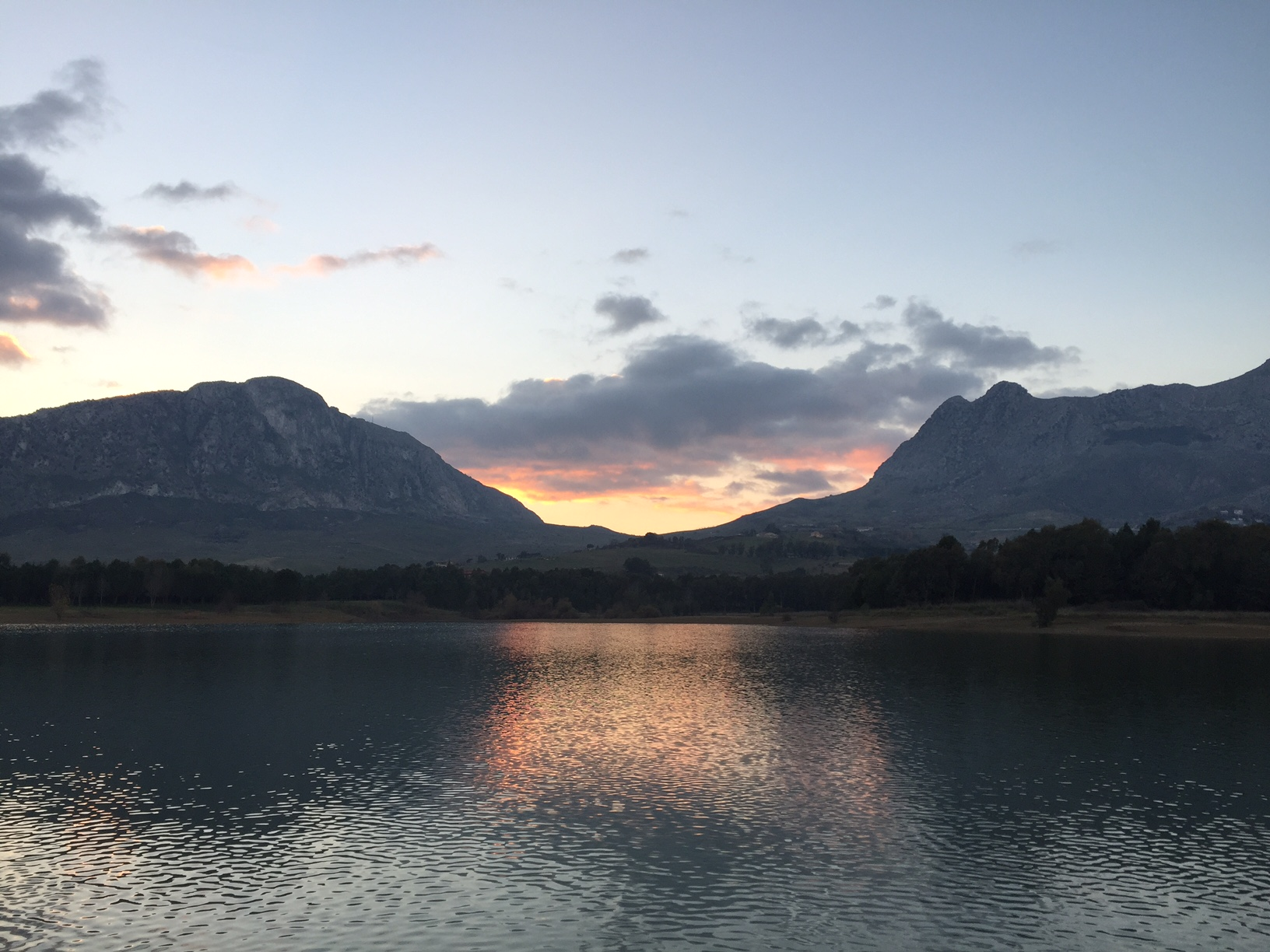
Il Lago di Piana degli Albanesi

Il lago di Piana degli Albanesi (liqeni i Horës së Arbëreshëvet), realizzato sbarrando il corso del fiume Belice Destro (lumi Honë), nel territorio del comune di Piana degli Albanesi, è uno dei più antichi laghi artificiali d'Italia. Costituitosi nel 1923 con finanziamenti S.G.E.S., oggi ENEL, l'uso prevalentemente è idroelettrico e solo in via secondaria le acque vengono adoperate a scopo irriguo e per l'approvvigionamento idrico della cittadina e della città di Palermo.
Il bacino imbrifero ha una superficie totale di 45,10 km². Il lago occupa, alla quota di massimo invaso (612 m s.l.m), una superficie liquida di 3,78 km², per ua capacità utile massima di 39,9 Mm3, ed una utile di 33 Mm3, presenta una profondità massima di 35,8 metri ed una media di 10,6 metri.
È una delle aree di pregio ambientale affidato in gestione al WWF Italia. L'Oasi WWF Lago di Piana degli Albanesi occupa un'area di 70 ettari nella parte più settentrionale del lago; è nata nel 1999 a seguito della cessione in comodato d'uso al WWF Italia di terreni di proprietà Enel. Il lago, dal punto di vista paesaggistico e turistico, costituisce un'oasi che, insieme a lingua, rito e costumi d'appartenenza, è uno degli elementi ambientali più rappresentativi di Piana degli Albanesi.

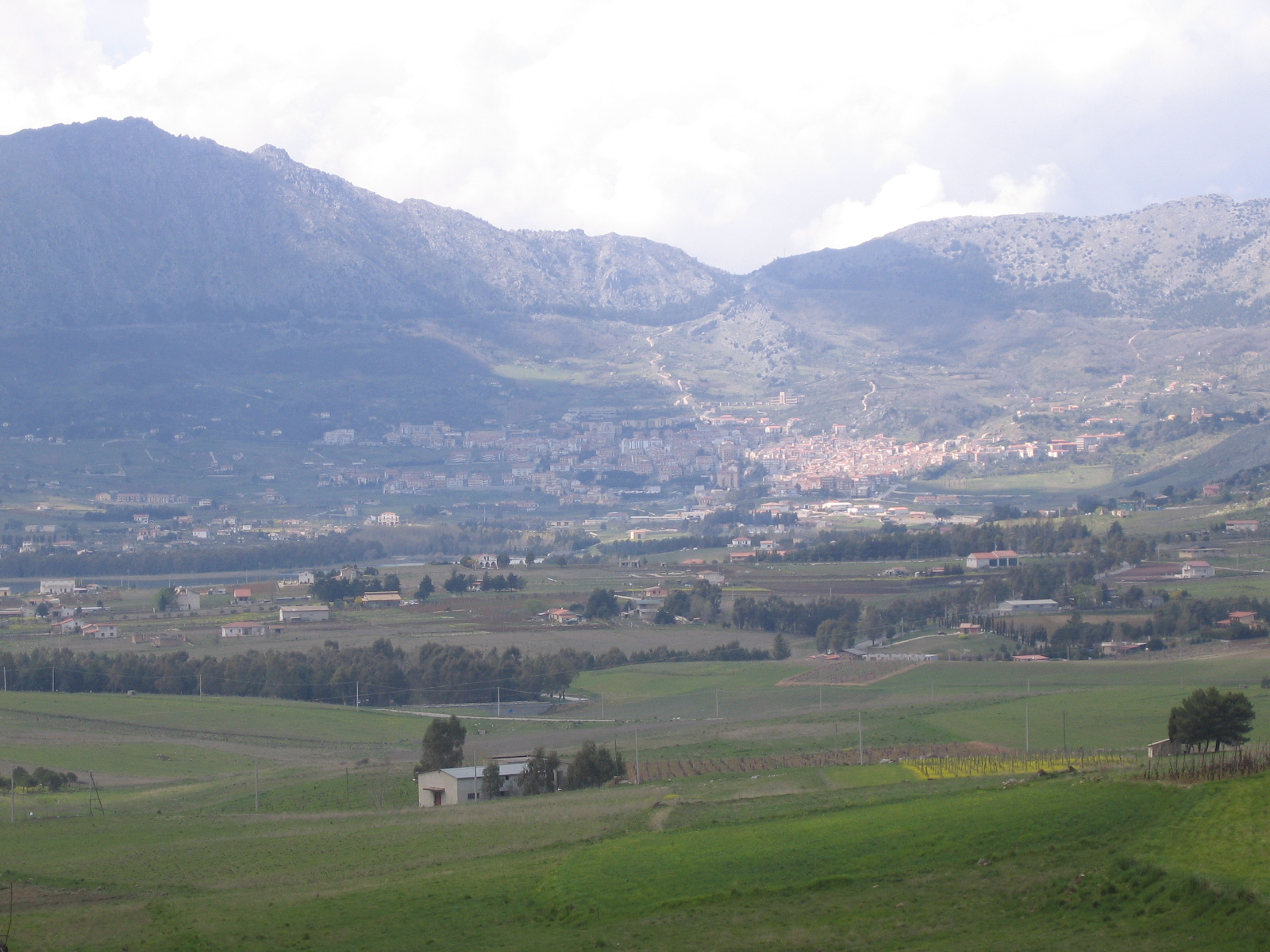
Panorama di Piana degli Albanesi dalla parte orientale della Fusha, contornata dalla riserva naturale orientata Serre della Pizzuta

Riserva naturale orientata Serre della Pizzuta
La riserva naturale orientata Serre della Pizzuta è un'area protetta del dipartimento regionale di Sicilia, situata nel territorio comunale di Piana degli Albanesi ed istituita con Decreto Assessoriale 744/44 del 10 dicembre 1998. È affidata all'Azienda Forestale della Regione Siciliana e gestita dall'Ispettorato Ripartimentale delle foreste.
L'area ha superficie a terra di 414,37 ha. Presenta altezza massima a metri 1333 con il monte Pizzuta, a seguire Maja e Pelavet (m 1279) e Costa di Carpineto (m 1188).
Nella grotta del Garrone il peculiare microclima ha favorito la sopravvivenza di felci molto rare per l'isola: la lingua cervina (Phyllitis scolopendrium) e la scolopendria emionitide (Phyllitis sagittata).

## Società

### Evoluzione demografica
| Evoluzione storica della popolazione |        |
| 1598                                 | 3.699  |
| 1652                                 | 3.864  |
| 1714                                 | 4.605  |
| 1861                                 | 7.334  |
| 1881                                 | 9.033  |
| 1921                                 | 10.162 |
| 1951                                 | 7.239  |
| 2001                                 | 6.227  |
| 2011                                 | 6.010  |
| 2021                                 | 5.703  |

Abitanti censiti

Le ricerche storiografiche non sono ancora riuscite a precisare il numero dei profughi albanesi giunti verso la fine del XV secolo. L'edificazione del casale fu pertanto relativamente rapida, tanto che a questo primo gruppo si aggiunsero, tra il 1532 e il 1534, altri profughi albanesi provenienti da Corone e Modone. La crescita sia demografica che economica fu costante, ciò dovuto anche all'arrivo costante di nuovi nuclei di esuli albanesi che si stabilirono nella cittadina.
L'epidemia del 1624 che si abbatté in Sicilia e le continue carestie infierirono sullo sviluppo demografico. Uno dei momenti più critici si ebbe verso la fine del XVII secolo, quando un folto gruppo di arbëreshë decise di trasferirsi con le proprie famiglie nel vicino feudo di Santa Cristina, di proprietà dell'Arcivescovado di Palermo, per edificarvi un nuovo casale. Lo spostamento interessò più di un centinaio di albanesi, i cui nomi sono indicati nei capitoli approvati nel 1691.
Con maggiore evidenza si riscontra dal Settecento sino all'Unità d'Italia un positivo incremento demografico, sino ad arrivare, seppur colpita dal fenomeno dell'emigrazione verso le Americhe o gli stati europei, al picco della popolazione nella prima metà del '900. Dalla seconda metà del XX secolo la popolazione si mantiene abbastanza stabile.
Se si considerano i numerosi arbëreshë che per ragioni di lavoro sono residenti da cinque decadi a Palermo, la popolazione effettiva di Piana degli Albanesi ha come numero di abitanti almeno 10 mila individui, questi mai distaccati dal paese di origine, verso il quale ritornano frequentemente e con regolarità vi dimorano.

### Etnie e minoranze straniere
Secondo i dati ISTAT al 31 dicembre 2023 la popolazione straniera residente era di 215 persone. Le nazionalità principali erano:
- Romania 51
- Albania 34
- Niger 29
- Gambia 14
- Costa d'Avorio 13
- Bangladesh 12

Una florida comunità albanese d'Albania di recentissima immigrazione, post caduta del regime comunista del 1990, convive ed è bene integrata nel tessuto sociale di Piana degli Albanesi, con la creazione di una comunità di arbëreshë che raccoglie al suo interno un nucleo radicato di shqiptarë.
Tra il 1997 e il 2002 il comune e l'Eparchia di Piana degli Albanesi hanno dato accoglienza e aiuto agli albanesi del Kosovo colpiti dalla guerra.
Da altri fenomeni di guerra e rivolta quali la Primavera araba, che hanno interessato il Nord-Centro Africa e determinato imponenti flussi migratori verso l'Europa, con accordi a partire dal 2011-2012 sino a un massimo di sei anni, Piana degli Albanesi ha accolto, e in parte accoglie ancora, cittadini libici, maghrebini ma anche della Costa d'Avorio e di altre parti dell'Africa. Alcuni di questi, pur se solo momentaneamente nella cittadina, hanno imparato ad esprimersi nella lingua albanese locale.
Identità
(Così oggi, come in ogni tempo, un desiderio ha il cuor nostro, Albanesi e Cristiani di rimaner sempre; dall'inno O mburonjë e Shqipërisë.)

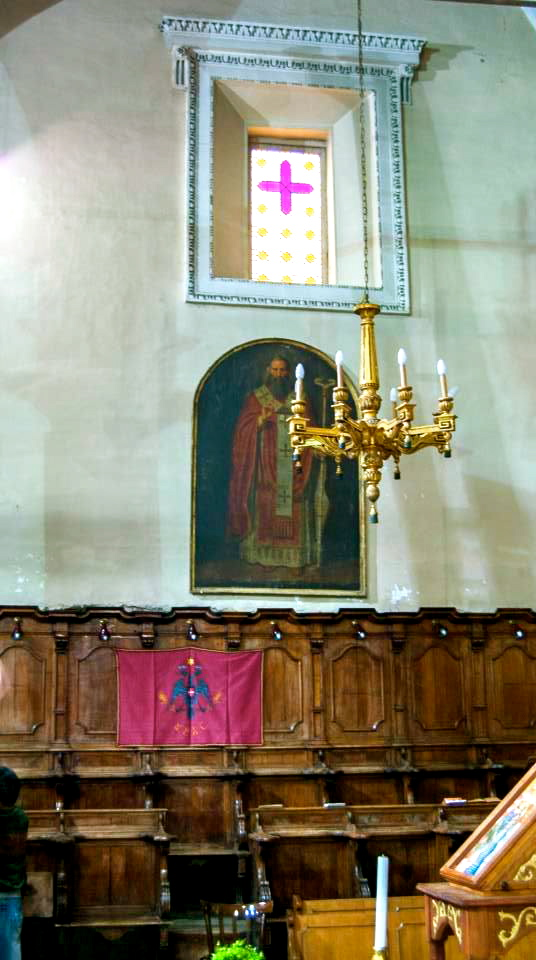
Bandiera albanese nella cattedrale durante la Settimana Santa

La composizione etnica di Piana degli Albanesi si distacca significativamente da quella dell'ambiente circondario; la percentuale etnica albanese è pressoché il totale dei residenti. La popolazione costituisce un sistema socioculturale arbëresh, che configura un sistema storicamente consolidato e dotato di un profilo autonomo nel territorio. L'origine unica e peculiare, con i forti connotati storici, culturali e valoriali costituiscono punti specifici della comunità, d'altra parte il fattore territoriale rende esemplare il valore dell'interculturalità ormai perfettamente integrata. Un passo avanti in tal senso è rappresentato dalla definizione delle minoranze etno-linguistiche attraverso la legge statale n. 482 del 15 dicembre 1999.
L'identità arbëreshe, temperata in terra straniera (te dheu i huaj), ne suggella il forte carattere autoctono. Gli assi portanti della comunità sono: la lingua arbëreshe, il rito bizantino, i costumi e gli usi tradizionali, la storia. La componente sociale è stata la forza endogena di Piana degli Albanesi: l'intellighentia arbëreshe, papàs in primo luogo ed esponenti della vita politica e culturale, attraverso istituzioni e l'operato di numerosi uomini illustri, hanno operato con zelo per difendere le peculiarità identitarie. Il mantenimento dello status arbëresh, come in ogni realtà identitaria, si confronta quotidianamente con il trasformismo socioculturale e se una volta ignorarsi a vicenda fra albanesi e siciliani era il modo di conservare ognuno le proprie specificità, le attuali dinamiche territoriali non lo consentono nella misura in cui il sistema-mondo si esprime mediante relazioni dal locale al sovra-locale.
Gli specifici culturali, quali rito, lingua e costumi, vengono tuttora mantenuti vivi da tutta la comunità, grazie ad una forte e radicata tradizione popolare in cui l'etnia albanese di questo popolo è legato e si riconosce, e da istituzioni religiose e culturali che contribuiscono validamente alla salvaguardia e alla valorizzazione del patrimonio avito.

### Lingue e dialetti

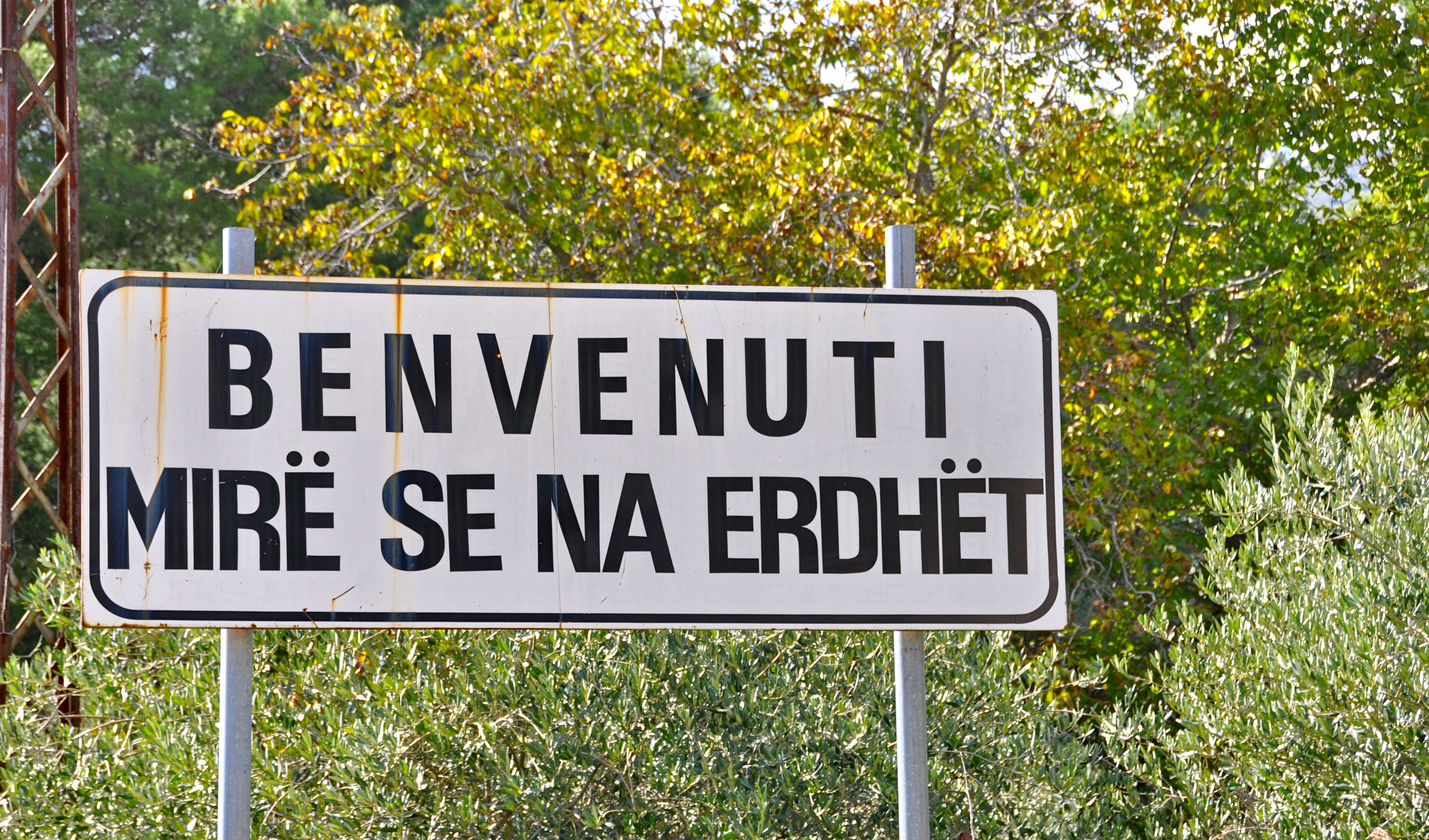
Tabella bilingue all'ingresso dell'abitato

Insegne bilingui in italiano e in albanese

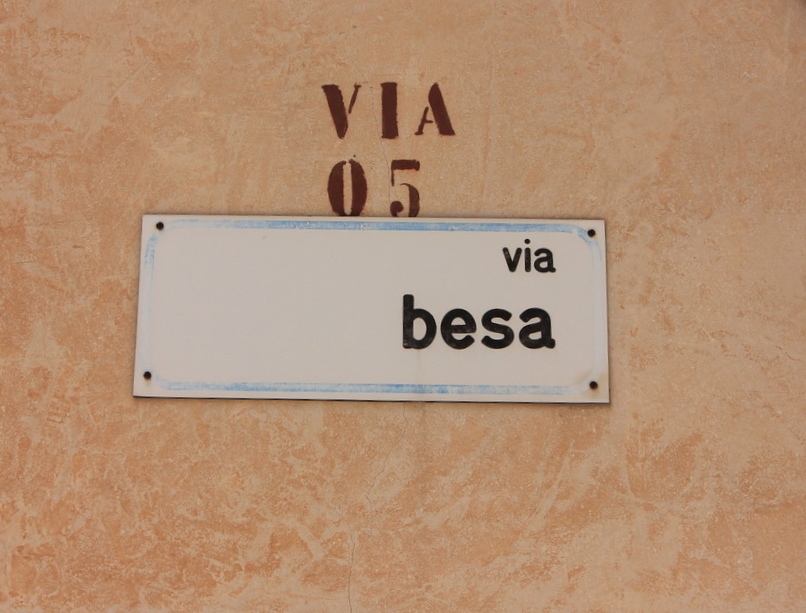
Via Besa (parola albanese, equivalente a "fede", è uno dei principi cardine del Kanun)

La traccia più evidente della forte identità etnica di Piana degli Albanesi è la lingua albanese (gluha arbëreshe, arbërishtja), anche presente nella toponomastica stradale, le segnaletica bilingue e le insegne delle attività commerciali e delle associazioni.
La parlata di Piana degli Albanesi, pur con le sue particolarità fonetiche e morfo-sintattiche, appartiene, come le altre parlate arbëreshe dell'Italia meridionale, al gruppo dialettale tosco diffuso nel sud dell'Albania. La lingua albanese costituisce ancora oggi la lingua madre ed è il veicolo di comunicazione principale. I cittadini sono bilingui, in grado di utilizzare l'albanese e l'italiano.
Piana degli Albanesi dispone di un nutrito repertorio orale e scritto di proverbi (fjalë t'urta), modi di dire (fjalë të moçme) e filastrocche (vjershë për fëmijë); diversamente, per ovvie ragioni, è più modesta quella delle favole (pullaret) e dei racconti (rrëfimet) a sfondo mitico e leggendario che hanno una comune matrice balcanica.
Tramandata da generazione in generazione (brez pas brezi) quasi del tutto oralmente, essa ha espresso una notevole produzione letteraria, studiata nella stessa Albania. La famiglia, l'ambiente familiare, insieme alla Chiesa Italo-Albanese, sono i diretti depositari e tutori della lingua albanese, che in questo modo continua ad essere la lingua madre degli italo-albanesi, fin quando il bambino/a non impara anche l'italiano dalle scuole elementari.
La lingua, a partire dai primi decenni del secondo dopoguerra, è seriamente minacciata da un costante processo di assimilazione e da un progressivo passaggio alla diglossia italiano-albanese con l'albanese in posizione tendenzialmente subordinata.
Attualmente, inoltre, le forti pressioni omologatrici, esercitate dalle culture dominanti mediante i nuovi sistemi tecnologici di comunicazione, sono divenute ancora più aggressive con rischi ulteriori per la sopravvivenza delle peculiarità culturali e linguistiche delle comunità albanesi d’Italia.
Da qui la necessità e l'imprescindibilità di una battaglia culturale sempre più impegnativa e costante. Una battaglia che, iniziata nel 1950 con la presentazione del primo progetto di legge per l'insegnamento della lingua albanese nelle scuole elementari nei comuni di origine albanese della Sicilia, solo recentemente ha potuto produrre il riconoscimento giuridico a livello europeo, nazionale e regionale delle minoranze linguistiche.
Con la legge regionale 26 del 1998, "Provvedimenti per la salvaguardia e la valorizzazione del patrimonio storico, culturale e linguistico delle comunità albanesi di Sicilia", la Regione siciliana tutela la lingua e la cultura della popolazione appartenente alla minoranza linguistica albanese, riconosciuta dalle leggi della Repubblica. Con la legge statale 482 del 1999 la lingua albanese è pienamente riconosciuta e tutelata dalla legislazione italiana e dalle leggi regionali, in ambito amministrativo locale e dalle scuole dell'obbligo quale lingua di minoranza etno-linguistica.
L'amministrazione comunale promuove e favorisce con impegno e con ogni mezzo la diffusione, la valorizzazione e I'insegnamento scolastico della lingua e della cultura albanese intesa quale fondamentale strumento di identificazione della comunità. È garantito nei rapporti con l'amministrazione comunale l'uso orale della lingua albanese, mentre l'uso scritto può essere disciplinato da apposito regolamento. Nel territorio del comune è adottato I'uso bilingue (italiano e albanese) nella toponomastica con lo spirito di sottolineare la specificità etnico-linguislica albanese.
Molto intensa è l'attività culturale tesa al mantenimento del patrimonio etnico-linguistico: si svolgono ogni anno manifestazioni teatrali in arbëreshë, esibizioni di gruppi folkloristici e musicali, ed è fiorente la produzione letteraria albanese di autori locali, conosciuti anche in Albania e in Kosovo. La lingua arbëreshe è usata inoltre in radio private e soprattutto in testi e riviste periodiche, private e istituzionali, di informazione culturale.

#### Letteratura

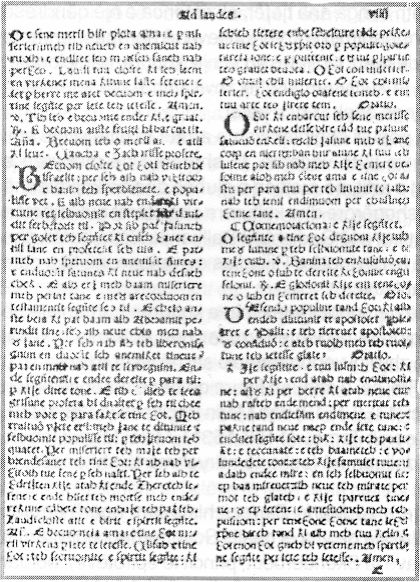
Pagina dal Meshari, il più antico documento letterario in lingua albanese, scoperto nel 1910 da mons. Paolo Schirò

A Piana degli Albanesi ebbe i natali Papàs Luca Matranga (1567-1619), autore nel 1592 della "Dottrina Cristiana" (E Mbësuame e Krështerë), la prima opera in lingua arbëreshe nella storia letteraria albanese in diaspora, e iniziatore nei primi anni del ‘600 della prima scuola nella quale si insegnava in albanese. La sua opera, benché sia una traduzione, rimane un fedele documento dell’antico dialetto tosco locale.
Verso la prima metà del XVIII secolo gli arbëreshë di Piana degli Albanesi, in una fase di grave crisi socioculturale, avviarono un profondo processo di rinnovamento spirituale e culturale grazie all’opera di P. Giorgio Guzzetta fondatore del Seminario Italo-Albanese di Palermo, l’istituto che fornì un sostegno decisivo alla salvaguardia e allo sviluppo del patrimonio religioso e culturale delle comunità siculo-albanesi.
Il Seminario svolse la sua funzione rigeneratrice formando non solo i sacerdoti di rito greco-bizantino, ma tutto il ceto dirigente e intellettuale arbëresh. Vi studiarono alcuni dei più illustri rappresentanti delle comunità: Papàs Paolo Maria Parrino, Papàs Nicolò Chetta, Mons. Giuseppe Crispi, Papàs Demetrio Camarda, Nicola Barbato, Giuseppe Schirò e molti altri ancora.
I secoli XIX e XX hanno registrato un ulteriore progresso nella cultura e nella letteratura italo-albanese. Una nutrita schiera di intellettuali, sospinta soprattutto dai principi romantici e risorgimentali, si interessò della storia, della lingua, delle tradizioni poetiche popolari.
Gli arbëreshë d’Italia, e quelli di Piana degli Albanesi in particolare, contribuirono in questo periodo con sforzi ammirevoli alla rinascita storica e culturale dell’Albania che tornava ad essere nazione dopo oltre cinque secoli di dominazione turca.
Figure di intellettuali arbëreshë della cittadina ricoprirono in questa missione un ruolo di primissimo piano. Tra questi spicca la figura e la personalità di Papàs Demetrio Camarda autore del celebre "Saggio di grammatologia comparata sulla lingua albanese" (Livorno, 1864) e dell'"Appendice" (Prato, 1866) che costituiscono i primi monumenti della cultura italo-albanese. Il Saggio costituisce il primo tentativo scientifico e sistematico di studio della lingua albanese fondato sulle più moderne teorie linguistiche del tempo. Lo sforzo del Camarda, pur oggi scientificamente superato, contribuì però al riconoscimento della nazionalità albanese mediante il conferimento alla sua lingua di dignità e indipendenza fino ad allora negate. Nell'Appendice raccolse il meglio della tradizionale poesia popolare delle comunità albanesi d’Italia fornendo un'ulteriore dimostrazione dell'antichità di quella cultura. Camarda, oltre ad essere studioso e uomo di fede, fu anche convinto patriota e per questa ragione dovette presto abbandonare Piana degli Albanesi a causa delle persecuzioni borboniche.
Degno continuatore dell'opera di Camarda, fu Giuseppe Schirò. Poeta, pubblicista, storico, linguista, studioso e attento raccoglitore delle tradizioni poetiche siculo-albanesi, primo professore universitario della Cattedra di lingua albanese presso l'Istituto Orientale di Napoli, lo Schirò lasciò una vasta produzione letteraria.
I suoi scritti furono pubblicati dal 1887 (Rapsodie Albanesi) al 1923 (Canti tradizionali). Tra le sue migliori produzioni poetiche si ricordano il giovanile idillio "Milo e Haidhe" che conobbe diverse edizioni e una traduzione in francese, i poemi "Te dheu i huaj" (In terra straniera) edito nel 1900 e nel 1947, e "Këthimi" (Il ritorno) pubblicato postumo nel 1965. Al centro delle sue tormentate riflessioni poetiche si collocano i motivi della letteratura italo-albanese avviata dal calabro-albanese Girolamo De Rada.
Alla poliedrica e inesauribile attività culturale di Schirò si devono le prime ricerche storiografiche riguardanti le comunità albanesi di Sicilia e la pubblicazione di numerosi documenti inediti.

### Religione
(Tratto dal discorso pronunciato da Papa Giovanni Paolo II in occasione del suo incontro con la Comunità eparchiale, avvenuto il 21 novembre del 1982 presso la Concattedrale dell'Eparchia di Piana degli Albanesi.)

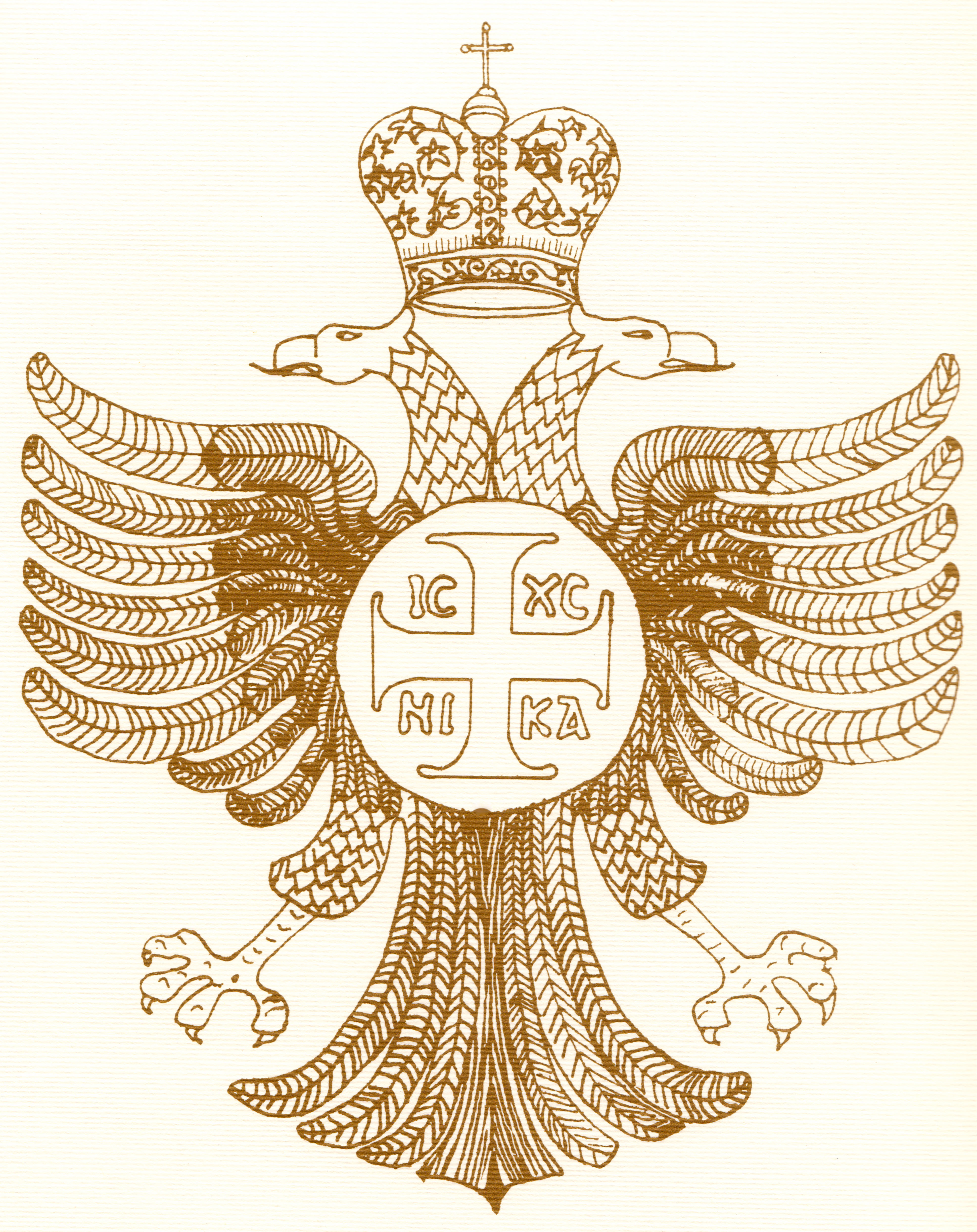
Stemma dell'Eparchia di Piana degli Albanesi

La Chiesa Italo-Albanese comprende tre Circoscrizioni ecclesiastiche: l'Eparchia di Lungro degli Italo-Albanesi per gli arbëreshë, o italo-albanesi, dell'Italia continentale, l'Eparchia di Piana degli Albanesi per gli arbëreshë di Sicilia e il Monastero Esarchico di Grottaferrata gestito da monaci italo-albanesi a Roma.
L'Eparchia di Piana degli Albanesi difende il proprio patrimonio etnico-culturale, la propria tradizione religiosa e trasmette la tradizione culturale, spirituale e liturgica della Chiesa bizantina dal tempo di Giustiniano (VI secolo). L'eparchia è stata da sempre propensa all'ecumenismo. La Chiesa Italo-Albanese, in cui è in Piana degli Albanesi una delle tre sedi, non si è mai staccata dalla Sede Apostolica di Roma ed è una rara testimonianza - insieme solo ai maroniti - della persistente unità della Chiesa cattolica nonostante la sua diversità di tradizioni.
I fedeli della Eparchia sono distribuiti in 15 parrocchie, nei seguenti cinque comuni tutti in provincia di Palermo: Piana degli Albanesi (Hora e Arbëreshëvet), Contessa Entellina (Kuntisa), Mezzojuso (Munxifsi), Palazzo Adriano (Pallaci), Santa Cristina Gela (Sëndahstina), oltre alla parrocchia concattedrale dell'eparchia di San Nicolò dei Greci alla Martorana (klisha e Shën Kollit së Arbëreshëvet) con giurisdizione personale sulla comunità albanese residente in Palermo; per una popolazione complessiva di 33 000 fedeli.
Dal 19 giugno 2023 è amministratore apostolico di Piana degli Albanesi il cardinale Francesco Montenegro.

#### Rito bizantino-greco

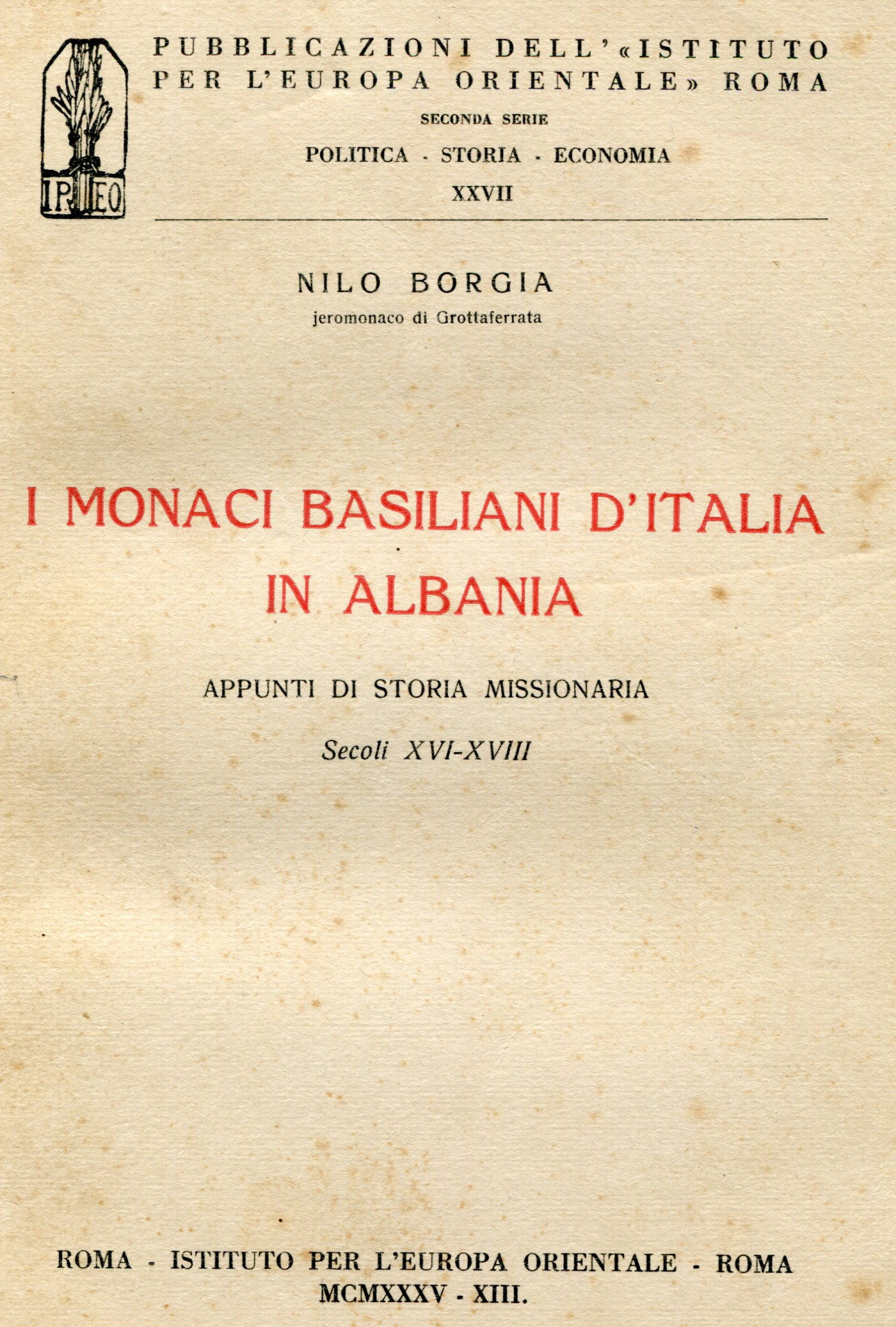
P. Nilo Borgia, I monaci Basiliani d'italia in Albania. Appunti di storia missionaria. Secoli XVI-XVIII, Roma 1935-1943

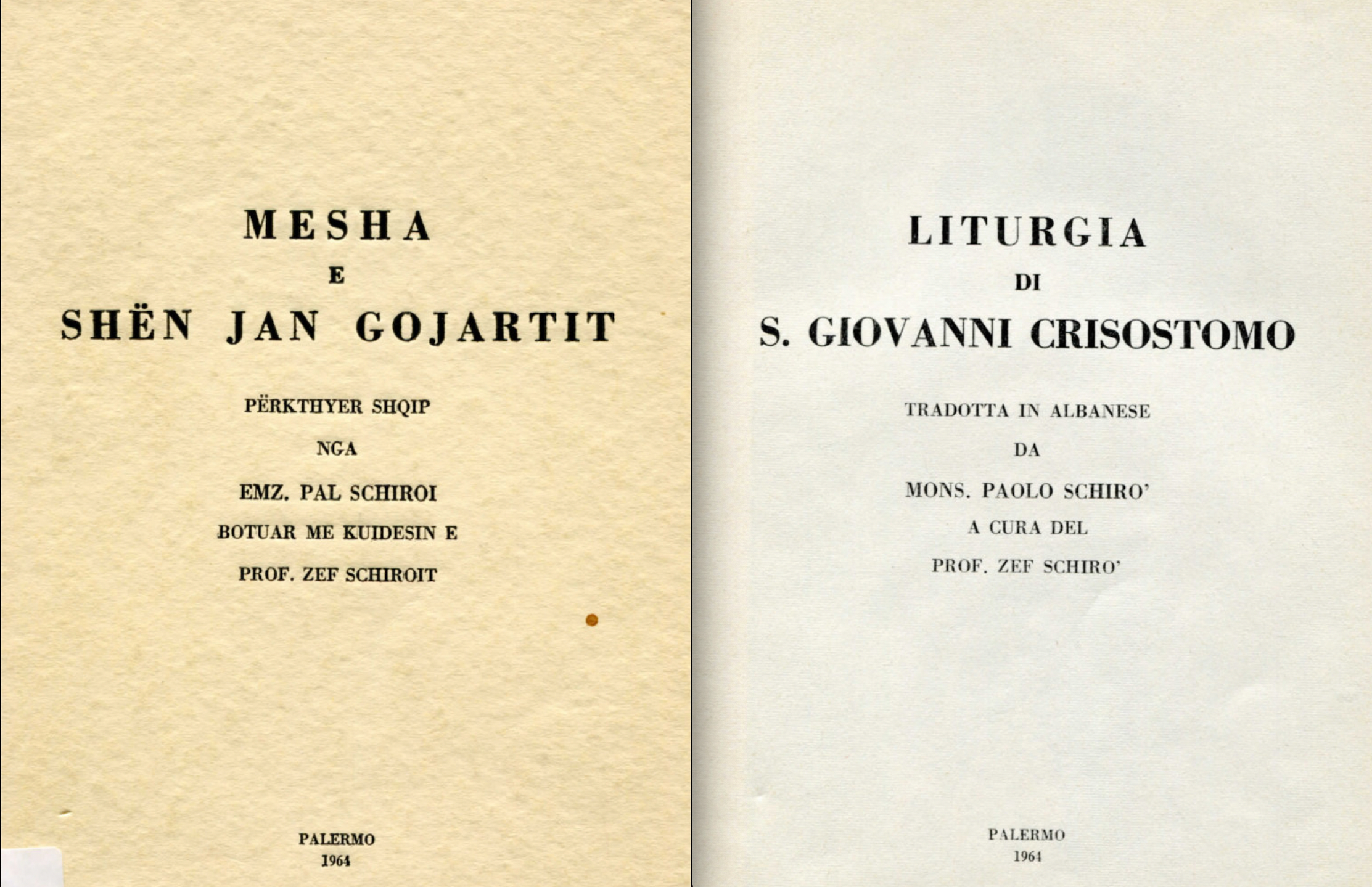
Mons. Paolo Schirò, Liturgia di San Giovanni Crisostomo in lingua albanese, Palermo 1964

Il rito religioso di Piana degli Albanesi si differenzia dalle altre Chiese di Sicilia e costituisce l'eredità più importante della Chiesa orientale di Bisanzio, da dove si propagò sino alle terre più periferiche dell'Impero Romano d'Oriente molto prima che gli albanesi le lasciassero, costretti a fuggire. 
La confessione religiosa di Piana degli Albanesi è quella cattolica, sebbene la liturgia differisce da quella latina della maggior parte del mondo cattolico in quanto Piana degli Albanesi segue un proprio rito, il rito bizantino, derivante dalla tradizione cristiana orientale della Chiesa Illirica (Illyricum), a cui appartenevano gli albanesi.
Il rito bizantino sopravvisse e si assestò nel corso dei secoli sia per l'importanza della sede di Piana degli Albanesi sia perché, oltre l'istituzione del Collegio Greco di Roma per la formazione degli italo-albanesi di rito greco, gli italo-albanesi avevano nel tempo caparbiamente fondato altre importanti istituzioni religiose e culturali, come il Collegio di Maria o il Seminario Italo-Albanese di Palermo. Altro motivo della conservazione del rito bizantino fu lo stretto legame avuto con le missioni nella Chiesa greco-cattolica albanese, con la quale la Chiesa Italo-Albanese condivide storia e tradizioni comuni.
Per la particolarità del rito e per la tradizione dell'uso della lingua franca greca antica, oltre che dell'albanese locale, nelle celebrazioni liturgiche, la cittadina fu chiamata in passato dai contadini forestieri Piana dei Greci. La forte caratterizzazione si riferisce particolarmente alla modalità, ai simbolismi, alle forme solenni e grandiose delle celebrazioni e delle sacre funzioni.
Il rito bizantino italo-albanese, già detto "rito greco" o "rito greco-bizantino" e noto anche come "rito orientale", assieme alla lingua albanese e ai costumi tradizionali "nazionali", costituisce il tratto più importante dell'identità arbëreshe. Ancora oggi gli splendori orientali sono rievocati nei solenni Pontificali, dalla ricchezza dei paramenti sacri indossati dal gran numero di celebranti, i quali ripetono gli antichi gesti carichi di simbolismo e dai particolari canti che sono tra i più incontaminati ed antichi. Gli Uffici divini sono più lunghi e solenni; al canto dei salmi si alternano lunghe letture di testi biblici; allo stare in piedi, le prostrazioni profonde; ai colori dorati dei paramenti, quelli rossi e quelli violacei; alle musiche gioiose, quelle meste e solenni. In questo contesto maestoso, tutto ha un significato: i gesti, i canti, le processioni, i fiori, i profumi, gli incensi.

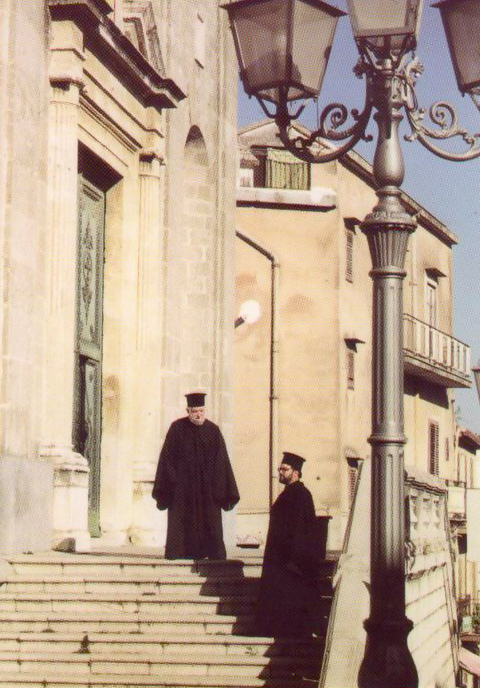
I sacerdoti italo-albanesi di rito bizantino (papàs)

Il clero della comunità è organizzata in un'Eparchia retta da un Eparca, che viene designato dalla Sede Pontificia e ha rango di vescovo. Nelle cerimonie più solenni veste i paramenti ortodossi come il tipico copricapo (mitra) e il pastorale (ravhdes) sormontato da due teste di serpente contrapposte che si fronteggiano, simbolo della prudenza evangelica. I sacerdoti (papàs/zoti prifti) portano, in genere, i capelli lunghi con la coda (tupi), indossano abitualmente il tipico copricapo cilindrico nero (kalimafion) e hanno la barba lunga.
Per il cristiano di rito bizantino la ricchezza di simbolismi non è altro che un mezzo di conoscenza semplice ed immediato di Dio. Le sacre liturgie sono quelle scritte dai Padri della Chiesa: quella di San Basilio per il primo di gennaio, la sera della vigilia di Natale (Krishtlindje) e dell'Epifania (Ujët e pagëzuam) a conclusione del digiuno, le domeniche di Quaresima (Dielljat e Kreshmës) e il giovedì e il sabato santo; e quella di San Giovanni Crisostomo nelle altre occasioni. Le manifestazioni religiose si svolgono lungo tutto l'anno, ma raggiungono il loro culmine nella celebrazione della Settimana Santa (Java e Madhe), evento religioso di fortissima spiritualità, il più grande avvenimento del calendario bizantino. In essa, infatti, trova giustificazione tutto il discorso escatologico e ogni motivo di speranza, come canta il famoso inno del Christòs anèsti / Krishti u ngjall (Cristo è risorto):
(GRC)  ·  (ALB)

(Cristo è risorto dai morti, con la morte ha calpestato la morte e a quanti giacevano nei sepolcri ha donato la vita.)

### Tradizioni e folclore
Durante l'anno sono varie e numerose le manifestazioni religiose e popolari. Tra le feste popolari ha particolare rilievo il Carnevale (Kalivari), mentre tra le usanze è rilevante il 19 marzo il Falò di San Giuseppe (Lluminarji).

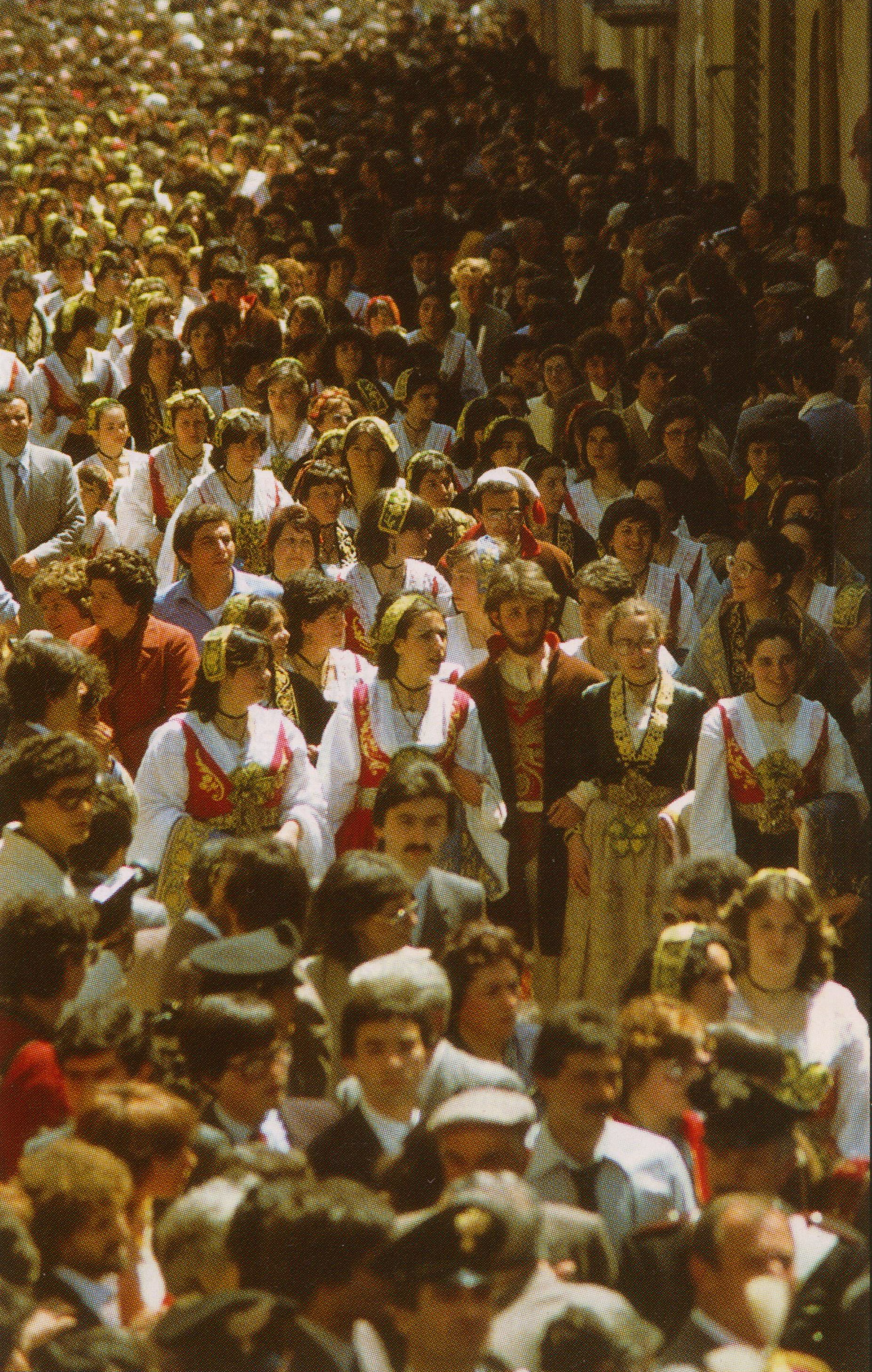
Il folto corteo nei costumi tradizionali albanesi conclude la Settimana Santa

Le feste religiose, che seguono il calendario bizantino, sono molto sentite (ad es. la Quaresima: Kreshmët; il Lazëri, ovvero la rievocazione della Resurrezione di Lazzaro la sera del venerdì precedente la Settimana Santa; la Pasqua: Pashkët; il Natale: Krishtlindjet). Momenti religiosi che godono di ampia partecipazione sono la quindicina alla Madonna SS. Odigitria, dedicato alla solennità della Madre di Dio nella chiesa rurale omonima e nel santuario in piazza, dal 1º al 15 agosto, e il Moi i Otuvrit, evento liturgico svolto in lingua albanese nella chiesa del Rosario. Abitualmente, nel mese di giugno, ha luogo dalla cittadina un pellegrinaggio notturno verso la Madonna di Tagliavia (Shën Mëria e Tajavisë), per partecipare alla messa mattutina. Sempre nel mese di giugno, tra il 24 e il 29, si svolge il rito di S. Giovanni e S. Pietro (Riti i Shën Janit e i Shën Pjetërit), con la benedizione di vari altarini per il centro abitato.
Le feste dei santi patroni sono: il 2 settembre ricorre la Patrona Maria SS. Odigitria (Ndihma Shën Mëria e Dhitrjes); il 26 ottobre San Demetrio Megalomartire (Shën Dhimitri i Madhi Dëshmor), data di festa di tutta l'eparchia; il 23 aprile San Giorgio Megalomartire (Shën Gjergji i Madhi Dëshmor). Esse sono momenti di grande richiamo per i fedeli di rito bizantino, così come latino. In modo particolare, la festa dell'Odigitria il 2 settembre, che gode un'ampia devozione fra gli albanesi della Hora e di tutta la Sicilia, ha avuto pellegrini forestieri, alchè - fino a circa all'Unità d'Italia - fu dato loro la possibilità di soggiornare nella cittadina nella sola data festiva.
In occasioni particolari, le donne di Piana degli Albanesi accorrono indossando i corredi più ricchi (Ujët të pagëzuam: Epifania, E Diellja e Rromollidhet: Domenica delle Palme, Java e Madhe: Settimana Santa, matrimonio, battesimi, feste patronali, ecc.). Le spose, nel giorno del loro matrimonio (martesa), accompagnate da damigelle in abito tradizionale, vestono completo di tutti i suoi elementi il ricchissimo costume femminile finemente ricamato.
Negli anni '80 è stato formato il gruppo folcloristico "Shqiponjat" (le Aquile), che ha partecipato a vari eventi musicali europei e riconosciuto nel 1988 al Festivali Folklorik Kombëtar i Gjirokastrës.
Epifania

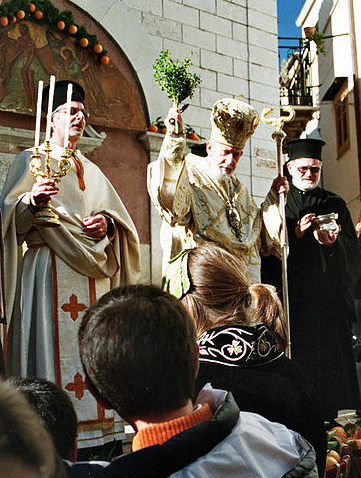
L'Eparca Sotìr Ferrara e il clero nel 2007 durante la celebrazione della Teofania presso la Fontana Tre Cannoli

Il 6 gennaio, festa cristiana dell'Epifania o Teofania (Ujët të pagëzuam, lett. benedizione delle acque), celebra la rivelazione di Dio incarnato come Gesù Cristo. Presso la fontana dei Tre Cannoli, l'eparca e i sacerdoti, dopo aver celebrato in cattedrale la liturgia eucaristica, rievocano nel canto në Jordan la discesa dello Spirito Santo nel Giordano il giorno del battesimo di Cristo. L'eparca immerge nell'acqua della fontana per tre volte la croce, reggendo con l'altra mano il candelabro a tre ceri e un rametto di ruta.
Nell'occasione di festa occorrono donne in costume tradizionale di Piana degli Albanesi, accompagnate dagli uomini nelle varie tipologie del costume albanese. Alla fine della cerimonia una colomba, simbolo del presente Spirito Santo, viene fatta scendere dal tetto dell'antistante chiesa dell'Odigítria. È usanza, dopo la benedizione, donare ai fedeli le arance, simbolo di rinascita, implicita anche nel rito del battesimo. 
Carnevale
Il Carnevale (Kalivari) di Piana degli Albanesi è vissuto in maniera diversa dalle solite usanze del periodo. Ricorre dall'indomani dell'Epifania al mercoledì delle Ceneri ed è, per definizione, festa "trasgressiva" nella quale la normalità viene temporaneamente accantonata per dare libero sfogo al gioco e alla creatività. Il Carnevale, trovandosi in inverno, periodo del freddo e un tempo non lontano della fame, rappresentava la festa popolare più importante dell'anno.
È tradizione locale che esclusivamente le donne indossano una maschera o un abito da carnevale per non essere riconosciute e, quindi, invitare al ballo gli uomini.
Settimana Santa
La Pasqua Albanese (Pashkët Arberëshe) costituisce il momento più importante di Piana degli Albanesi. Per la complessità dei riti sacri, la sontuosità e la raffinatezza degli abiti femminili tradizionali, unite alle manifestazioni folcloristiche, è occasione massima in cui ogni arbëresh ritrova le proprie radici di fede e d'identità. Nell'occasione, la comunità si ritrova in tutta la sua interezza e accorrono fedeli e visitatori da tutto il mondo.

### Istituzioni, enti e associazioni
A Piana degli Albanesi, hanno avuto sede molte istituzioni relative all'aspetto culturale albanese arbëresh. Sin dal XVII secolo uomini e istituzioni hanno operato per la tutela e la valorizzazione del proprio patrimonio culturale. Era la intellighentia arbëreshe rappresentata dai protagonisti della vita culturale e politica: papàdhes, intellettuali e studiosi che in prima persona, attraverso le istituzioni, hanno proferito il loro impegno per la conservazione del patrimonio linguistico, etnico e religioso. Incisivo ed esemplare è stato il contributo delle istituzioni ecclesiastiche per il mantenimento e il rafforzamento dell'identità, in primo luogo il Seminario Italo-Albanese di Palermo (1734) dal 1945 a Piana degli Albanesi, attiguo alla sede dell'Episcopio.
Per quanto riguarda la sanità, nel 1668 venne fatto edificare l'Ospedale lungo il corso principale. Nel 1716 fu fondato l'Oratorio (Rritiri) per l'educazione dei sacerdoti celibi di rito greco ed il Collegio di Maria nel 1733, per la formazione delle giovani donne arbëreshe. L'Eparchia di Piana degli Albanesi è stata ufficialmente designata nel 1937.

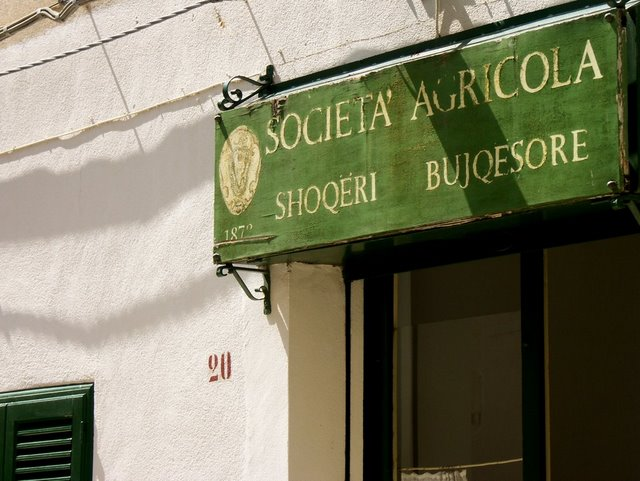
Insegna bilingue della sede della Società Agricola - Shoqëri Bujqësore, 1872

Tra il XX e il XIX secolo, segno di una più matura coscienza dell'identità, sono fiorite istituzioni a carattere scientifico-didattico, che hanno diffuso la cultura arbëreshe in ambito extra-territoriale: il Comitato italo-albanese (fine Ottocento), la Lega italo-albanese (1921) e il Centro Internazionale di studi albanesi R. Petrotta (1948). Promosse dalla Cattedra di Lingua e letteratura albanese dell'Università di Palermo sono state importanti divulgazioni scientifiche.
La cittadina è stata servita da un pubblico ospedale, cui prestarono servizio le suore basiliane italo-albanesi. Attualmente è dimesso.

## Cultura

### Istruzione

#### Biblioteche

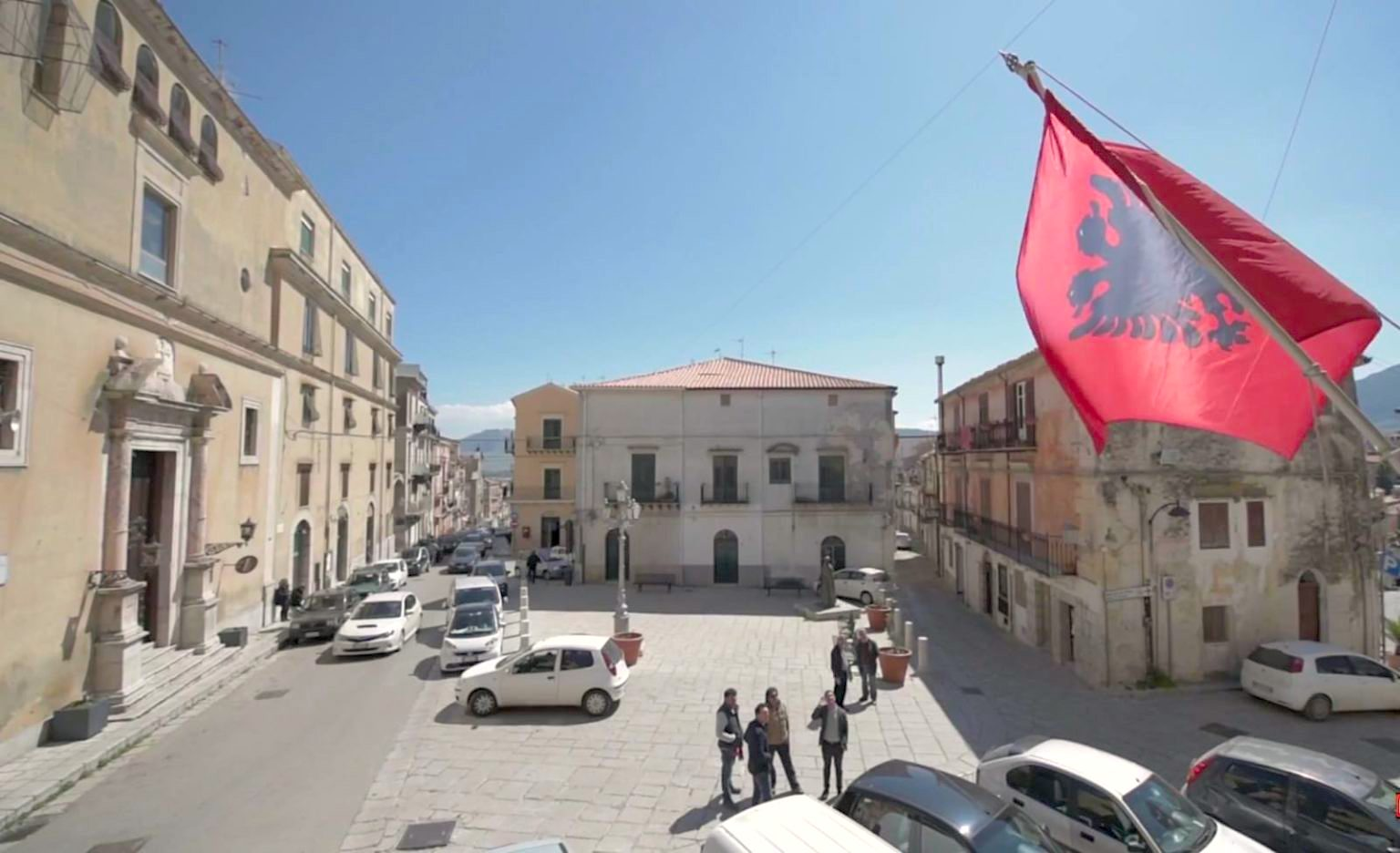
Panoramica della Piazza Vittorio Emanuele II dalla Biblioteca comunale

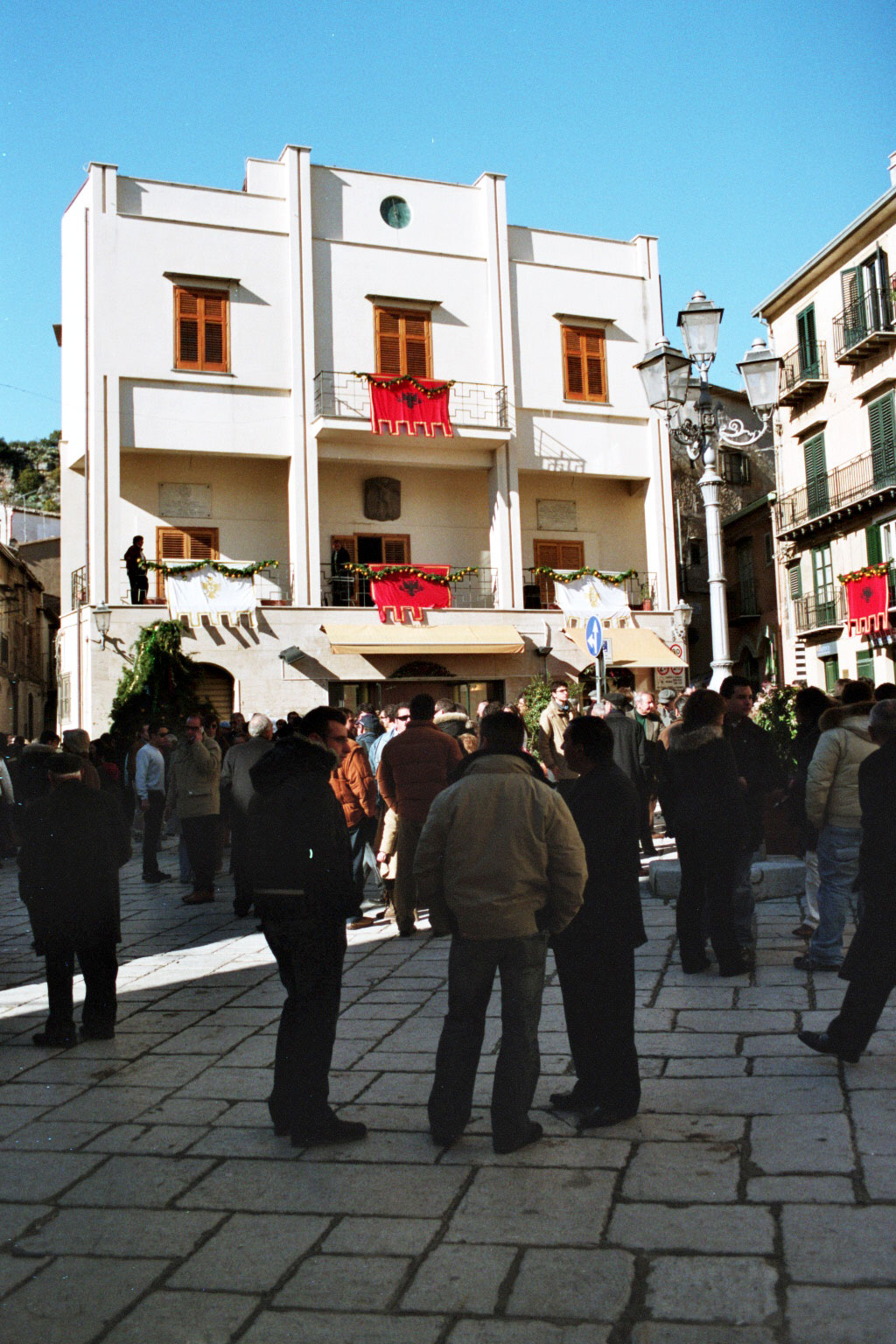
La Biblioteca comunale "G. Schirò", ex sede municipale sita nella piazza principale

La Biblioteca Comunale "Giuseppe Schirò" (Biblioteka e Bashkisë "Zef Skiroi") di Piana degli Albanesi, intitolata al poeta e letterato italo-albanese, ha sede presso l'ex sede municipale sita in pieno centro storico, nella piazza principale. Dispone di un fondo librario di oltre 30 000 titoli, cui si aggiungono 1.500 unità di materiale audiovisivo. Per valorizzare il patrimonio etnico e linguistico e specifici aspetti della storia e della cultura locale è stata creata una sezione speciale sulla cultura albanese. Si è dedicata una particolare attenzione alla valorizzazione e all'incremento delle pubblicazioni in lingua arbëreshe e in generale verso tutte le opere sulle minoranze etno-linguistiche.
Presso la sede dell'Episcopio, all'interno del Seminario, è ospitato l'importante Biblioteca dell'Eparchia di Piana degli Albanesi, con antichi libri manoscritti e materiale a stampa dai secoli XVI-XVII alla prima metà del XX secolo. La Biblioteca dell'eparchia riunisce in sé importanti fondi librari: quello del Seminario Italo-Albanese di Palermo, della chiesa di San Demetrio Megalomartire, dell'Oratorio dei Padri di rito greco a Piana degli Albanesi (Rritiri), del Ricovero degli agricoltori invalidi (Patret), dell'Episcopio e altre ancora. Si tratta di un rilevante complesso librario, superiore certamente a 10 000 titoli. Il fondo contiene anche un imprecisato, ma rilevante numero di cinquecentine, secentine e settecentine, oltre agli ulteriori volumi dei secoli XX-XXI. Il Seminario è, inoltre, la sede dell'Archivio storico diocesano, che comprende anche la parte superstite dell'archivio storico del comune andato distrutto da un incendio nei primi anni '50. La sede suddetta è utilizzata solo come luogo di conservazione e di consultazione, non di prestito, infatti, occorre precisare che la Biblioteca per motivi rigorosamente statutari si rivolge tendenzialmente ad un pubblico di utenti specializzati o comunque ad un pubblico di studiosi intenti nella ricerca scientifica.

#### Scuole
L'opera pia di personalità religiose di spicco assicurò soprattutto a Piana degli Albanesi, e in generale alle comunità albanesi dell'isola, il mantenimento e lo sviluppo della propria identità, con un continuo processo di crescita culturale già a partire dal XVI secolo.
Nel 1716 P. Giorgio Guzzetta fondo l'"Oratorio" per l'educazione dei sacerdoti celibi di rito greco e, insieme a Papàs Antonio Brancato promosse nel 1733 la fondazione del "Collegio di Maria" per la formazione delle fanciulle del paese e delle colonie siculo-albanesi fino a tempi recentissimi. Presso il Collegio, oltre all'opera di apostolato dell'asilo nido infantile, è stata per anni presente l'Istituto superiore magistrale "P. G. Guzzetta".
Il "Seminario Italo-Albanese", importante istituto del Guzzetta istituito a Palermo nel 1734, che permise lo studio e la formazione nell'osservanza del proprio rito e della propria lingua, dal 1950 fu trasferito a Piana degli Albanesi. Qui è stato assicurata l'istruzione maschile nella scuola media a tutte le comunità dell'Eparchia fino a tempi recenti.

#### Università
Piana degli Albanesi è legata all'Università degli Studi di Palermo dalla cattedra di Lingua e letteratura albanese, fondata nel 1933 da Papàs Gaetano Petrotta (1882–1952) e diretta allo studio scientifico per le comunità albanesi della provincia e in generale albanologico. La cattedra di Lingua e letteratura albanese presso l'Università degli Studi di Napoli "L'Orientale" fu fondata nel 1900 dal poeta Giuseppe Schirò (1865-1927).

#### Musei

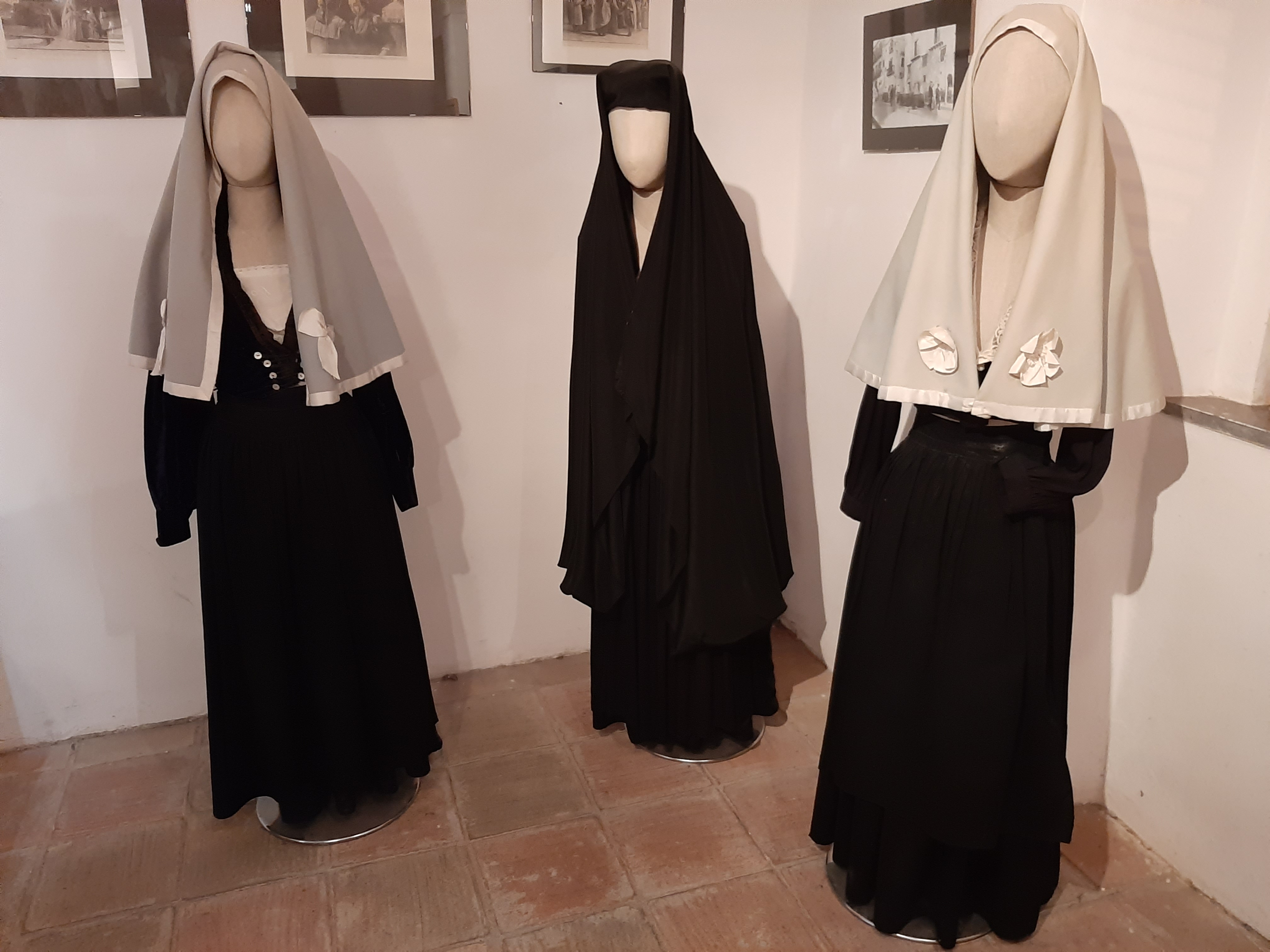
Abiti giornalieri e abito del lutto esposti al museo civico

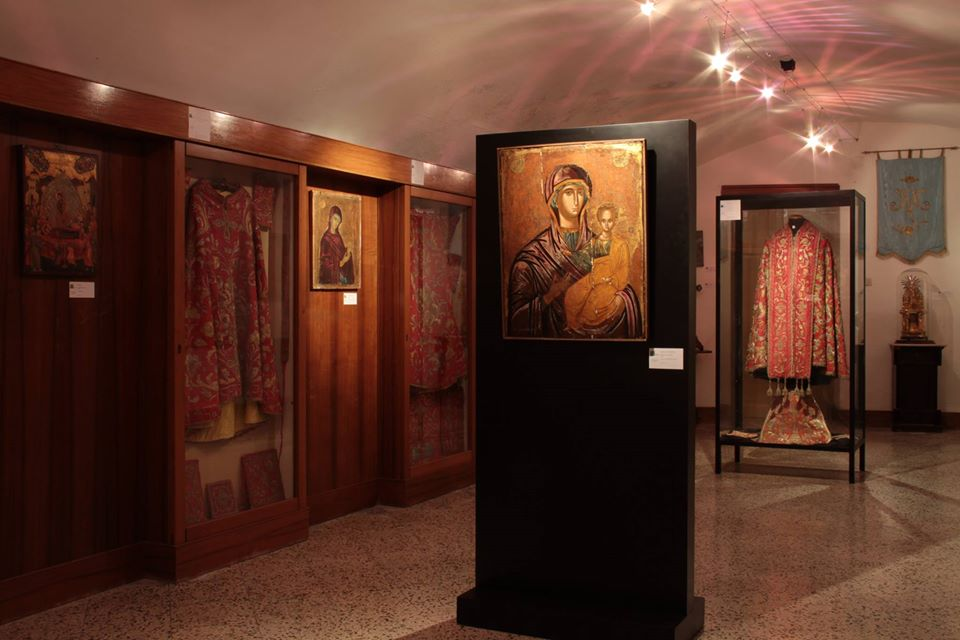
Museo del Collegio di Maria

Il Museo civico Nicola Barbato raccoglie una mostra permanente dedicata agli aspetti storici, culturali e naturalistici del territorio di Piana degli Albanesi.
Il Museo Eparchiale di Piana degli Albanesi, ospitato nel Seminario Italo-Albanese e inaugurato come "mostra d'arte sacra bizantina" nell'occasione della settimana pro Oriente Cristiano del 1957, costituisce uno straordinario strumento per accostarsi alla particolare configurazione religiosa e culturale della comunità italo-albanese, tenacemente ancorata alla fede e ad una tradizione, quanto profondamente radicata nel territorio.
Il Museo del Collegio di Maria, ospitato nei locali del collegio, annesso alla Chiesa Santuario di Maria Odigitria, ospita un'importante collezione di ricami in oro dei paramenti sacri, di icone, alcune databili al XV secolo, e di suppellettili liturgici di vario periodo. I costumi sacerdotali sono di manifattura locale, in quanto le suore Collegine, osservanti il rito orientale, hanno mantenuto, tramandato e coltivato proprio in questi luoghi l'arte del ricamo e dei costumi di foggia albanese, arte visibile negli antichi esemplari dei costumi delle donne di Piana degli Albanesi, indubbiamente legati alle feste religiose e ancora oggi indossati.
La Pinacoteca delle icone bizantine, collezione sacra d'uso liturgico della parrocchia di San Giorgio Megalomartire, già esposte al Museo civico, si trova presso i locali di Papàs Lifteri Schiadà al civico 11 di Corso Castriota.

## Media

### Arte

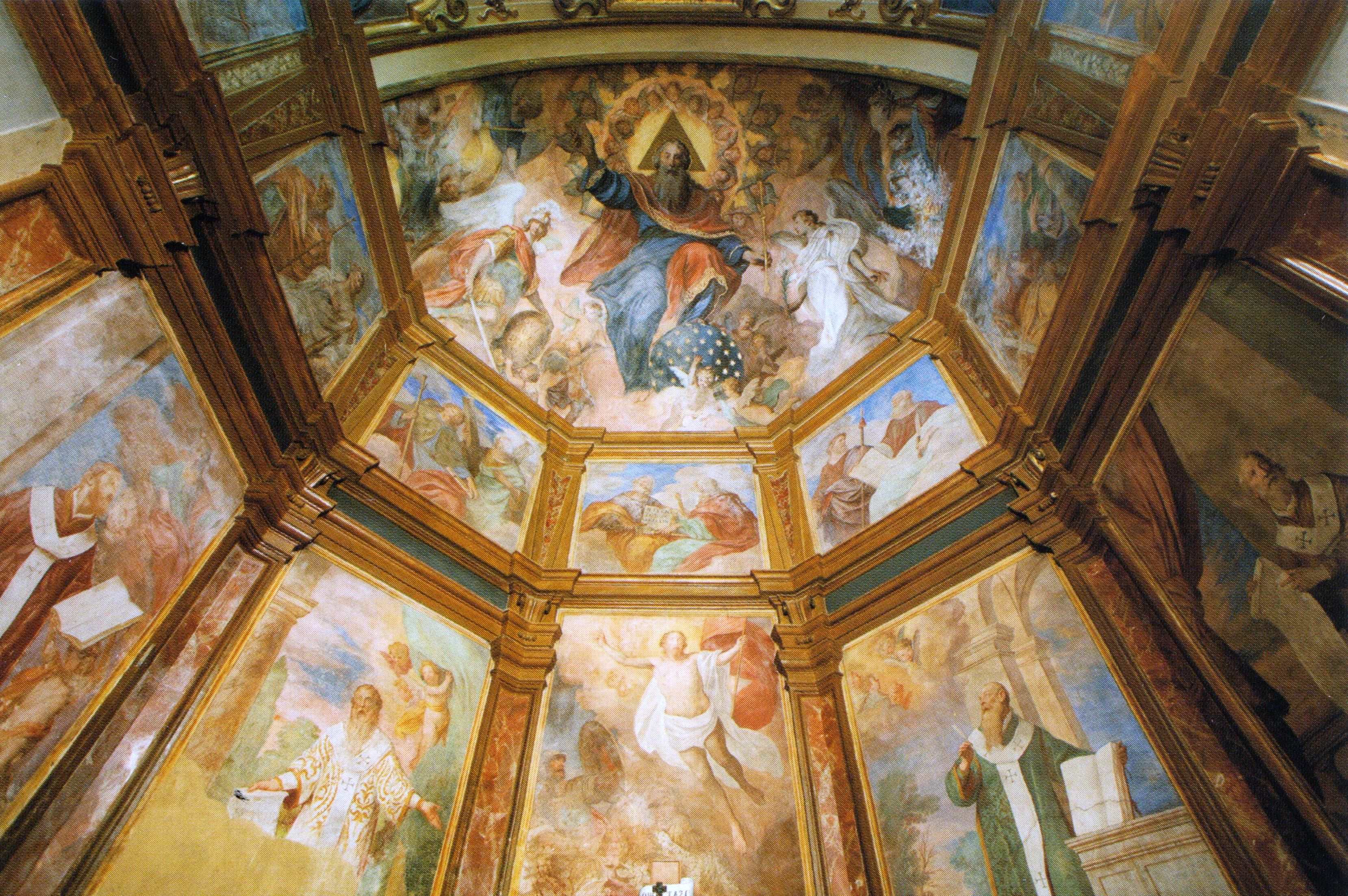
Pietro Novelli, monumentali affreschi dell'abside (1641-1644) della cattedrale di San Demetrio Megalomartire

A Piana degli Albanesi sono presenti opere d'arte appartenenti alla spiritualità della tradizione bizantina fin dagli inizi del secolo XVII. Le icone di Piana degli Albanesi sono patrimonio e tesoro dell'arte e della spiritualità bizantina, che influenzarono la Sicilia nei secoli scorsi. Esse possono essere ammirate nelle molteplici chiese di Piana degli Albanesi e sono in maggior parte di scuola cretese e siculo-albanese, a cui si aggiungono quelli più moderni in gusto bizantino di scuola locale, greco-cretese (Manusakis) e albanese (Droboniku).
Nella Chiesa di San Nicola di Mira si conserva una preziosa iconostasi con il San Nicola in cattedra, la serie dei Padri della Chiesa Orientale e il Cristo sommo sacerdote e re dei re, opera dell'iconografo Joannikios (XVII sec.); altre icone della stessa scuola si trovano nel Seminario eparchiale, elevate alla monumentalità di singolare potenza e caratterizzazione religiosa.

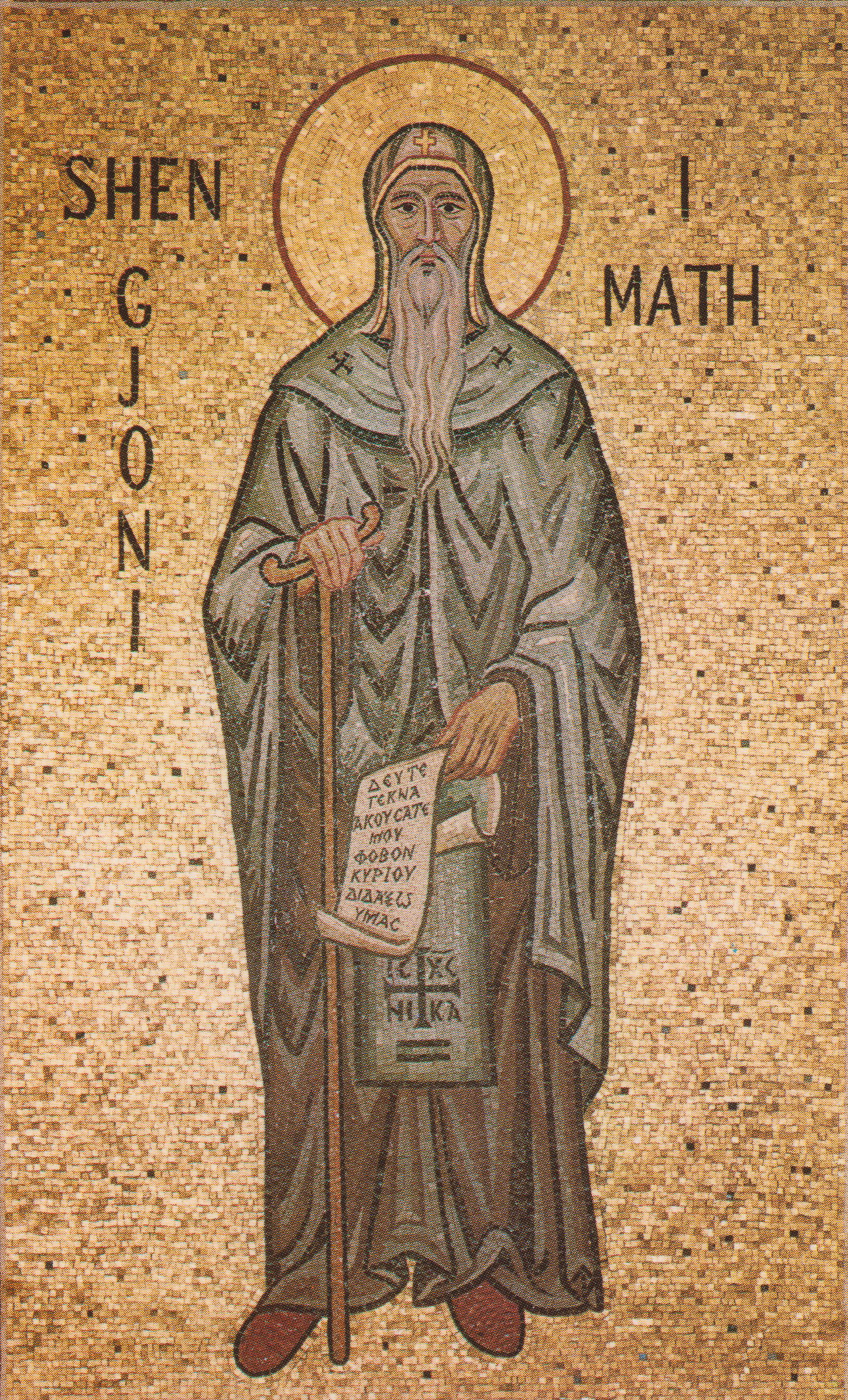
Michele Dixitdomino (XX secolo), S. Antonio il Grande, mosaico della chiesa omonima

A Piana degli Albanesi si possono ammirare antiche icone di almeno tre altri illustri iconografi: il Maestro dei Ravdà, il Maestro di S. Andrea e il Maestro della Deesis. Tuttavia essi non sono i soli iconografi, esistono icone firmate da Caterina di Candia e altre di cui si ignora l'autore, tutte corrispondenti alla tradizionale corrente bizantina.
A questa si ricollegano gli iconografi italo-albanesi locali contemporanei le cui opere si possono osservare in varie chiese, in particolare in quella di San Giorgio Megalomartire. Altre ancora sono presenti in alcune cappelle dislocate nella cittadina.
Gli iconografi contemporanei mantengono viva e continua una tradizione, spirituale oltre che artistica, che ha la forza di riproporre quei valori dell'arte e della fede che non tramontano, essendo espressioni tangibili di una viva realtà ecclesiale e sociale, che l'Eparchia di Piana degli Albanesi rappresenta come "unicum" in Sicilia.
La produzione d'arte non si limita alle sole icone bizantine, ma è plurima e variegata: tra le tante espressioni artistiche spicca il ricamo dei costumi tradizionali albanesi, patrimonio storico unico della comunità di Piana degli Albanesi. Qualche decennio fa, a cadenza temporale libera, era organizzata la rassegna d'arte Horartistike, a cui partecipano vari artisti locali con in mostra lavori di iconografia, ricamo, mosaico, pittura, scultura, grafica e fotografia.

### Cinema
Numerosi sono i film e documentari girati a Piana degli Albanesi, scelta spesso come set naturale per la sua bellezza, o riguardanti aspetti della cultura, fatti o storie della comunità.
- 1860 I mille di Garibaldi di Alessandro Blasetti (1934)
- I fuorilegge di Aldo Vergano (1949)[157]
- Colonie Albanesi in Italia di Alberto Pozzetti (1955)[158]
- Oriente Cristiano in Sicilia di P. Nazareno Taddei (1958)[159][160]
- Salvatore Giuliano di Francesco Rosi (1962)
- Il gattopardo di Luchino Visconti (1963)
- Idea di un'isola di Roberto Rossellini (1967)[161]
- Sparse gocce dello stesso sangue. Tradizioni degli albanesi d'Italia di Marina Gambini (1998)[162][163]
- 1893. L'Inchiesta di Nella Condorelli (2014)[164]

Vari documentari dell'Istituto Luce sono stati girati a Piana degli Albanesi tra il 1920 e il 1960 e più recentemente negli anni '90; un'innumerata serie di documentari e cortometraggi della Rai, da altre emittenti televisive e dalla televisione nazionale della Repubblica d'Albania, dagli anni '60 sino ai giorni nostri, hanno mostrato e parlato di Piana degli Albanesi (es. Sicilia 1943. Lo sbarco alleato di Ezio Costanzo, 2004; La montagna sul lago, della Rai, 2009; Alle porte di Palermo: Piana degli Albanesi, di Geo, 2011; Viaggio nell'Eparchia di Piana degli Albanesi, reportage di Tv2000, 2014). Un documentario greco, intitolato Piana degli Albanesi 23 Απρίλιος 1975, riprende la cittadina in un momento della festa del patrono San Giorgio Megalomartire. Non sono mancate negli annali le dirette televisive Rai della Divina liturgia secondo il rito bizantino dalla cattedrale di Piana degli Albanesi o dal suo territorio eparchiale.
Una parte del film Corleone del 1978, diretto da Pasquale Squitieri, è stata girata nei dintorni della campagna di Piana degli Albanesi, in contrada Duku, e molte delle comparse sono uomini, donne e ragazzi arbëreshë. Per la Cavalleria rusticana di Franco Zeffirelli (1982) sono stati utilizzati i costumi femminili di Piana degli Albanesi, recentemente voluti nella riproposizione teatrale della stessa al Teatro antico di Taormina (2006).
In diverse fiction e serie televisive sono stati scelti i suoi luoghi, anche se spesso le tematiche non erano realmente collegabili al luogo di per sé (es. Una sola debole voce di Alberto Sironi, 1999; La mafia uccide solo d'estate diretta da Luca Ribuoli, 2016). Il film Segreti di Stato (2003) di Paolo Benvenuti ricostruisce i fatti riguardanti la strage di Portella della Ginestra negli stessi luoghi dell'eccidio.
Nell'estate del 1995 fu svolta a Piana degli Albanesi la rassegna cinematografica Il Sasso di Barbato, che segnò il secondo momento delle celebrazioni per il centenario dei Fasci Siciliani. Nel 2007, con il progetto Albasuite, si sono presentati nove documentari sulla cultura albanese d'Italia, nei quali tre erano su Piana degli Albanesi: Sangue sperso di Rosita Bonanno, Storie arbëreshë di Mario Balsamo, Via mare Adriatico di Fatmir Koçi. Alcune scene di Nuovo Cinema Paradiso (1988) e di Baarìa (2009) di Giuseppe Tornatore sono state girate a Piana degli Albanesi.

### Costume
(Da "Arte popolare e artigianato in Sicilia. Repertorio dell'artigianato siciliano", edito nel 1966 da Salvatore Sciascia.)
Il costume tradizionale femminile di Piana degli Albanesi, come la lingua e il rito degli albanesi d'Italia, è uno dei segni più evidenti della diversità culturale arbëreshe, ed è una singolare espressione di autocoscienza locale che manifesta nella volontà di conservare identità e tradizioni.
La sua caratteristica principale è dell'essere ricamato in oro su trame ornamentali tradizionali e di essere ornato di una grande fibbia di argento sbalzato. La varietà dei colori impiegati indica anche la condizione della donna (sposata, nubile, vedova).
Il costume di Piana degli Albanesi risulta fondamentalmente costituito da una sottana ricamata (Ncilona); da due larghe maniche ricamate (mëngët ) e da un corpetto (krahët), sotto al quale vi è una camicia bianca, ricamata anch'essa (linj); su tutto il costume vengono applicati nastri di seta annodati (shkokat).
La cintura che lega la sottana alla vita, con la grande fibbia d'argento, viene chiamata brezi; il costume è completato da una cuffia ricamata (keza), e da un velo (shqepi).
Ancora ai nostri giorni, gran parte delle famiglie di Piana degli Albanesi conserva almeno un costume tradizionale, più o meno ricco di decorazioni e di applicazioni in argento o in oro. Esso viene tramandato di generazione a generazione. Tuttora vengono confezionati dalle donne che hanno appreso l'antica arte. Negli ultimi trent'anni, dopo la riscoperta delle minoranze etno-linguistiche avvenuta negli anni Settanta, si sono anche sviluppati alcuni laboratori di lavorazione che producono costumi su commissione. Piana degli Albanesi difende con dedizione e passione una secolare tradizione manifatturiera, legata all'identità storica e religiosa dei suoi abitanti.
In oltre cinque secoli di permanenza degli arbëreshë il costume tradizionale femminile ha mantenuto l'aspetto costitutivo medievale balcanico e bizantino, che emerge dall'uso dei colori accesi, dall'ampio drappeggio, dalle maniche lunghe e larghe, e dalle stoffe preziose ricamate di seta, oro e argento, ma probabilmente ha subito piccole trasformazioni con influssi nei secoli succedutisi; rendendolo così un abito raro e unico.
Legati ai vari momenti della vita delle donne, dalla quotidianità al matrimonio, scandivano i ritmi della tradizione sociale del passato. Tramandati di madre in figlia e conservati gelosamente, non sono più abiti, ma costumi, e sono strumenti di identificazione che assolvono quasi esclusivamente a funzioni simboliche circoscritte ad alcune occasioni. La perdita progressiva di questo legame ebbe inizio dagli anni quaranta, quando nel dopo guerra si introdussero in Europa nuovi vestiti pratici e leggeri. Dagli anni cinquanta e anni sessanta cadde fra le più giovani in semidisuso l'abito di mezza festa e l'abito giornaliero. Ma gli sfarzosi ed eleganti abiti, hanno conservato intatta la propria specificità, e sono indossati in occasioni particolari, quali battesimi (pagëzime), l'Epifania (Ujët të Pagëzuam), e soprattutto per le grandi festività della Settimana Santa (Java e Madhe), della Pasqua (Pashkët) e del matrimonio (martesë), ed in altre cerimonie religiose e festive (San Giorgio il 23 aprile, Madonna Odigitria il 2 settembre, l'Epifania ecc.), continuando ad essere preservati meticolosamente dalle donne di Piana degli Albanesi.
Ancora oggi, a Piana degli Albanesi la sposa veste il costume tipico albanese (Ncillona) e non veste il più comune bianco. La ricca Ncillona è completa di tutti i suoi elementi; generalmente è di rosso, mentre sono più rare di viola, bianco-avorio o verde). Il matrimonio a Piana degli Albanesi, cerimonia cattolica di rito bizantino, permette di osservare il corteo delle damigelle e della sposa in strada nei fastosi costumi tradizionali carichi di simbolismo.

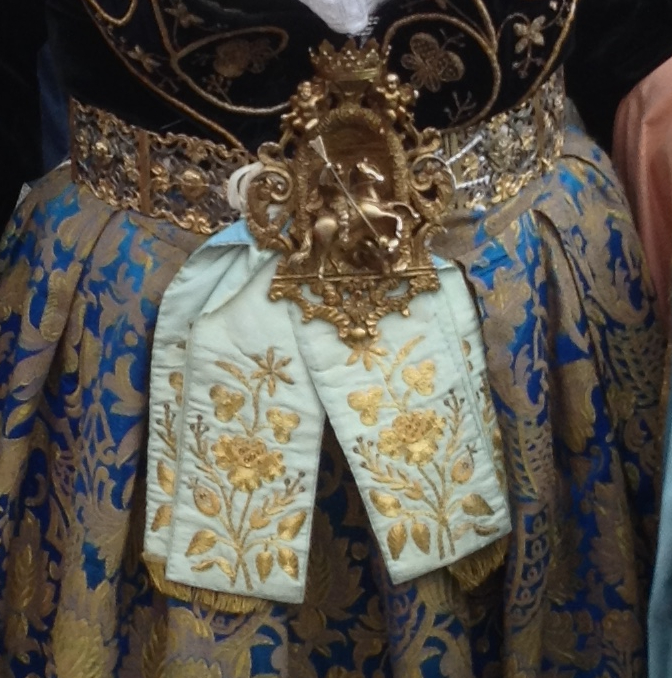
Particolare del Brezi

I costumi femminili indossati dalle donne di Piana degli Albanesi, per la finezza e il pregio dei loro ricami in oro e del loro tessuto, sono un particolare elemento di folklore e richiamano l'ammirazione dei turisti che, specialmente in occasione delle grandi feste, visitano la cittadina. Il massimo esempio di bellezza è il costume nuziale, che rende particolare e prezioso l'evento religioso greco-cattolico. Unici nel loro genere, gli abiti da sposa sono composti da una gonna e corpetto di seta rossa con ricami floreali in oro e separati da una assai ammirata cintura di argento (brezi), in genere del peso di più di un chilogrammo, costituita da varie maglie lavorate del prezioso metallo, con al centro, scolpita in rilievo, una figura di un Santo orientale venerato, comunemente San Giorgio, San Demetrio o Maria Odigitria (ma anche San Vito o l'Assunta, a seconda della provenienza rionale della famiglia); sul capo il velo (shqepi) e il copricapo (keza), simbolo del nuovo status. Sotto la cintura e sul capo, infine, un fiocco (shkoka) verde con ricami interamente in oro, a quattro e a tre petali.

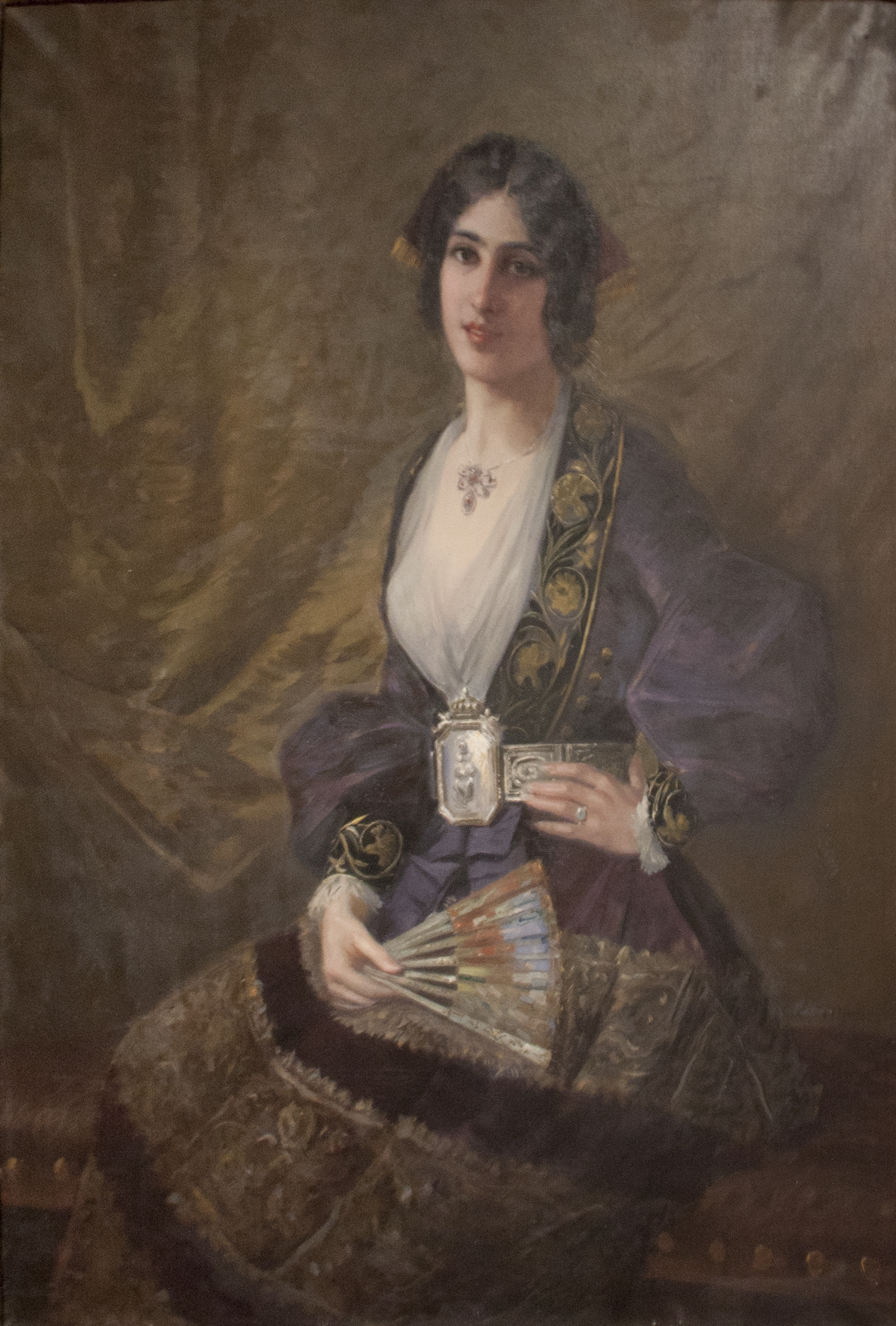
Ettore De Maria Bergler, Donna di Sicilia in costume di Piana degli Albanesi, Galleria d'arte moderna di Palermo (1933)

La qualità della produzione, quasi ininterrotta, dei costumi, si deve alla grande abilità artigianale delle ricamatrici arbëreshe specialiste nel ricamare l'oro e nel trasformare la seta (mola), il velluto e l'oro (in fili, in lenticciole e in canatiglie) in raffinati e preziosi abiti, usando il tombolo o il telaio o semplicemente l'ago, come si fa per la ricciatura a nido d'api della maniche della camicia e per i merletti a punto ad ago. Anche le attività lavorative correlate hanno un rilievo molto importante e offrono un illuminante spaccato socio-economico. L'impiego di manodopera quasi esclusivamente femminile rinvia, infatti, ad una divisione del lavoro, nella società e nella famiglia, di tipo tradizionale, e le donne, avviate a questa attività sin dall'infanzia, gradualmente raggiungevano una perizia tecnica che consentiva loro di provvedere direttamente alla preparazione del corredo. La gran parte della produzione dei manufatti è dovuta storicamente a questo artigianato domestico che, pur basato su canoni di pura riproduzione dei motivi, ha raggiunto livelli artistico-estetici spesso ragguardevoli con il concorso del gusto personale delle operatrici, la cui formazione non si esauriva nell'ambito familiare ma, specialmente dal secolo XVIII, ha potuto beneficiare di una vera e propria scuola di ricamo quale era a quel tempo il Collegio di Maria di Piana degli Albanesi, dove ancora oggi esiste un'esposizione permanente di quei ricami.
Seppure dal punto di vista storico Piana degli Albanesi è la comunità albanese più importante di Sicilia e tra le più in rilievo d'Arbëria, d'altronde non si hanno molte notizie specifiche riguardo ai costumi femminili, se nonché documentazioni iconografiche, e notevoli cenni su testi letterali di scrittori locali, sugli scritti dei Grand Tour in Italia (es. William Agnew Paton) e dagli studi del Pitrè, che ne riportano l'esistenza plurisecolare. Vi sono diverse testimonianze artistiche sugli abiti albanesi di Piana degli Albanesi, tra cui le stampe di Gaston Vuillier, del XIX secolo, le pitture e gli schizzi di Ettore De Maria Bergler e i ritratti di Antonietta Raphaël, in parte conservate alla Galleria d'Arte del complesso monumentale di Sant'Anna a Palermo, e altre stampe private, acquarelli e cartoline di autori sconosciuti. In passato numerosi fotografi, fra questi i Fratelli Alinari, realizzarono fotografie in alcuni casi poco conosciute.
Alcune tipologie del costume femminile e maschile albanese locale sono esposte nella sezione di cultura arbëreshe ad essi dedicata nel Museo civico etno-antropologico "Nicola Barbato". In un concorso indetto a Venezia nel 1928, al quale presero parte gruppi in costume da tutte le regioni d'Italia, al gruppo di Piana degli Albanesi venne assegnato il primo premio.

### Cucina
La gastronomia locale propone piatti e dolci tipici della tradizione siculo-albanese, in cui si può constatare la presenza di elementi derivanti dal paese originario d'oltre mare e piatti e dolci tipici della tradizione siciliana. Tra i vari tipici prodotti gastronomici si possono menzionare:
Panetteria
- Bukë (Pane)

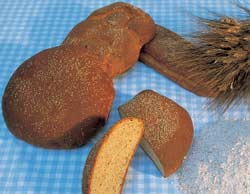
Pane tipico di Piana degli Albanesi

Il pane di grano duro e con pasta madre all'antica di Piana degli Albanesi (buka e Horës me brumë të ngridhur) è molto rinomato. Preparato con farina di grani duri del territorio, è di forma rotonda. Gli elementi che conferiscono tipicità al pane di Piana degli Albanesi sono costituiti dal processo di produzione tradizionale, tramandato di generazione in generazione, e le farine che sono state trasformate seguendo l'antico metodo della fermentazione naturale, conferendo al pane un sapore e un odore "tradizionale" e più digeribile.
Lievitato con metodi naturali, viene cotto ancora negli antichi forni a legna e lavorato secondo gli antichi usi, per ottenere una pagnotta dalla forma unica non troppo gonfia da un 1 kg o da mezzo chilo, mentre il formato classico di 2 kg è oggi meno comune. Il colore bruno della scorza piuttosto croccante contrasta con il grigio della mollica morbida e compatta. Si mantiene buono per diversi giorni; prima che diventi del tutto indurito può essere macinato grossolanamente per impanare carni e pollo.
Può essere consumato ancora caldo con il caratteristico olio d'oliva (vaj ulliri) dall'aroma leggermente piccante e pastoso al palato, insieme a del genuino pecorino, o condito con formaggio o acciughe salate.
Fino ad un cinquantennio fa il pane per lo più si faceva in masseria o in casa e ogni quartiere aveva un forno, a volte più di uno. Ogni madre di famiglia sapeva come fare perché lo imparava dalla madre e a sua volta lo trasmetteva, come una tradizione.
- Kulurunë (Focaccia)

Le tipiche focacce locali, kulurunët, si trovano in tutti i forni di Piana degli Albanesi. Si tratta di semplice pane, a forma di cerchio, condito con olio d'oliva e ricotta di stagione, consumato generalmente caldo come "colazione" la mattina. Sono riscontrabili nel nome e nelle forme di base nelle zone di influenza o origine albanesi della Morea.
- Sfinçiunë

Equivale allo sfincione dell'area siciliana, ovvero assimilabile ad una sorta di antica pizza. Rispetto a quello della provincia a Piana degli Albanesi è più alto e ricco di condimento, sia nella forma della teglia che in quella più comune rotonda. Gli ingredienti cardini sono salsa di pomodoro (lëng kundamurje), cipolla (qepë), acciughe (sardë), origano (riganë) e pezzetti di formaggio caciocavallo (copa udhosi kaskaval). Esiste anche una versione bianca (e bardhë), completa dei condimenti ma senza salsa di pomodoro.
Primi piatti
- Strangujët (Gnocchi)

Gli Strangujët sono tipici della cucina arbëreshe. Sono gnocchi di farina fatti a mano, conditi con pomodoro (lëng) e molto basilico, abitualmente benedette. Tradizionalmente questo piatto era consumato dalle famiglie sedute attorno a uno spianatoio di legno (zbrilla), il 14 settembre, giorno in cui si commemora l'esaltazione della Santa Croce, dove in tutte le chiese si svolge una particolare cerimonia religiosa davanti a un piccolo altare su cui viene posta una croce attorno alla quale sono sistemati dei rametti di basilico che alla fine della cerimonia sono distribuiti ai fedeli. Riscontrabili in forme similari in altre comunità italo-albanesi.
- Përshesh (Pane cotto)

Piatto tipico albanese di Capodanno e consumato anche in altri tipi di feste, presenta vari tipi di preparazione a Piana degli Albanesi. La classica è composta da pane cotto a legna raffermo, latte e zucchero. Una delle più note ha come ingredienti: il pane cotto a legna raffermo, acqua, sale, pepe e olio d'oliva. Il pane, tagliato a pezzi grossolani, è posto in un contenitore ricolmo d'acqua salata; questo va cotto, fin quando il pane non assorbe il tutto. Alla fine si condisce con formaggio grattugiato, spezie e olio. Un'altra versione presenta il tacchino, che viene prima bollito e poi arrostito e servito con përshesh, che viene preparato cuocendo pezzi di pane (bukë/kulaç) con brodo di tacchino, insieme a menta e altre spezie.
- Milanisë

Tradizionalmente consumato il giorno di San Giuseppe e del Venerdì Santo (E Prëmtja e Madhe), è una variante di un piatto siciliano: la pasta con le sarde, con finocchio selvatico, pinoli e appunto sardine. La variante arbëreshe prevede come condimento base l'estratto di pomodoro. Non viene utilizzato il formaggio per la presenza del pesce, bensì il pane grattugiato per la consumazione.
Gastronomia varia
- Verdhët

Durante la Pasqua viene preparata una sorta di torta con uova, ricotta di pecora e, precedentemente lessati, steli di finocchio selvatico.
- Grurët (Cuccìa)

Piatto di grano bollito condito con olio d'oliva, che la tradizione impone di mangiare il 13 dicembre, giorno di Santa Lucia (Shën Lluçia). Una variante attuale di quest'ultimo piatto prevede l'uso del latte zuccherato o della ricotta setacciata con scaglie di cioccolato, buccia d'arancia e mandorle tritate.
- Vetë të kuqe (Uova rosse pasquali)

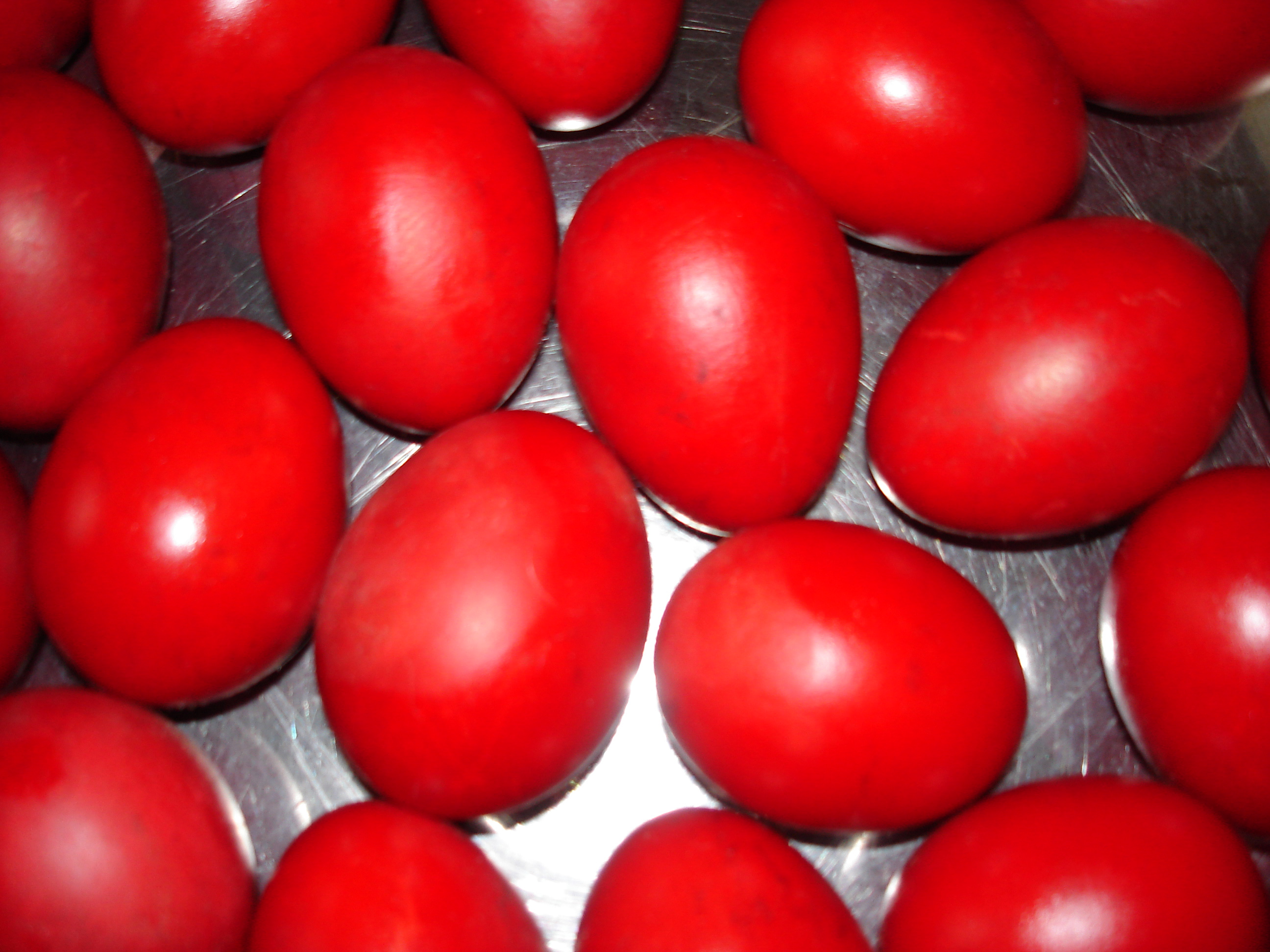
Vetë të kuqe (Uova rosse pasquali)

Cariche di simboli che richiamano la vita, la fertilità e la Resurrezione, le uova rosse, preparate per il Sabato Santo, sono mangiate dopo mezzogiorno, quando le campane riprendono a suonare mentre il profumo d'incenso inonda le case. Sono utilizzate anche per abbellire i tradizionali Panaret (Pani di Pasqua) e vengono distribuite ai fedeli e ai turisti la Domenica di Pasqua dopo la sfilata delle donne in costume tradizionale albanese e la benedizione (bekimi). È una tradizione orientale del rito greco-bizantino e di tutte le famiglie arbëreshe di Piana degli Albanesi preparare le uova rosse (vetë të kuqe) per festeggiare la Pasqua.
Pasticceria
- Loshkat e Petullat

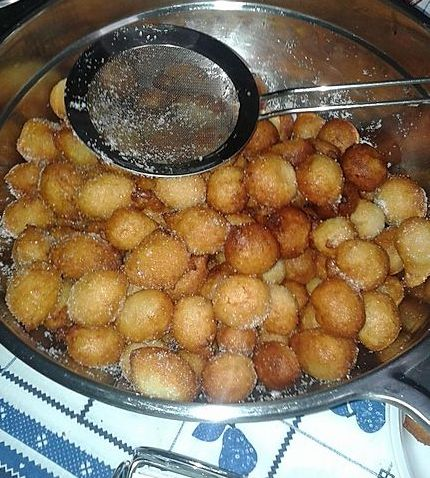
Petulla

Dolci a forma sferica (Loshkat) o schiacciata (Petullat), di pasta lievitata, fritta e zuccherata. Loshkat e Petullat sono frittelle molto simili, diversificarti solo nella forma. Generalmente sono a forma di palline, ottenute dall'impasto di acqua, latte, farina e pasta lievitante (farina inacidita col caglio) fritte e servite calde, addolcite con zucchero, cannella e vaniglia. Sono dolci del periodo di Carnevale (Kalivari); mentre tradizionalmente per i cannoli si aspettava il Natale e il periodo seguente. Petullat sono riscontrabili ancora facilmente nei territori albanofoni quali appunto l'Albania, il Kosovo o ancora la Macedonia del Nord.
- Të plotë (Buccellati)

Simili ai buccellati, sono dolci ripieni di marmellata di fico dalle forme più svariate. Dolci tradizionali a forma sferica o schiacciata di pasta lievitata, fritta e zuccherata. Si consumano alla vigilia del martedì grasso di Carnevale.
- Panaret (Pani di Pasqua)

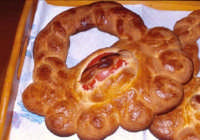
Panaret

Dolce pasquale tipico di Piana degli Albanesi, a forma di cesto con manico di pasta frolla, decorata anche con piccoli fiori, uccellini e al centro le tipiche uova rosse, simbolo di fecondità e di rinascita. Le donne arbëreshe preparano i pani ancora oggi durante la Settimana Santa, e in genere vengono regalati ai bambini i quali, per mangiarlo aspettano con ansia il mezzogiorno del Sabato Santo (E Shtunia e Madhe). Anticamente il dolce veniva portato in chiesa per essere benedetto durante la cerimonia che si svolgeva nella Cattedrale di San Demetrio Megalomartire. Nelle altre comunità albanesi d'Italia è individuabile ed è quasi del tutto simile al Kulaçi, il pane della Pasqua e del matrimonio.
- Savojardë

Simile al biscotto savoiardo, ma più grande e morbido, è un tipico biscotto (viskotë) consumato generalmente la mattina con il latte. Esistono altre tipologie di biscotti diversi dal savojardë (es. umbertë o mustaçoll), di differente formato, croccantezza e condimento (con mandorle / mendulla, sesamo / xhurxhullenë, ecc.).
- Cannoli

I cannoli sono i dolci più noti di Piana degli Albanesi, motivo di forte richiamo turistico. Non originario dell'Albania, ma modificato dai locali, il suo segreto culinario è riposto negli antichi metodi di lavorazione della cialda, la cui ricetta tutt'oggi viene rigorosamente tenuta segreta dai pasticceri locali, e negli altri ingredienti quali la farina, il vino, lo strutto e il sale. Per condire questo dolce viene impiegata la ricotta passata, che proviene dai numerosi allevamenti ovini del luogo.
Insaccati e caseari
Formaggi e ricotte

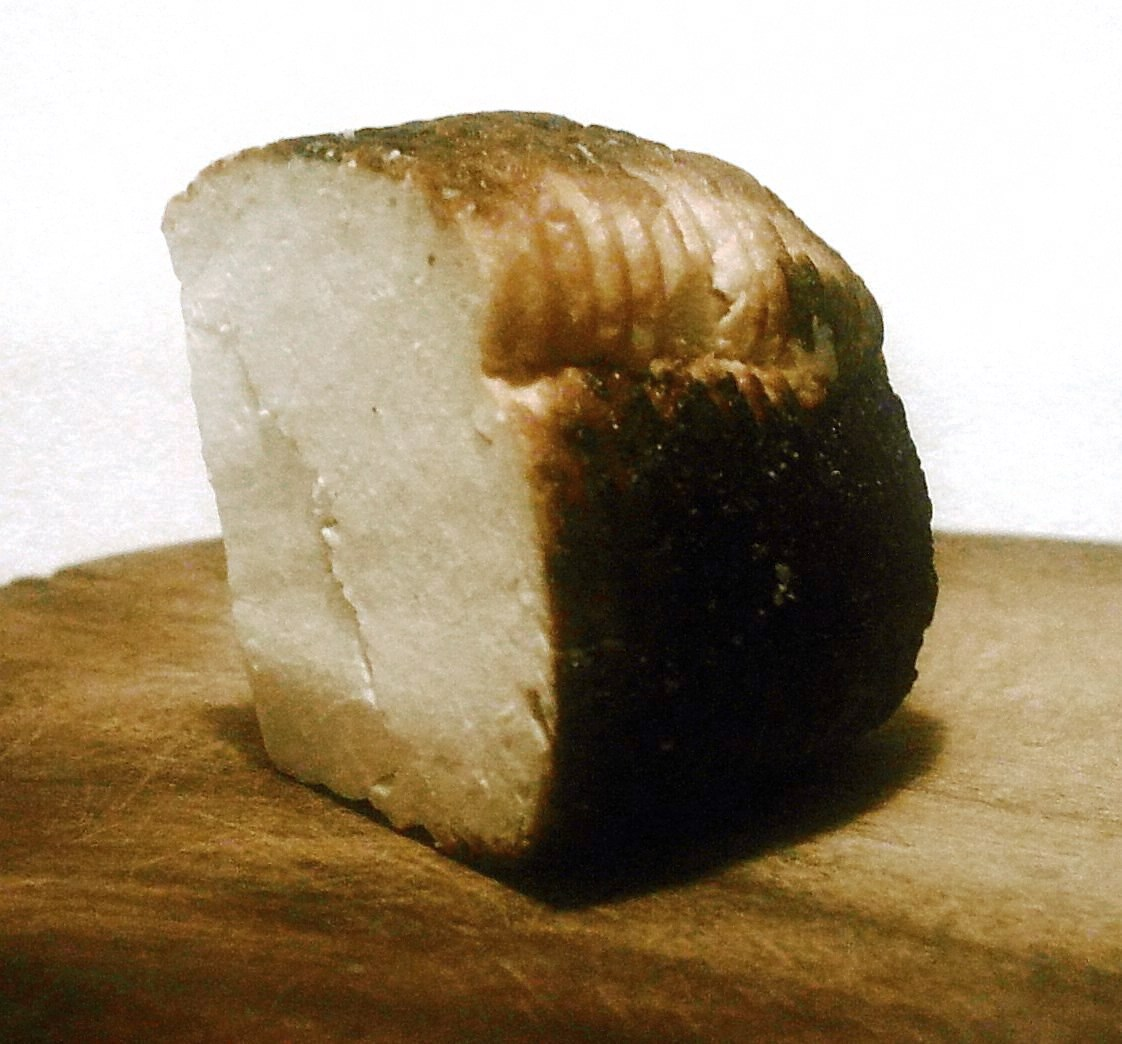
Ricotta al forno

Di diversi tipi e forme, formaggi e ricotte sono prodotti noti provenienti da numerosi allevamenti locali. Dal latte di pecora gli allevatori di Piana degli Albanesi ottengono prodotti come la ricotta, che è il pezzo forte del settore dolciario locale; il primo sale, dal gusto semisalato, servito come antipasto o da accompagnamento al pane; il pecorino stagionato o "canestrato", dal sapore piccante e più salato rispetto al primo sale, servito come antipasto o grattugiato come condimento per la pasta; il caciocavallo e la caciotta, dolce o semisalata.

### Eventi
Il periodo pasquale è stato spesso accompagnato dall'evento culturale ed etnomusicale "Shega" (Il Melograno), che mirava ad unire le varie comunità albanesi di Sicilia, d'Italia e al contatto con le realtà shqiptare d'Albania, del Cossovo e dei Balcani in generale. Per la festa del lavoro, ogni 1º maggio (e para e mait), vi è la commemorazione dei martiri della strage di Portella della Ginestra. Da molti decenni si celebra il 30 agosto l'anniversario della fondazione (themelimit) di Piana degli Albanesi. Il 28 novembre, giornata dell'Indipendenza albanese dai turco-ottomani (Dita e Flamurit), avvenuta il 1912 dell'omonimo giorno, il comune, associazioni private e l'università di Palermo onorano la data con festeggiamenti e commemorazioni.

### Musica
O mburonjë e Shqipërisë

Virgjëreshëz e dëlirë,

Mëma e lartë e Perëndisë

Çë na jep këshillë të mirë;
Ti, çë ruajte Gjyshrat tanë

Të mos zbirjën shejten besë,

Te ku ndodhen edhe janë,

Arbëreshvet kij kujdes.
Sot edhe si kurdoherë

një dëshirë ka zëmbra jonë,

Arbëreshë e të Krështerë

të qëndrojmë për gjithmonë.
Sa t'i falemi t'in Zoti

Po me gluhën çë na dha,

Po si i falej Kastrioti

E gjëria nga zbresjëm na.
(Giuseppe Schirò, de facto l'Inno degli Albanesi di Sicilia, da Canti Tradizionali ed altri Saggi delle Colonie Albanesi di Sicilia, pp. 86-119, Napoli, 1907.)
La musica e i canti di Piana degli Albanesi sono profondamente legati alla tradizione religiosa. Il repertorio di canti sacri, in greco antico ed in albanese, impiegati all'interno del complesso e articolato anno liturgico, è molto ampio. Le Liturgie settimanali, festive e le diverse Ufficiature sono sempre adornate da un incessante flusso di melodie. I moduli poetico-musicali sono quelli dell'innografia bizantina; il sistema museale del repertorio liturgico è di tipo modale e ricalca la teoria bizantina dell'oktòichos. Accanto a queste composizioni, di prevalente origine colta, esistono anche altre testimonianze di carattere profano, fortemente influenzate, peraltro, dalle tradizioni musicali autoctone d'origine, possiede infatti un vasto numero di canti popolari, patrimoni ancora oggi ben vivi e fiorenti.
La trasmissione dei canti avviene, ancora oggi, quasi interamente mediante tradizione orale. Per il loro rilevante valore documentario vanno tuttavia menzionate anche le molte testimonianze manoscritte su pentagramma, redatte, a partire dagli inizi del Novecento sino a tempi a noi più prossimi, da sacerdoti o monaci con l'intento di salvaguardare l'integrità della tradizione sacra. La trasmissione orale dei canti consente ai fedeli, per lo più in difetto di conoscenze musicali tecniche, di appropriarsi di un patrimonio che, secondo le occasioni, provoca atmosfere di grande suggestione psicologica e di profonda adesione spirituale. La tradizione musicale liturgica è, quindi, anche espressione di processi di autoidentificazione che rinforzano il senso di appartenenza alla comunità. La musica bizantina, assieme alla lingua, al rito, al costume, alle icone, costituisce dunque un essenziale tassello per la ricostruzione di quel mosaico di peculiarità che conferisce agli Arbëreshë di Sicilia un'identità culturale solida e vitale.
Le espressioni musicali di questa importante minoranza etno-linguistica albanese, con le altre forme di manifestazione e comunicazione, rappresentano un modo di sentire e di essere del determinato gruppo sociale arbëresh. I canti bizantini di Piana degli Albanesi fanno parte del Registro Eredità Immateriali della Sicilia. Le musiche e i canti liturgici bizantini di Piana degli Albanesi, che esprimono un senso di continuità religiosa dai tempi più antichi e rappresentano uno degli elementi essenziali dell'identità culturale del territorio e della sua comunità, sono tra i saperi da tutelare e tramandare.
Una operosa e importante raccolta di canti religiosi è stata fatta dal poeta Giuseppe Schirò in "Canti sacri delle colonie albanesi di Sicilia" (1909), che come si evince dal titolo sono una raccolta di canti devozionali e melodie del popolo albanese di Sicilia.
Gli inni della tradizione bizantina sono eseguiti nelle celebrazioni dai papàdes e da tutto il popolo partecipante, e, solo raramente, e in contesti scelti, si propongono in concerto dalla storica "Corale di San Demetrio" e dal "Coro dei Papàs di Piana degli Albanesi"; mentre i canti popolari, dal gruppo folkloristico "Dhëndurët e Arbërit". Quest'ultimo, che si esibisce in pubblico nel tradizionale costume albanese e formato da una quindicina di elementi, riporta in vita i canti antichi della tradizione albanese con melodie adattate al canto corale e accompagnate dagli strumenti tradizionali. Il "Coro dei Papàs di Piana degli Albanesi" si propone di far conoscere il repertorio liturgico bizantino della chiesa di rito bizantino in Sicilia. Non si tratta di un coro professionale: ne fanno parte generalmente quattro sacerdoti e un diacono, che eseguono abitualmente i canti dell'antica tradizione, di cui sono fra i riconosciuti depositari, durante le Ufficiature e le Liturgie.
Fra le tante eredità, i canti più diffusi sono: Kostantini i vogëlith, Christòs Anèsti, Lazëri, Epi si Chieri, Vajtimet, Simeron Kremate, U të dua mirë, O Zonjë e Parrajsit, Te parkales, Një lule u deja t'isha, Kopile moj kopile, Muaji i mait, Ju lule te këtij sheshi, Trëndafili i Shkëmbit, Lule Borë, Malli çë kam për tij, Përçë ti rron, Perëndesh' e Bukuris, Kur të pash të parën herë, Për Mëmëdhenë, Shkova ka dera jote, ecc.
I canti più emblematici, uno religioso e l'altro profano, rimangono O mburonjë e Shqipërisë (O scudo dell'Albania) e O e bukura Moré (O bella Morea).
Il primo canto, composto dal poeta italo-albanese Giuseppe Schirò, invoca la protezione della Madonna dell'Odigitria sugli italo-albanesi e sull'Albania. Divenuto un celebre canto della comunità di Piana degli Albanesi, viene intonato ancora oggi in occasione delle feste religiose più significative. Il canto è eseguito su una melodia in tonalità maggiore con tempo 4/4. Il secondo canto, la cui composizione si suole far risalire al tempo della diaspora albanese del XV secolo, è autenticamente popolare, comune a tutti gli albanesi d'Italia in diverse varianti locali. In pochi versi, con toni molto lenti e struggenti, vi si esprime il dramma ed il dolore di chi è costretto ad abbandonare, cacciato dall'odio e dalla violenza, patria ed affetti.

### Radio
Emittenti Scomparse :
- Radio Hora (90 e 101.5 MHz, anni '70-2000)[206]
- Radio Jona (anni 2000)[207]

### Stampa
- Fiala e t'in' Zoti (La Parola del Signore), di Mons. Paolo Schirò e clero siculo-albanese[208]
- OC Oriente Cristiano[209][210]
- Jeta Arbreshe[211]
- Lajmtari i Arbreshvet (Il notiziario italo-albanese)[212]
- Mondo Albanese[213]
- Fluturimi i Aikullës[214]
- Biblos & Quaderni di Biblos/Kartularet e Biblos[215]

### Teatro
Presso il Seminario è presente il Teatro Eparchiale, recentemente ristrutturato.
Piana degli Albanesi annovera una lunga tradizione nella commedia in lingua albanese, di cui si annovera quella promossa già da Papàs Gjergji Schirò e dai contemporanei Giuseppe Schirò di Maggio e Giuseppe Schirò di Modica.

## Geografia antropica

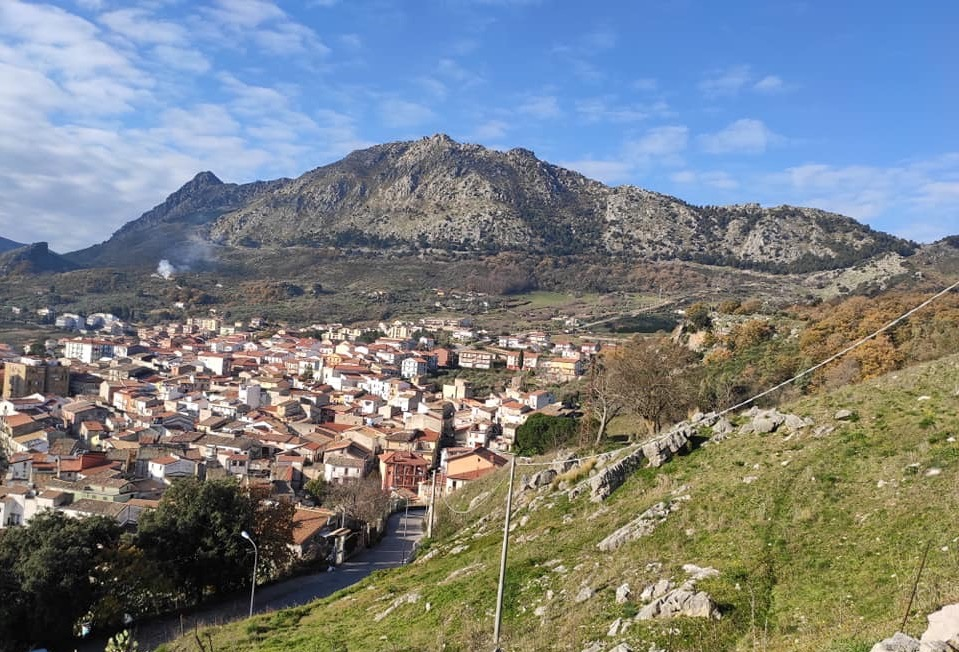
Panoramica della cittadina

### Urbanistica
L'ubicazione montuosa e collinare della cittadina, ai piedi della catena dei monti di Piana degli Albanesi, è stato anche uno dei fattori che ha preservato da secoli i suoi abitanti dalla assimilazione culturale. La presenza di abbondanti sorgenti e corsi d'acqua rese possibile l'esercizio dell'agricoltura e della pastorizia; la presenza di tutte le strutture e i servizi essenziali, dall'ospedale al carcere, ha reso la cittadina indipendente e autosufficiente sino al XX secolo.

### Suddivisioni storiche
I quartieri storici di Piana degli Albanesi prendevano nome dalle chiese principali di rito orientale e da toponimi albanesi.
Nei Riveli del 1616 la città risulta divisa in quartieri che prendono il nome o dalle chiese (S. Giorgio, S. Vito ecc.), o dai toponimi (Kryqa, Brinja, ecc.), o dalle famiglie di Piana degli Albanesi (Mandalà, Flocca ecc.), o infine da altre derivazioni (Urretta, Lanixaro ecc.). Tra i quartieri più popolati ricordiamo quelli di S. Giorgio e S. Dhimitri.
La toponomastica del territorio comunale svela il carattere eminente dell'altopiano, con quasi tutte le denominazioni in albanese. Le principali sono: Skëmbi, Gjoni, Brinja, Shën Jani (oggi zona nuova della cittadina), Lektani, Kroi i Badeut, Urëza, Maja e Pelavet, Kryqa, Fusha e Kollës, Guri i Delmerit/Pekurarit, Honi, Rahji i Galetës, Ponti i Kjaramidhes, Shën Ëngjëlli, Gropa e Mollës, Vala e Fikut, Çapelia e Drangoit, Shën Mërkuri, Shën Mëria e Boshit, Argomazit, Ntarmizi, Zoti i Koçit, ecc..

### Toponomastica nella città e nella campagna
Gli albanesi di Piana degli Albanesi che scelsero e ottennero i feudi di Merco e Dingoli erano dei profughi estranei al contesto in cui avrebbero dovuto insediarsi. Estranei erano i costumi, la lingua, la religione, i nomi dei luoghi che li circondavano. Insediarsi in queste terre spopolate significò per loro ricostruire un mondo di segni e riferimenti fisici legati alla loro cultura. Per abitare il territorio loro assegnato era necessario conoscerlo e quindi dargli nome.
Essi diedero ai monti e alle valli i nomi dei monti e delle valli albanesi a loro comuni. Hòni sono infatti le rupi dei monti Acrocerauni in Albania e Honi è il nome delle voragini analoghe site tra il monte Maganoce e il monte Kumeta.
Questo bisogno di appropriarsi dei luoghi e di costruire una identità attraverso l'individuazione di segni fisici di riferimento territoriale li portò ad inventare e a tramandare leggende, storie fra il fantastico, il religioso e il profano, legate a luoghi particolari, come le grotte (come shpella e Gharrunit o e Zabjunit, trad. grotte del Garrone e dello Zubbione) o a semplici pietre, che potessero rendere familiare, riconoscibile e nominabile il nuovo contesto fisico da abitare. In tempi più moderni spesso questa toponomastica e i nomi della località sono stati malamente tradotti o forzatamente italianizzati.
Nella contrada della Pizzuta, in prossimità dell'Odigitria rurale, vi è una pietra con un'impronta lasciata dal quadro della Vergine Odigitria, portato dai profughi dell'Albania. Si narra che il solco lasciato dal quadro sulla pietra venne ritenuto da tutti di buon auspicio e quel luogo venne eletto a nuova dimora. Ancora al tempo in cui scrive Giuseppe Schirò, nel 1923, i passanti la baciavano devotamente e recitavano delle preghiere. Ai bambini veniva riservato il privilegio di porre l'occhio e poi l'orecchio su una piccola cavità della pietra e di vedere i luoghi da cui erano partiti i loro antenati e di udire la voce dei fratelli d'Albania.

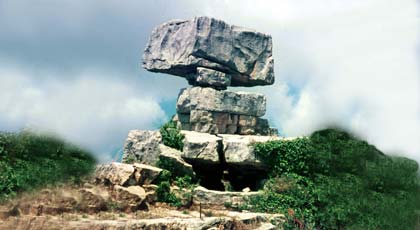
Il gruppo di rocce naturali esistente fino agli anni '60 all'entrata dell'abitato noto come Çapelet e drangoit, lett. "Lastre del drago".

All'entrata storica dell'abitato, nella parte bassa della contrada Brinja, in prossimità della Kryqa e Palermës, si ergevano Çapelet e drangoit (le Lastre del drago), massi tipici del paesaggio di Piana degli Albanesi. Si trattava di un enorme gruppo di rocce che poggiava su rocce più piccole. Furono inesorabilmente distrutti con un grosso carico di mine negli anni '70 per la costruzione di case nel vicinato, con l'accusa di non esser sicure. I cittadini sconfortati, increduli ad azione fatta, accusarono a loro volta l'atto di mera speculazione edilizia. Ad oggi non vi è nulla che le ricordi, mentre esse hanno caratterizzato nei secoli l'immaginario e le favole collettive del popolo albanese che qui aveva messo radici. Esistono nel territorio circostante altri gruppi di rocce.
Questi ed altri segni della memoria formano un grosso capitolo della storia urbana e territoriale di Piana degli Albanesi e vanno a configurare una sorta di architettura simbolica a scala territoriale, che da forma all'eccezionalità di una condizione sociale, culturale ed etnica che ha segnato con continuità il processo di formazione urbana e territoriale del comune siculo-albanese.

#### Altre località del territorio
L’impianto di Guadalami (Ghuajdhallam in albanese) poco a valle del Honi e realizzato sul corso del fiume omonimo o fiume Belìce, che costituisce la Centrale Idroelettrica con annesso il bacino idrico, è alimentato dalle acque invasate nel lago di Piana degli Albanesi.
Ricade nel comune di Piana degli Albanesi il bacino Scanzano, che include l'invaso artificiale in prossimità della diga. Non distante dal lago, si trova il Centro spaziale di Scanzano, un teleporto gestito da Telespazio.
Sempre nel territorio comunale vi hanno sede le case cantoniere Sant'Agata-Rossella e Borgo Aquila, questo ultimo sostanzialmente diviso con Monreale.
Non distanti da Piana degli Albanesi sono riscontrabili due località che ricadono nel confinate territorio di Monreale: Borgo Giacomo Schirò, dal nome del militare arbëresh tragicamente ucciso, e il Santuario di Tagliavia, cui sono avvenuti nei secoli pellegrinaggi degli italo-albanesi e celebrazioni nel rito proprio bizantino. Sempre nelle vicinanze di Piana degli Albanesi è riscontrabile la frazione di Ficuzza, enclave del vasto territorio comunale di Monreale.

## Economia
Le attività economiche prevalenti sono: il terziario, l'industria del marmo, l'agricoltura, la pastorizia, l'artigianato e l'artigianato artistico. Una delle principali risorse locali è costituita dal turismo.
Grazie ai vasti territori dedicati all'agricoltura e alle sue caratteristiche climatiche, la sua economia è basata principalmente sulla produzione di prodotti caseari, cereali, olio di oliva, vino e frutta, e dall'allevamento di ovini, bovini e caprini.

### Agricoltura
Fra i prodotti agricoli maggiormente coltivati ci sono olive, uva, minore è la produzione oggi di cereali, mandorle e fichi d'India. Un tempo era più cospicuo l'allevamento dei bovini e degli ovini, ma rimane importante la produzione di carni e di formaggi tipici; nel territorio vengono inoltre prodotti vino, liquori e grappe.

### Artigianato
La tradizione locale possiede diverse attività artigianali (ricamo, iconografia, mosaico, oreficeria, ecc.).
I costumi femminili arbëreshë confermano con la loro produzione quasi ininterrotta, da oltre cinque secoli, la ricchezza dell'operato.
Sono particolari le icone bizantine, realizzate dagli iconografi secondo gli antichi canoni artistici.
Altri artisti locali sono gli orafi, soprattutto legati alla realizzazione a mano dei preziosi gioielli e accessori del costume tradizionale, dai pregiati brezi ai girocollo di velluto con pendenti agli orecchini e alle collane a doppio filo granato; i maestri del mosaico e gli artigiani del marmo "Rosso Kumeta".
Nella tradizione del ricamo inoltre vi sono presenti le bambole in abito albanese, anch'esse ricamate in oro, e con materiali cosiddetti poveri (pietra, legno, ferro e vetro) altri manufatti di interesse artistico.

#### Icone
Al gruppo delle rare icone del Seicento e del Settecento, si affiancano le nuove, ispirate fedelmente all'arte ed alla spiritualità bizantina, che a distanza dei secoli, mantengono viva una tradizione ancora ben radicata e fiorente nella comunità di Piana degli Albanesi. Questi iconografi, con esperta manualità e fedele studio dei materiali, dei procedimenti, e dei caratteri stilistici, operano nella stretta osservanza di canoni fissati da secoli per ogni particolare della composizione: dagli atteggiamenti dei personaggi ai riposti significati simbolici, alla scelta dei colori, alle scritte sacre sia nella koinè greca che in albanese..

#### Ricamo

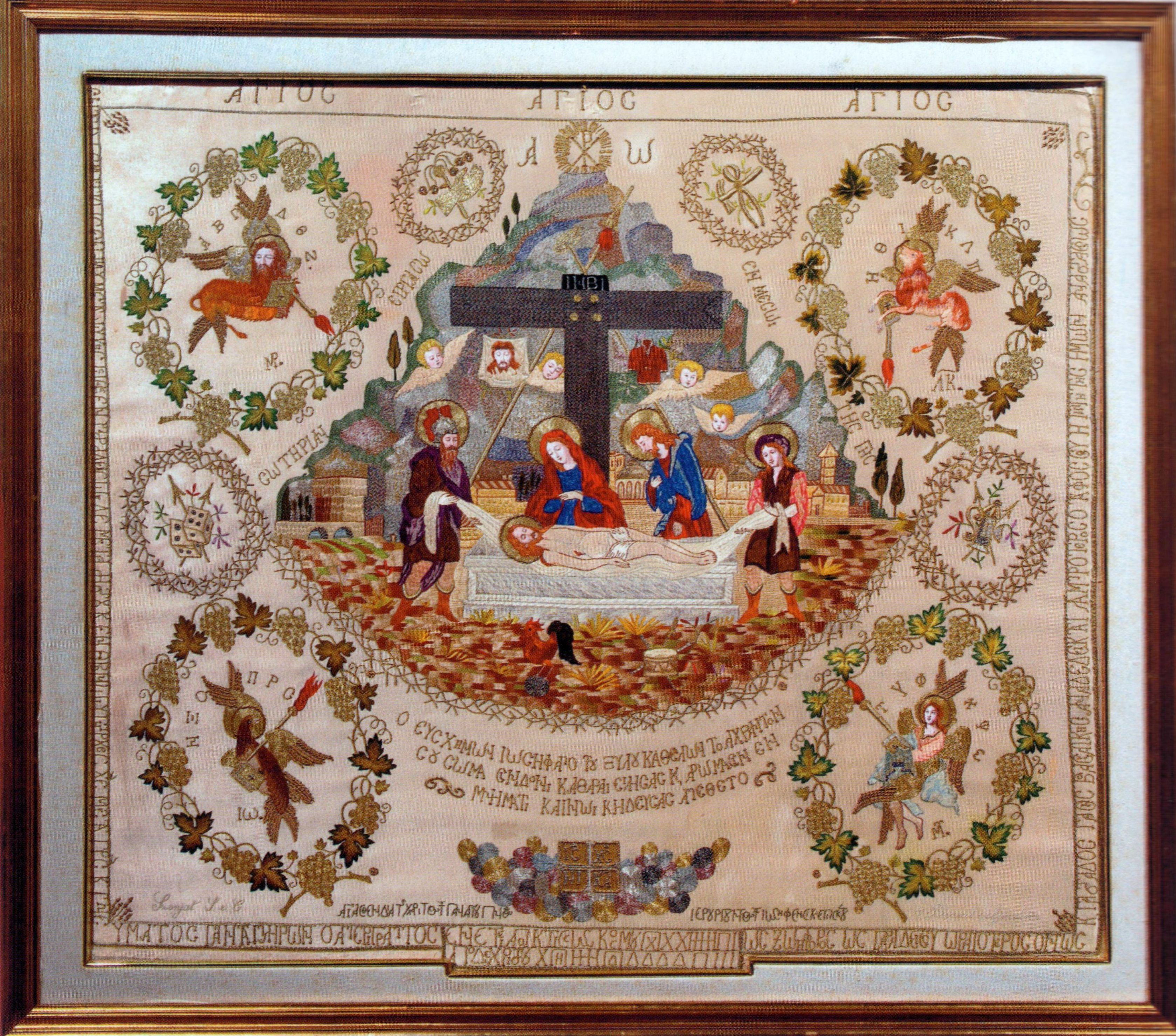
Epitàfios, raso ricamato in oro e argento filato nel XIX secolo dalle suore del Collegio di Maria, custodito nella Cattedrale di San Demetrio

La produzione ininterrotta, da oltre cinque secoli, e la qualità dei costumi femminili tradizionali di Piana degli Albanesi si devono alla grande abilità artigianale delle ricamatrici arbëreshe nel trasformare la seta, il velluto e l'oro in raffinati e preziosi abiti usando il tombolo o il telaio o semplicemente l'ago. Ma queste abilità non si esauriscono nel confezionamento dei costumi. Accanto ai ricami in oro e in seta, esistono, in materiali certamente meno preziosi, altri lavori di ricamo di pari bellezza, eseguiti soprattutto per la preparazione dei corredi nuziali: merletti (a spola, a tombolo, all'uncinetto); ricami ad ago su carta telata (punto ad ago e punto Venezia); sfilati ("quattrocento", "cinquecento" e "ottocento siciliano"); ricami cosiddetti a "punto inglese", a "punto croce", a "punto pittoresco", a "punt'ombra", ecc.

Importante nel mantenimento dell'antica tradizione del ricamo arbëresh fu il Collegio di Maria, fin dai tempi della fondazione (1731), dove venivano educate: 
(Giorgio Costantini, 1915)
(Giuseppe Schirò, 1923)

#### L'oreficeria

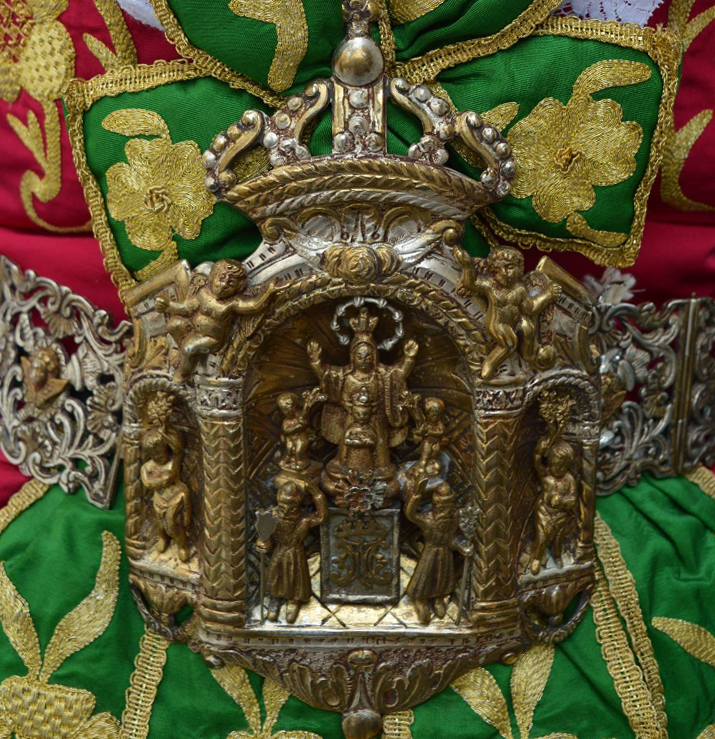
Il Brezi, raffigurante SS. Maria Odigitria, indossato dalle donne in costume

I prodotti e le creazioni di oreficeria locale, che giungono da una lunga tradizione, sono soprattutto legati alla produzione dei preziosi accessori del costume tradizionale femminile arbëresh di Piana degli Albanesi (Brezi, Pindajet, Kriqja e Kurçetës, Rruzarji, Domanti, ecc.) la cui origine è di diverse epoche del passato, spaziando dal periodo bizantino sino al Settecento.

### Industria
Secondo un'analisi dell'ISTAT effettuata nel 2003, basata sui Sistemi Locali del Lavoro (SLL), l'industria agricola, alimentare, il commercio del marmo e derivati, il settore dell'abbigliamento, la pastorizia bovina, caprina e ovina, garantiscono una buona parte della rendita economica di Piana degli Albanesi.

### Turismo
Già a vocazione turistica internazionale per il rito greco-cattolico e l'identità dei suoi abitanti, alcune iniziative e alcuni progetti come l'Alto Belice Corleonese, l'Itinerarium Rosaliae, Magna Via Francigena e il Cammino dei Mille tendono a promuovere il settore turistico.

## Infrastrutture e trasporti

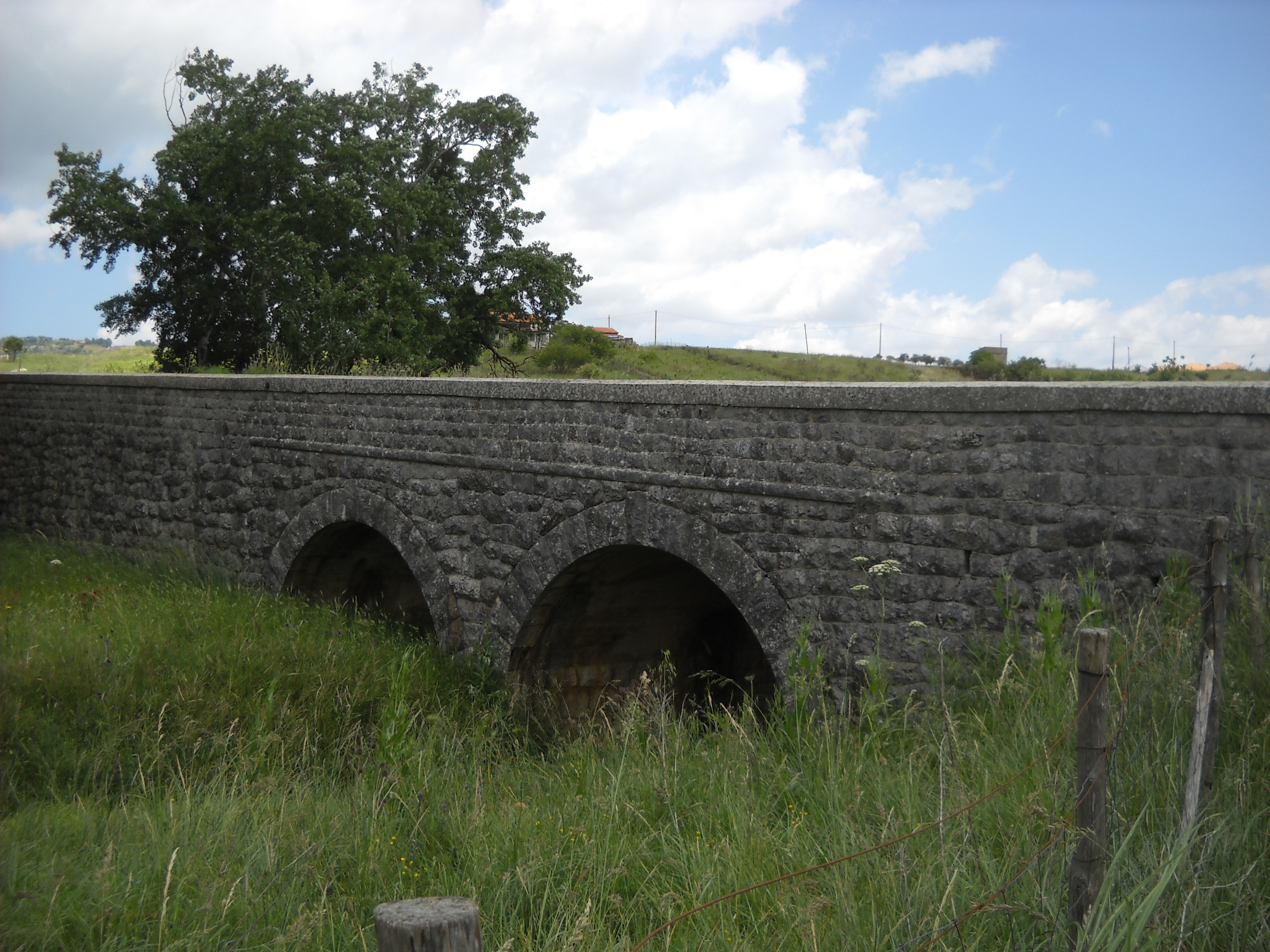
Ponte fosso Maganoce della ex strada ferrata, presso il quale Garibaldi divise le truppe per l'Insurrezione di Palermo (1860)

### Strade
Il comune è interessato dalla strada statale 624 Palermo-Sciacca, che prosegue dopo lo svincolo Piana degli Albanesi con la SP 34, e dalla strada provinciale 120, poi SP 5.

### Ferrovie
A Piana degli Albanesi si trova il fabbricato della ex stazione ferroviaria che era posta sulla linea Palermo-Salaparuta, mai completata.

### Mobilità urbana
I trasporti interurbani di Piana degli Albanesi vengono svolti con autoservizi di linea gestiti dalla società Prestia e Comandè.

## Amministrazione

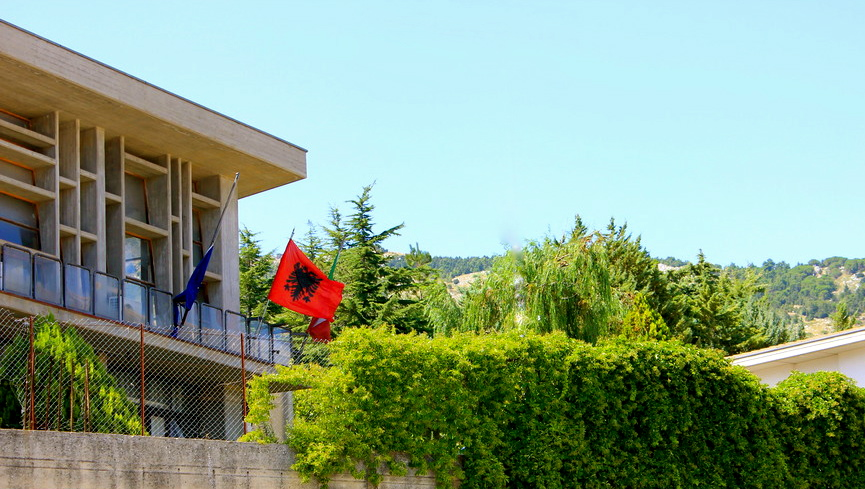
Il Comune di Piana degli Albanesi

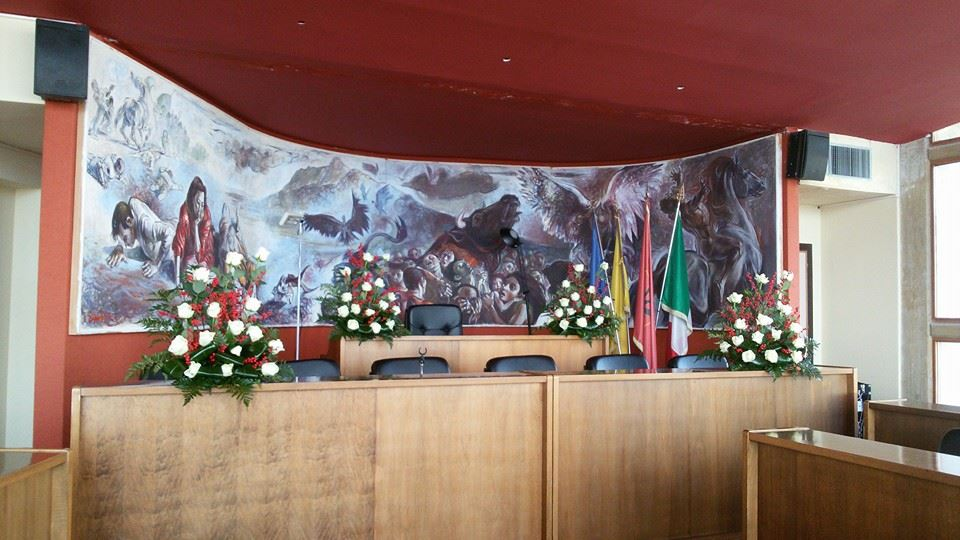
Sala consigliare del Comune di Piana degli Albanesi

Di seguito è presentata una tabella relativa alle amministrazioni che si sono succedute in questo comune.
| Periodo           | Periodo          | Primo cittadino     | Partito                            | Carica              | Note    |
| ----------------- | ---------------- | ------------------- | ---------------------------------- | ------------------- | ------- |
| 19 settembre 1987 | 28 maggio 1990   | Giacomo Cuccia      | Partito Comunista Italiano         | Sindaco             | [ 229 ] |
| 14 giugno 1990    | 29 novembre 1991 | Giacomo Cuccia      | Partito Comunista Italiano         | Sindaco             | [ 229 ] |
| 13 dicembre 1991  | 7 settembre 1992 | Giorgio Stassi      | Partito Democratico della Sinistra | Sindaco             | [ 229 ] |
| 26 novembre 1992  | 1º marzo 1993    | Antonio Pianelli    | -                                  | Comm. regionale     | [ 229 ] |
| 1º marzo 1993     | 6 dicembre 1993  | Calogero Calderaro  | -                                  | Comm. straordinario | [ 229 ] |
| 6 dicembre 1993   | 1º dicembre 1997 | Antonino Di Lorenzo | centro-sinistra                    | Sindaco             | [ 229 ] |
| 1º dicembre 1997  | 28 maggio 2002   | Antonino Di Lorenzo | L'Ulivo                            | Sindaco             | [ 229 ] |
| 28 maggio 2002    | 15 maggio 2007   | Gaetano Caramanno   | Casa delle Libertà                 | Sindaco             | [ 229 ] |
| 15 maggio 2007    | 8 maggio 2012    | Gaetano Caramanno   | centro-destra                      | Sindaco             | [ 229 ] |
| 8 maggio 2012     | 11 giugno 2017   | Vito Scalia         | lista civica centro-sinistra       | Sindaco             | [ 229 ] |
| 11 giugno 2017    | 12 giugno 2022   | Rosario Petta       | lista civica centro-destra         | Sindaco             | [ 229 ] |
| 16 giugno 2022    | in carica        | Rosario Petta       | lista civica centro-destra         | Sindaco             | [ 229 ] |

### Gemellaggi e amicizie
Il comune di Piana degli Albanesi è impegnato a stabilire, nel rispetto dei protocolli internazionali, rapporti di interscambio culturale con le istituzioni della Repubblica di Albania e del Kosovo nella ex Jugoslavia e con le altre comunità albanesi presenti nei Balcani (Macedonia del Nord, Grecia, Montenegro, Serbia), così come in ambito europeo ed internazionale.

#### Gemellaggi
- Tirana, dal 1954[230]

#### Città amiche
- Pristina[231][232]

### Altre informazioni amministrative
Il comune, in collaborazione con le comunità italo-albanesi, propone iniziative allo Stato, alle Regioni e alla Provincia per la tutela delle minoranze etnico-linguistiche sancita dalla Costituzione, da leggi nazionali e regionali vigenti.
Il comune di Piana degli Albanesi fa parte delle seguenti organizzazioni sovracomunali:
- Unione di comuni BESA - Lidhja e Bashkivet BESA, comune-ente capofila;
- Patto Territoriale Alto Belice Corleonese, già comune-ente capofila;
- Area Minoranza Etno-Linguistica Albanese (Arbëreshë);
- Club dei Borghi Autentici d'Italia;
- Unione Comuni Le 4 Terre;
- Regione Agraria n. 6 - Colline interne.

## Sport

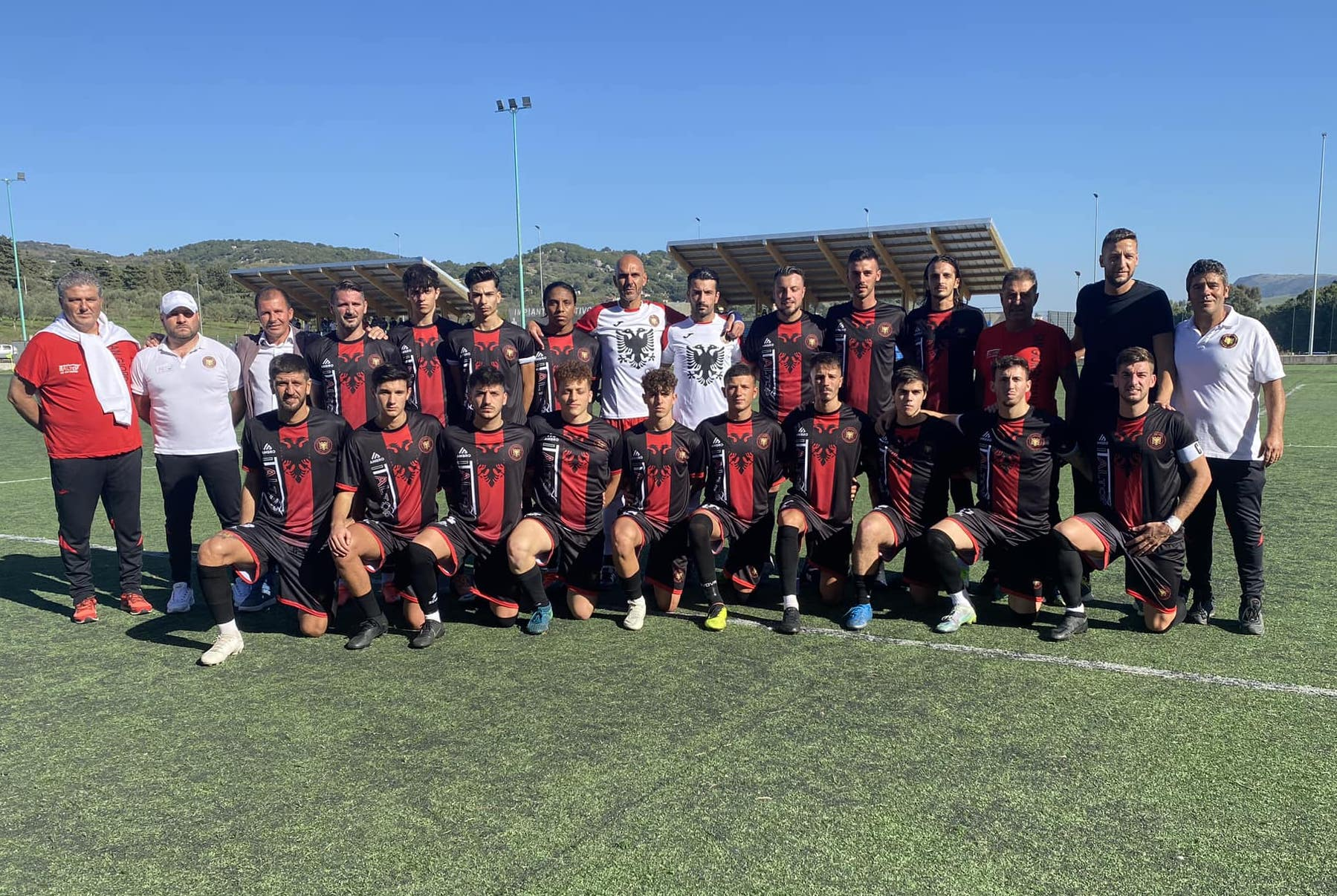
La società e la squadra di calcio di Piana degli Albanesi, stagione 2022/2023

Ha sede nel Comune la società di calcio A.S.D. San Giorgio Piana degli Albanesi, già A.S.D. Città di Piana degli Albanesi (attiva dal dopoguerra, e rifondata nel 2014). Nella stagione 2024/2025 milita nella serie Eccellenza e disputa in campionati di livello regionale. In Prima Categoria, nel campionato 2022/2023, si è distinta aggiudicandosi la finale di Coppa Sicilia di Lega Nazionale Dilettanti.
Altre società sportive presenti sono la Polisportiva Arbëreshe Athletic Club di atletica e la Polisportiva Arbëreshe Hora Volley di pallavolo, la quale squadra femminile nella stagione 2022/2023 ha vinto il campionato italiano provinciale e conquistato la serie D.
Da alcuni anni si tiene, tra luglio e agosto, il "Memorial Stefano Plescia", un torneo di powerlifting, corsa podistica e triangolare di calcio. A cadenza discontinua viene organizzato un torneo di scacchi, l'"Arbëreshe International Chess Festival".

### Impianti sportivi

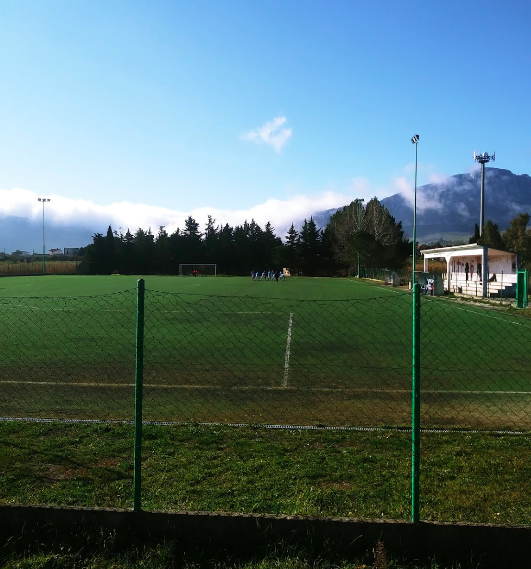
Stadio Comunale "A. Li Cauli"

Lo stadio comunale "A. Li Cauli" (stadiumi bashkiak), sito nella parte sud-orientale, in contrada Piano Cavallaro (Fusha e Kavalarit), è dotato di illuminazione e di tribuna coperta nel lato est. Annesso si trova il centro sportivo polivalente con campi da tennis.
Nella vicina 'cittadella dello sport' sono presenti il palazzetto dello sport (pallaci i sportit), in contrada Cavallaro, la piscina comunale in contrada Ponte Rosso o Punto di Russo (Punti i Rrùsit), con adiacente il campo sportivo "Cuccia-Stassi" di calcio a 5, la tendostruttura adibita a palestra, vicino alla ex stazione ferroviaria.
Altro impianto sportivo è il centro tecnico di canoa e canottaggio “Vito Ales” in contrada Katërfijnait, nei pressi del lago.